# Schwäbisch Gmünd

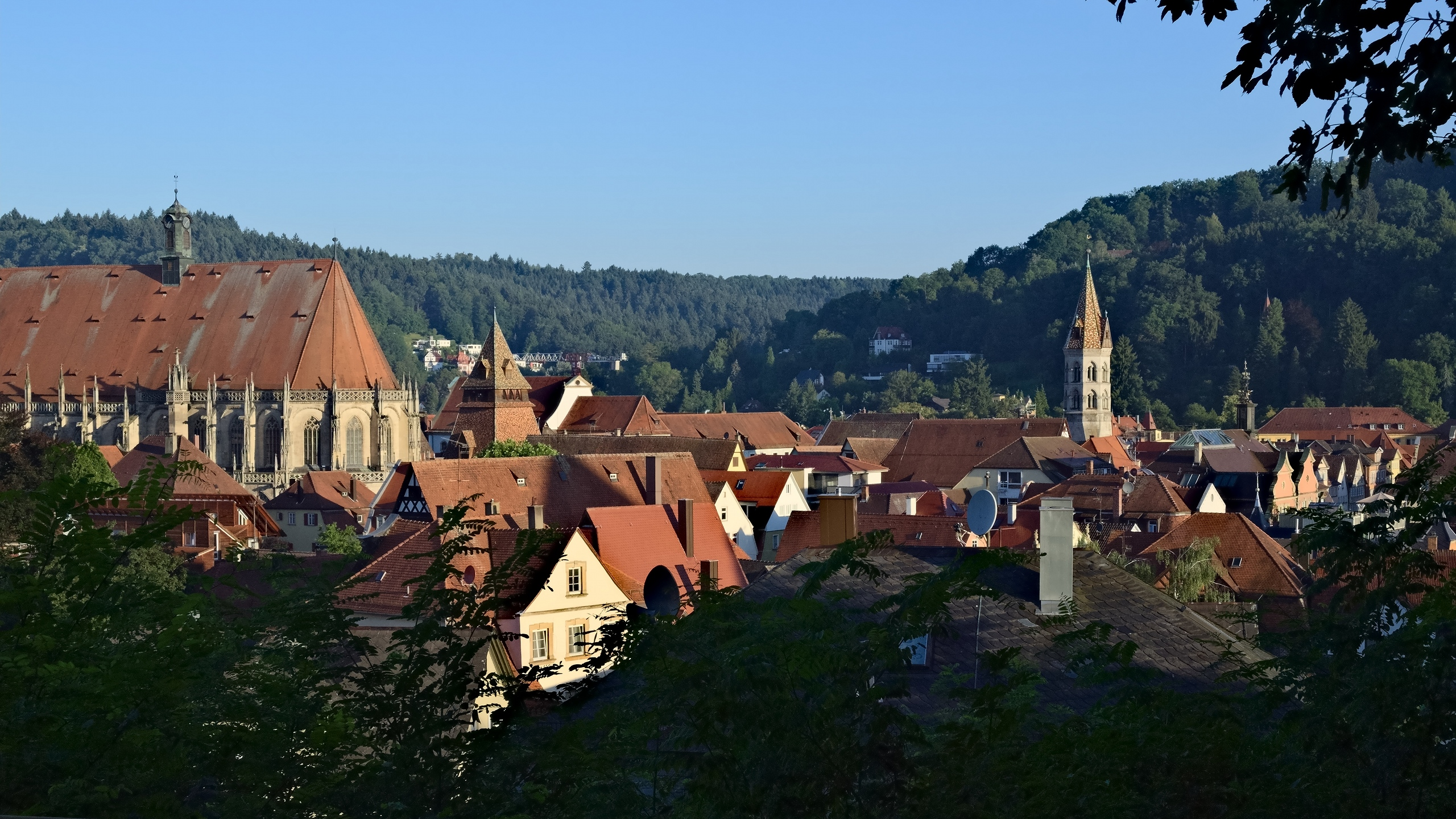
Blick auf die Innenstadt vom Aussichtspunkt Zeiselberg

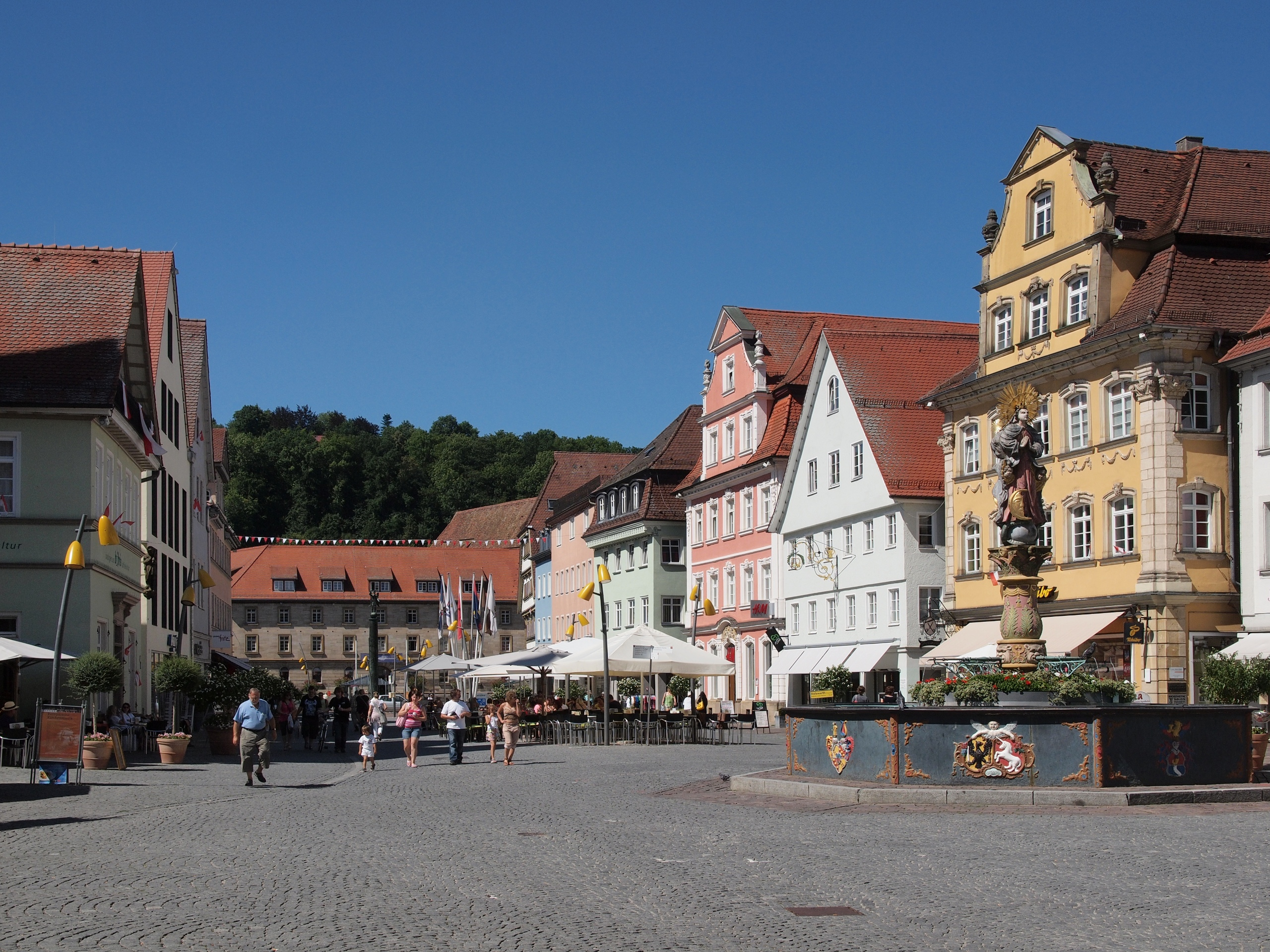
Unterer Marktplatz

Schwäbisch Gmünd (Aussprache: [ˈʃvɛːbɪʃ ˈɡmʏnt]) ist eine Stadt im Osten Baden-Württembergs, die etwa 50 km östlich der Landeshauptstadt Stuttgart liegt. Die frühere Reichsstadt gehört zur Region Ostwürttemberg und zur Randzone der europäischen Metropolregion Stuttgart. Sie ist sowohl einwohner- als auch flächenmäßig die größte Stadt im Remstal. Hinsichtlich der Bevölkerungsgröße ist sie nach Aalen die zweitgrößte Stadt des Ostalbkreises sowie der gesamten Region Ostwürttemberg, in der sie ein Mittelzentrum für ihr Umland bildet. Seit 1956 ist Schwäbisch Gmünd Große Kreisstadt und seit 1973 der Sitz des Regionalverbandes Ostwürttemberg.
Von 1805 bis 1934 hieß die Stadt amtlich Gmünd, eine Bezeichnung, die im örtlichen Sprachgebrauch weiterhin verwendet wird. Der Name der Stadt leitet sich vom Zusammenfluss („Gemünde“) vieler Bäche mit der Rems ab.

## Geographie

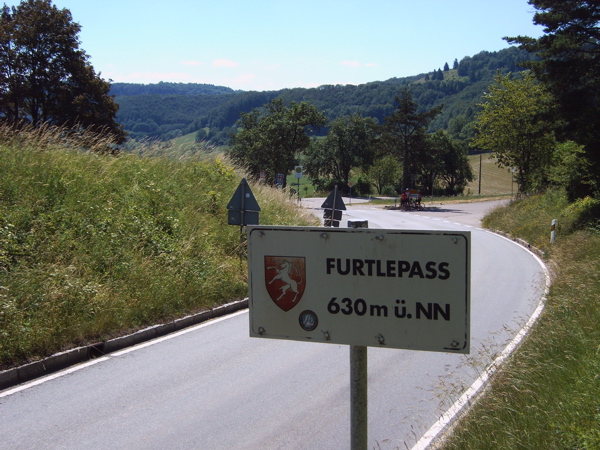
Furtlepass

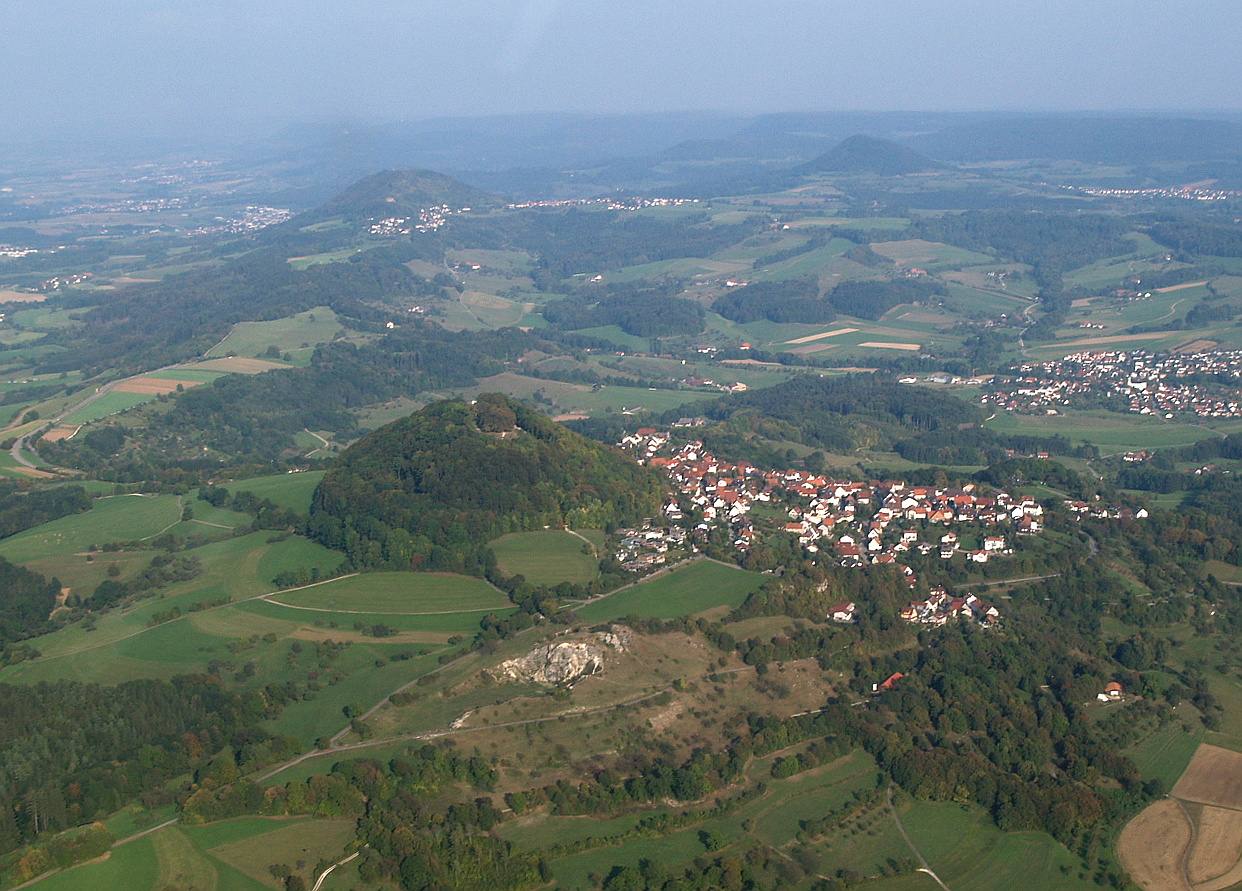
Kaiserberge

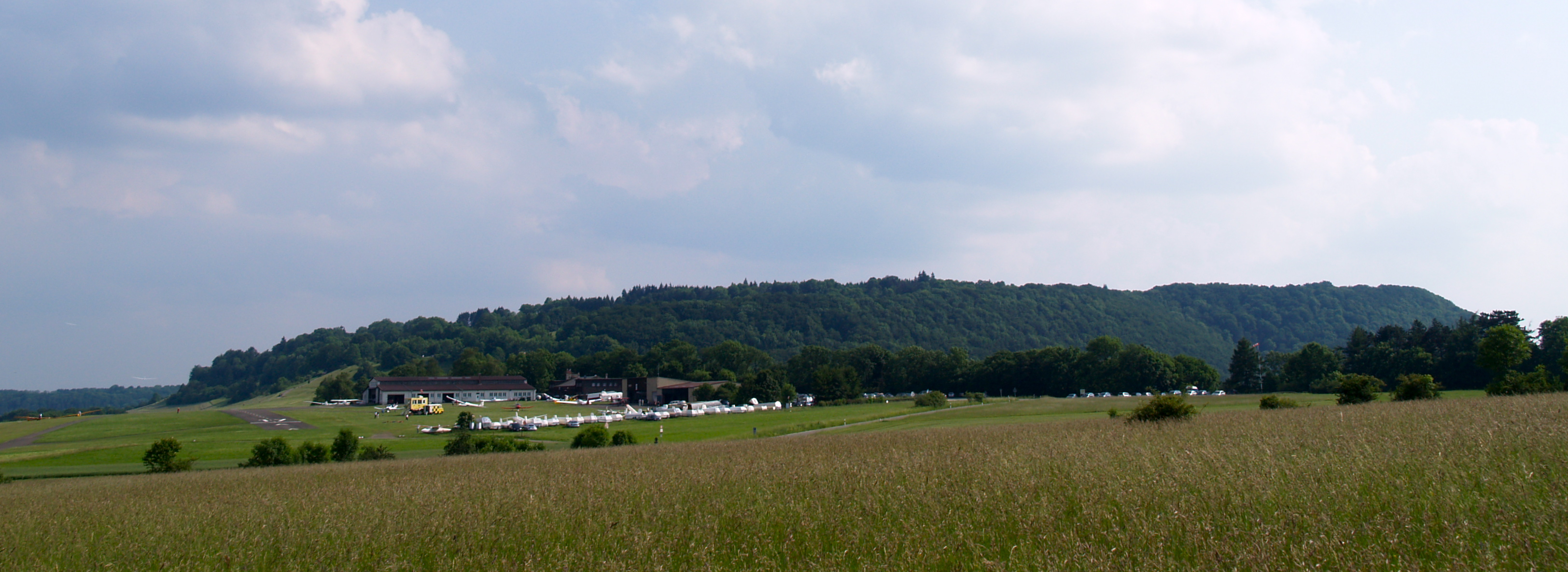
Kaltes Feld vom Hornberg aus, mit Flugplatz im Vordergrund

### Geographische Lage
Schwäbisch Gmünd liegt in einer Talweitung der Rems zwischen den Randhöhen des Welzheimer Waldes (Teil des Schwäbisch-Fränkischen Waldes) im Norden und dem Vorland der östlichen Schwäbischen Alb im Süden sowie im Mündungsgebiet einiger Nebenbäche des Flusses. Der Stadtteil Degenfeld liegt jenseits des Furtlepasses im Tal der zur Fils fließenden Lauter.

### Geologie
Zwischen seinem tiefsten Punkt beim Ausfluss der Rems auf rund 290 m ü. NN und seinem höchsten auf dem Kalten Feld auf rund 781 m ü. NN erstreckt sich das Stadtgebiet auf knapp 500 Höhenmeter. Wegen dieser großen Lageunterschiede und seiner beträchtlichen Ausdehnung ist die Geologie Gmünds recht vielfältig.
Der Keuper prägt den Talgrund und die Hänge der Tallagen, vor allem um die Gmünder Kernstadt. Über dem Stubensandstein, der im Umkreis der Stadt gebrochen wurde und unter anderem für den Bau des Gmünder Münsters verwendet wurde, steht auch Knollenmergel an, der die Erschließung der Hänge durch seine körnige Konsistenz erschwert, weil er vor allem bei Wasserzutritt sehr zum Quellen und Abrutschen neigt.
Über dem Keuper erstrecken sich Ebenen des Süddeutschen Juras. Um Großdeinbach, Wetzgau-Rehnenhof, Straßdorf und Metlangen liegt Schwarzer Jura. Im unteren Schwarzjura steht über dünnen Schichten von Psilonoten-Kalkstein und Tonmergel hauptsächlich der Angulatensandstein an, der in der Region unter anderem für den Bau der Gmünder Stadtmauer gebrochen wurde. Darüber findet man um Schwäbisch Gmünd Arietenkalk, weitere Mergelschichten sowie Tonschiefer, in dem das als Katzengold bekannte Pyrit auftritt.
Erhebungen über diesen Ebenen wie der Kaiserberg Rechberg bestehen aus Braun- und sogar Weißjura. Der für den Braunen Jura charakteristische Brauneisensandstein mit seinen Oolith-Eisenerzvorkommen wurde in der Region nicht nur zur Verhüttung abgebaut, sondern lieferte auch Rohstoff zum Hausbau; die Steine sowohl der Wallfahrtskirche als auch der Burg auf dem Rechberg stammen aus dieser Schicht. Der eisenhaltige Sandstein wechselt sich mit Mergelschichten ab.
Der Geologische Pfad von Schwäbisch Gmünd hinauf auf den Hohenrechberg zeigt die Schichten in Aufschlüssen am Wegesrand.

### Gewässer

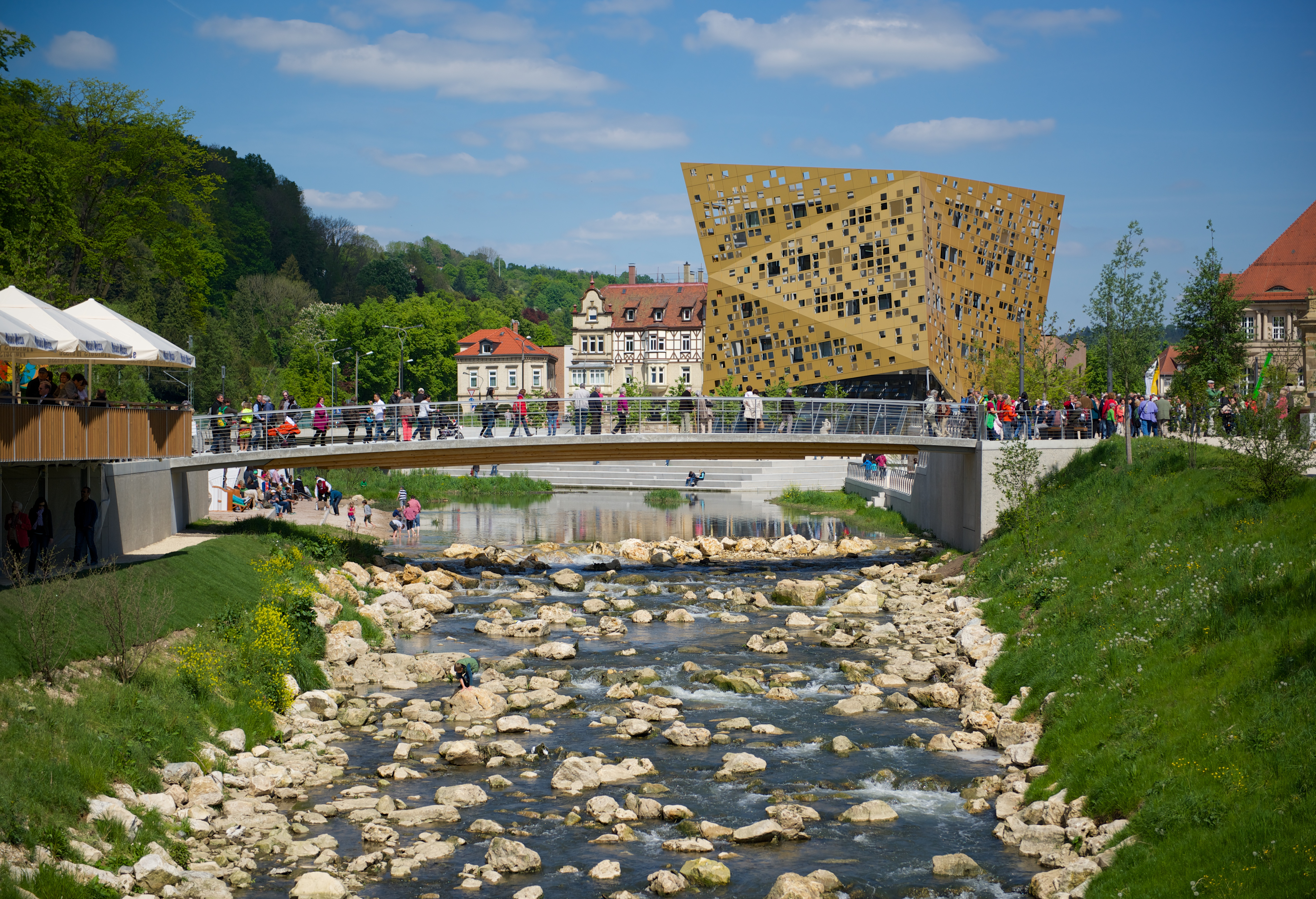
Rems in Schwäbisch Gmünd

Das größte Gewässer von Schwäbisch Gmünd ist die Rems. Sie tritt im Osten, von Böbingen kommend, in das Stadtgebiet ein, durchfließt in westlicher Richtung Zimmern, Hirschmühle und Hussenhofen, anschließend die Kernstadt, und verlässt dann die Gemarkung im Westen auf Lorch zu.
Viele durch das Stadtgebiet fließende Gewässer entwässern im Stadtgebiet zur Rems, vom Norden her vor allem der Sulzbach durchs Schießtal und der von Großdeinbach kommende Rotenbach. Vom Süden mit dem Albrand und seinem Vorfeld her sind es deutlich mehr größere Zuflüsse, nämlich der Krümmlingsbach bei Zimmern, der am Altstadtrand zufließende Josefsbach, der wenig oberhalb erst aus der Vereinigung von Waldstetter und Bettringer Bach entsteht, der Deutenbach mit seinem großen Zufluss Heuselbach aus der Gegend von Straßdorf, der am Zusammenfluss von Felbenbach und Höllbach beginnende Tiefenbach und zuunterst der Tannbach. Darunter ist der Josefsbach mit über 13 km Länge ab seiner obersten Quelle der größte Remszufluss, alle anderen genannten liegen zwischen 4 und 5½ km.
Das Stadtgebiet endet nördlich des Stadtteils Lindach am rechten Ufer der Lein oder wenig jenseits. Sie fließt fast durchweg auf Gegenkurs zur Rems vom Neckar weg, in den aber ihr Wasser über den Kocher weit abwärts letztlich doch gelangt. Im südlichsten Stadtteil Degenfeld in der Nähe des Furtlepasses entspringt die Lauter, die ebenfalls nicht in die Rems mündet, sondern deren Abfluss über die Fils merklich oberhalb des Remszuflusses den Neckar erreicht.
Das Bud-Spencer-Freibad im Schießtal nutzt den künstlich angelegten Schießtalsee.

### Schutzgebiete
Das Stadtgebiet von Schwäbisch Gmünd erstreckt sich über vier Naturschutzgebiete:
- Bargauer Horn (25,2 ha, Ausweisung 1939)[5]
- Kaltes Feld mit Hornberg, Galgenberg und Eierberg (634,4 ha, Ausweisung 1939)[6]
- Lindenfeld (75,0 ha, Ausweisung 1994)[7]
- Scheuelberg (119 ha, Ausweisung 1998)[8]

Die Liste der Naturdenkmale in Schwäbisch Gmünd weist zudem 17 flächenhafte Naturdenkmale und 27 Einzelgebilde-Naturdenkmale aus.

### Klima
Die nachfolgenden Klimagrößen stammen von der Wetterstation im Stadtteil Straßdorf auf 415 m ü. NN, die etwa 90 Höhenmeter über der Kernstadt liegt. Wegen der großen topographischen Variabilität im Stadtgebiet, das sich von den Randhöhen des Welzheimer Waldes über den Grund des Remstals bis zu den ersten Bergen der Schwäbischen Alb ausbreitet, können einzelne Stadtteile merklich abweichende Werte haben. Im Talgebiet von Schwäbisch Gmünd werden im Mittel zirka 90 Frosttage und zirka 40 Sommertage gemessen. In der Zeit von 1971 bis 2000 wurde an 11 bis 20 Tagen eine geschlossene Schneedecke festgestellt, die durchschnittliche Windgeschwindigkeit betrug 2 m/s.
|                        | Jan | Feb | Mär | Apr | Mai  | Jun  | Jul  | Aug  | Sep  | Okt | Nov | Dez |   |      |
| Mittl. Temperatur (°C) | 0,0 | 1,3 | 4,4 | 8,2 | 12,6 | 15,7 | 17,6 | 17,0 | 13,8 | 9,5 | 4,2 | 0,9 | ⌀ | 8,8  |
|                        |     |     |     |     |      |      |      |      |      |     |     |     |   |      |
| Niederschlag (mm)      | 86  | 71  | 71  | 80  | 98   | 116  | 95   | 105  | 69   | 70  | 82  | 81  | Σ | 1024 |

|  |

|  |

|  |

|  |

|  |

|  |

|  |

|  |

|  |

|  |

|  |

|  |

|  |

|  |

|  |

|  |

|  |

|  |

|  |

|  |

|  |

|  |

|  |

|  |

### Nachbargemeinden
Im Uhrzeigersinn und im Norden beginnend grenzen folgende Städte und Gemeinden an die Stadt:
Mutlangen, Durlangen, Täferrot, Iggingen, Böbingen an der Rems, Heubach, Bartholomä (alle wie Gmünd im Ostalbkreis), Lauterstein (Landkreis Göppingen), Waldstetten (Ostalbkreis), Donzdorf, Ottenbach, Göppingen, Wäschenbeuren (alle Landkreis Göppingen), Lorch (Ostalbkreis) sowie Alfdorf (Rems-Murr-Kreis).

### Stadtgliederung

Stadtteile von Schwäbisch Gmünd

Das Stadtgebiet Schwäbisch Gmünds umfasst die Kernstadt, den 1938 eingemeindeten Wohnplatz Wetzgau, die 1959 eingegliederte Gemeinde Bettringen (Ober- und Unterbettringen) sowie die im Rahmen der Gebietsreform der 1970er Jahre eingegliederten acht Gemeinden Bargau, Degenfeld, Großdeinbach, Herlikofen, Lindach, Rechberg, Straßdorf und Weiler in den Bergen mit ihren Ortsteilen und Weilern. Die elf Stadtteile Bargau, Degenfeld, Bettringen, Großdeinbach, Hussenhofen, Herlikofen, Lindach, Rechberg, Rehnenhof-Wetzgau, Straßdorf und Weiler bilden Ortschaften im Sinne der baden-württembergischen Gemeindeordnung mit je einem von den Einwohnern der jeweiligen Ortschaft gewählten Ortschaftsrat mit einem Ortsvorsteher an der Spitze. In jedem Stadtteil gibt es ein Bezirksamt.
Zu den eingegliederten Gemeinden gehört teilweise eine Vielzahl meist räumlich getrennter Wohnplätze oder Ortsteile. Davon haben die meisten eine lange Geschichte, so wurde der Ortsteil Zimmern mutmaßlich bereits im Jahre 839 urkundlich erwähnt. Andere wurden als neue Baugebiete angelegt und erhielten später einen eigenen Namen, haben aber oftmals keine festgelegten Grenzen. Im Einzelnen gliedert sich die Stadt in:
| Stadtteil            | Wappen 1                        | Eingemeindung | Fläche 2  | Einwohner 2 | weitere Wohnplätze |
| -------------------- | ------------------------------- | ------------- | --------- | ----------- | --- |
| Bargau               | Wappen von Bargau               | 01.01.1971    | 8,51 km2  | 2.800       | Birkhof, Oberer Lauchhof und Schlössle |
| Bettringen           | Wappen von Bettringen           | 01.04.1959    | 10,86 km2 | 10.000      | Hetzenbühl, Kellerhaus, Lindenhof, Talacker und Unterer Lauchhof |
| Degenfeld            | Wappen von Degenfeld            | 01.01.1971    | 9,26 km2  | 489         | Hornberg |
| Großdeinbach         | Wappen von Großdeinbach         | 01.03.1972    | 14,29 km2 | 4.090       | Kleindeinbach, Hangendeinbach, Wustenriet, Waldau, Haselbach-Söldhaus, Radelstetten, Sachsenhof und Ziegerhof |
| Herlikofen           | Wappen von Herlikofen           | 01.01.1969    | 5,35 km2  | 3.300       | Gmünder Feld, ehemalige Burg im sogenannten Eckwald (Burg Herlikofen) |
| Hussenhofen 3        | Wappen von Hussenhofen          | 01.01.1969    | 7,09 km2  | 2.600       | Zimmern, Birkhof, Hirschmühle und Burgholz |
| Lindach              | Wappen von Lindach              | 01.07.1971    | 4,78 km2  | 3.000       | Grünhalde und Schloss Lindach |
| Rechberg             | Wappen von Rechberg             | 01.01.1975    | 7,08 km2  | 1.325       | Bärenhöfle, Birkhäusle, Braunhäusle, Fuchshof, Häge, Heustaig, Hohenrechberg, Kleinishof, Kratzerhöfle, Krempelhaus, Ödengehren, Schlossberg, Schurrenhof, Starrenhof, Stollenhäusle, Stollenhof, Unterer Kleinishof und Ziegelhütte |
| Straßdorf            | Wappen von Straßdorf            | 01.04.1972    | 13,67 km2 | 3.610       | Hinterhochstett, Hokenschue, Hummelshalden, Metlangen, Reitprechts, Schirenhof, Schönbronn und Vorderhochstett |
| Weiler in den Bergen | Wappen von Weiler in den Bergen | 01.01.1971    | 11,76 km2 | 1.112       | Bilsenhof, Giengerhof, Herdtlinsweiler, Krieghof, Oberer Haldenhof, Ölmühle, Steinbacher Höfe und Unterer Haldenhof sowie die abgegangenen Siedlungen Behnburg, Burghalde und Burg Stubenberg.                                       |
| Rehnenhof-Wetzgau    | Wappen von Rehnenhof-Wetzgau    | 01.04.1938    |           | 4.000       | keine weiteren Wohnplätze |

### Raumplanung
Die Region Ostwürttemberg hat als einzige Region Baden-Württembergs kein Oberzentrum. Dessen Funktionen teilen sich die Mittelzentren Schwäbisch Gmünd, Aalen, Ellwangen (Jagst) und Heidenheim an der Brenz. Zum Mittelbereich Schwäbisch Gmünd gehören die Städte und Gemeinden im Westen des Ostalbkreises Bartholomä, Böbingen an der Rems, Durlangen, Eschach, Göggingen, Gschwend, Heubach, Heuchlingen, Iggingen, Leinzell, Lorch, Mögglingen, Mutlangen, Obergröningen, Ruppertshofen, Schechingen, Spraitbach, Täferrot und Waldstetten.

### Flächenaufteilung
Nach Daten des Statistischen Landesamtes, Stand 2014.

## Geschichte

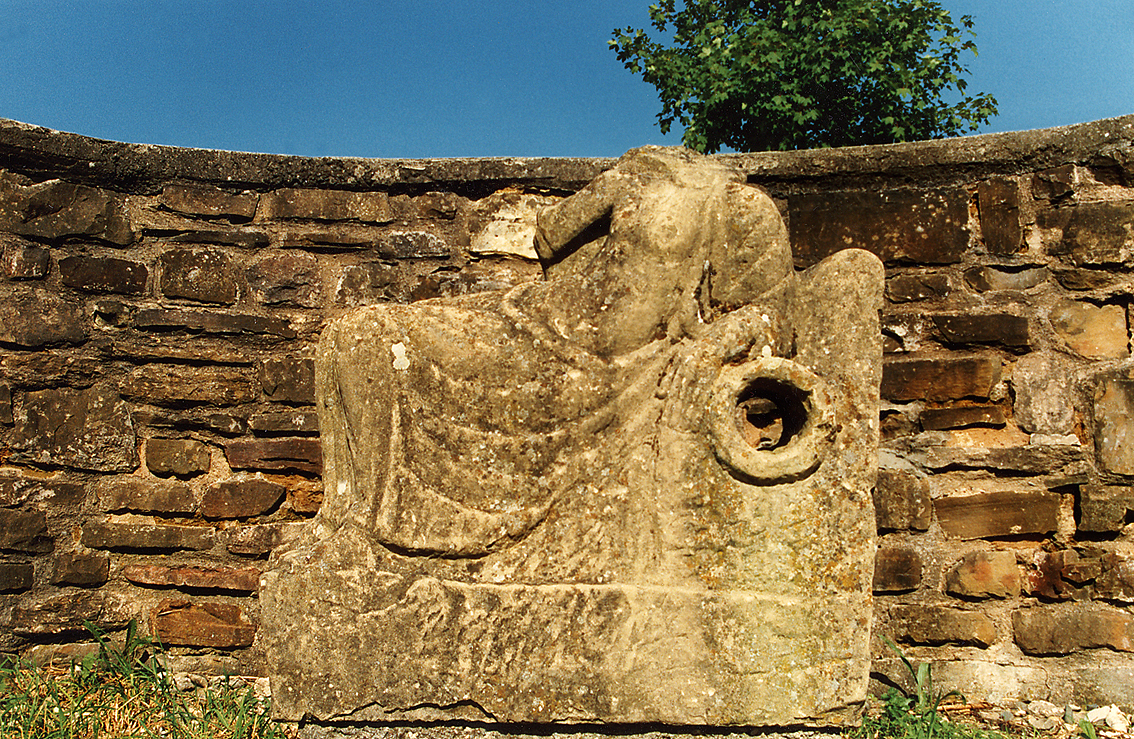
Quellnymphe im Militärbad des Kastells Schirenhof

Touristisches Hinweisschild von Schwäbisch Gmünd

### Geschichte bis zum Ende der Stauferzeit

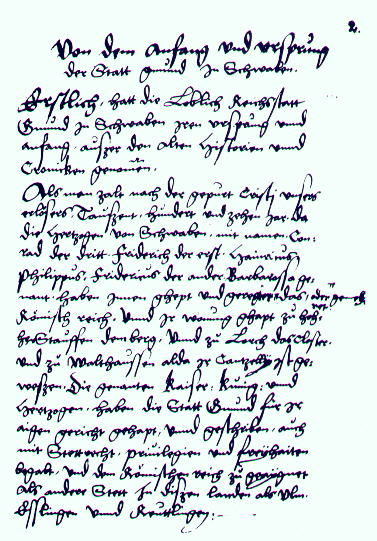
Autograph der Gmünder Chronik von Paul Goldstainer (1549/1550)

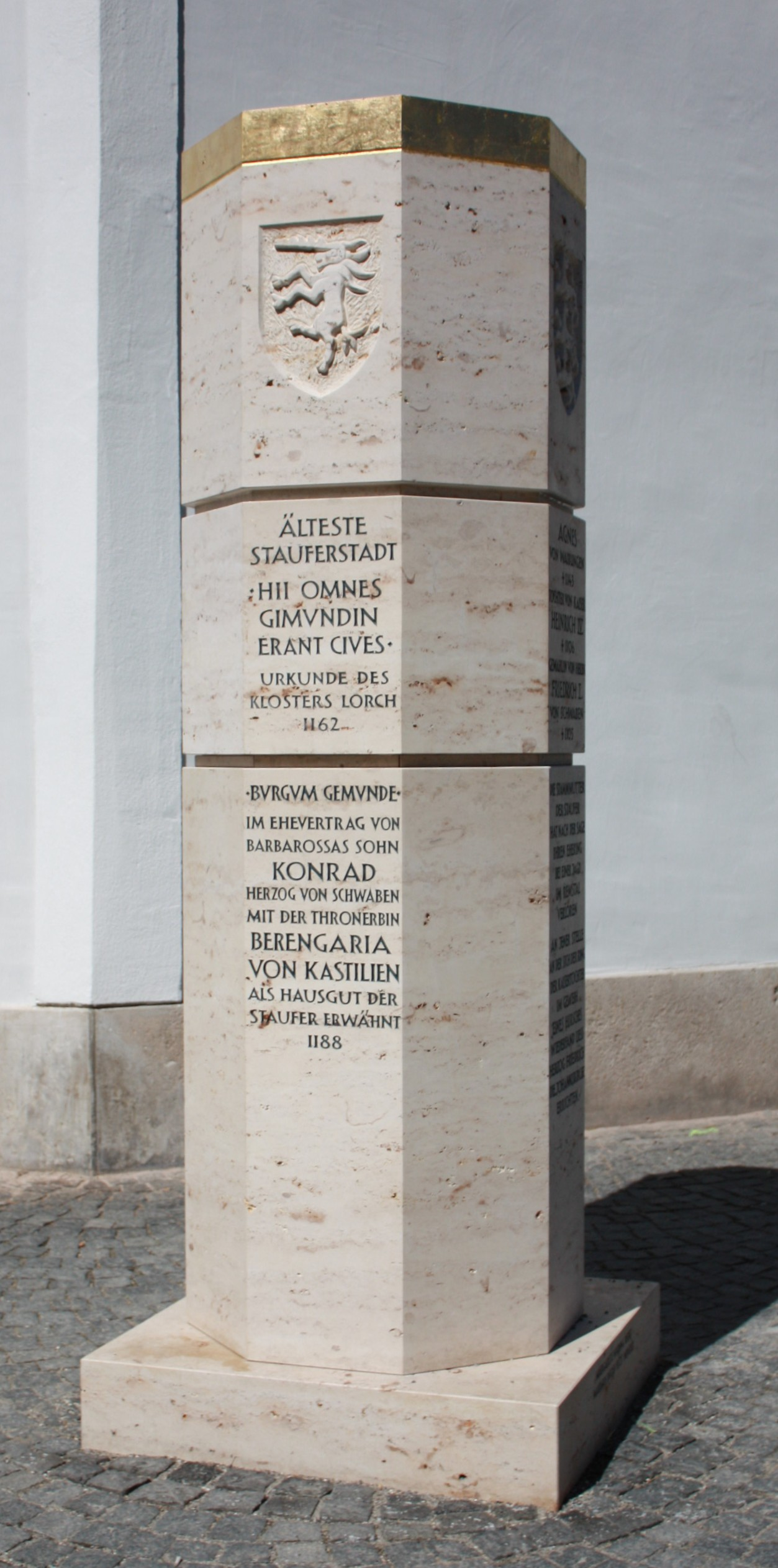
Die Stauferstele auf dem Johannisplatz, die auf die staufischen Einflüsse hinweist

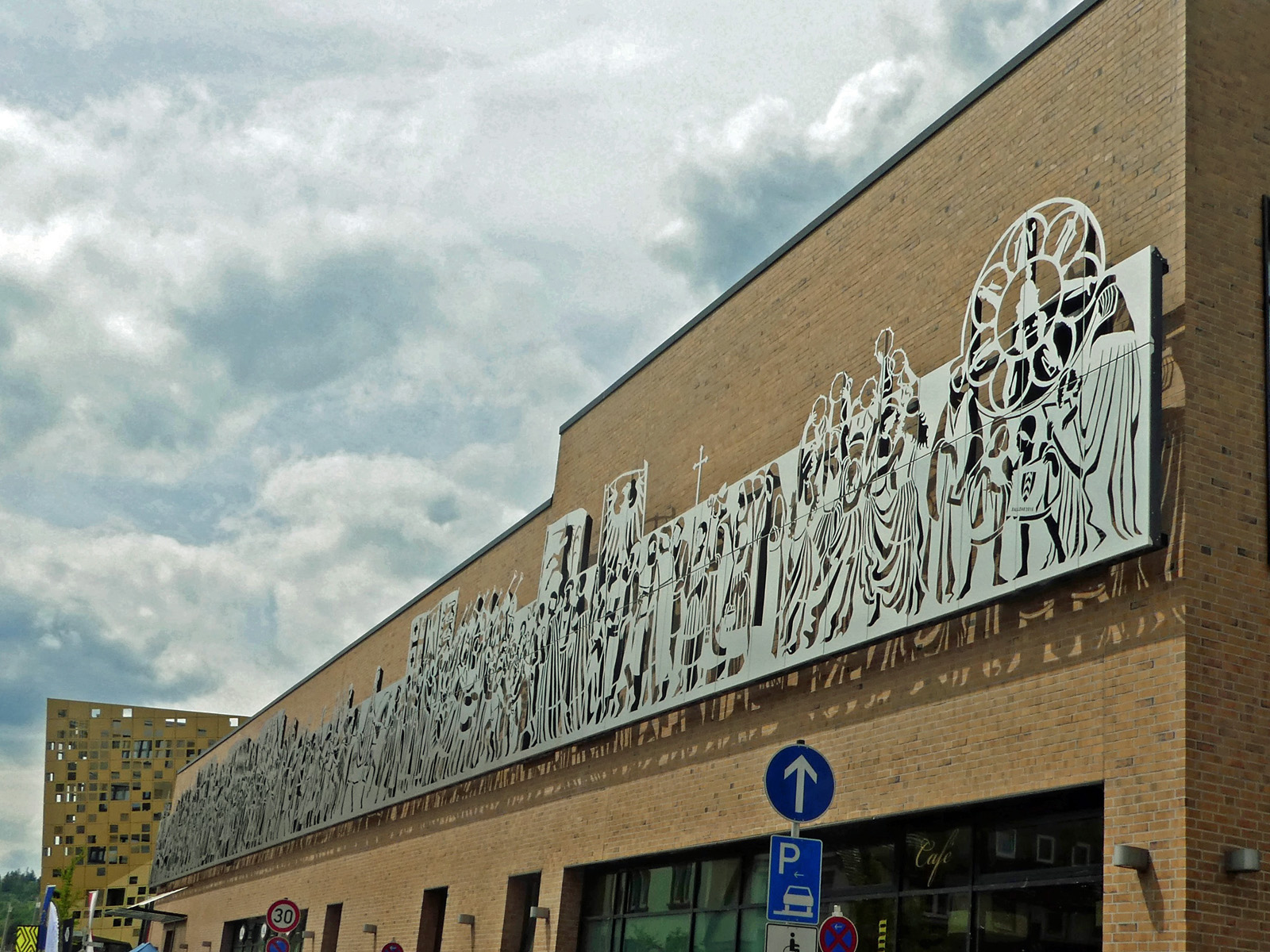
Der Gmünder Stauferfries in der Ledergasse erinnert an den Besuch von Konradin im Jahre 1266

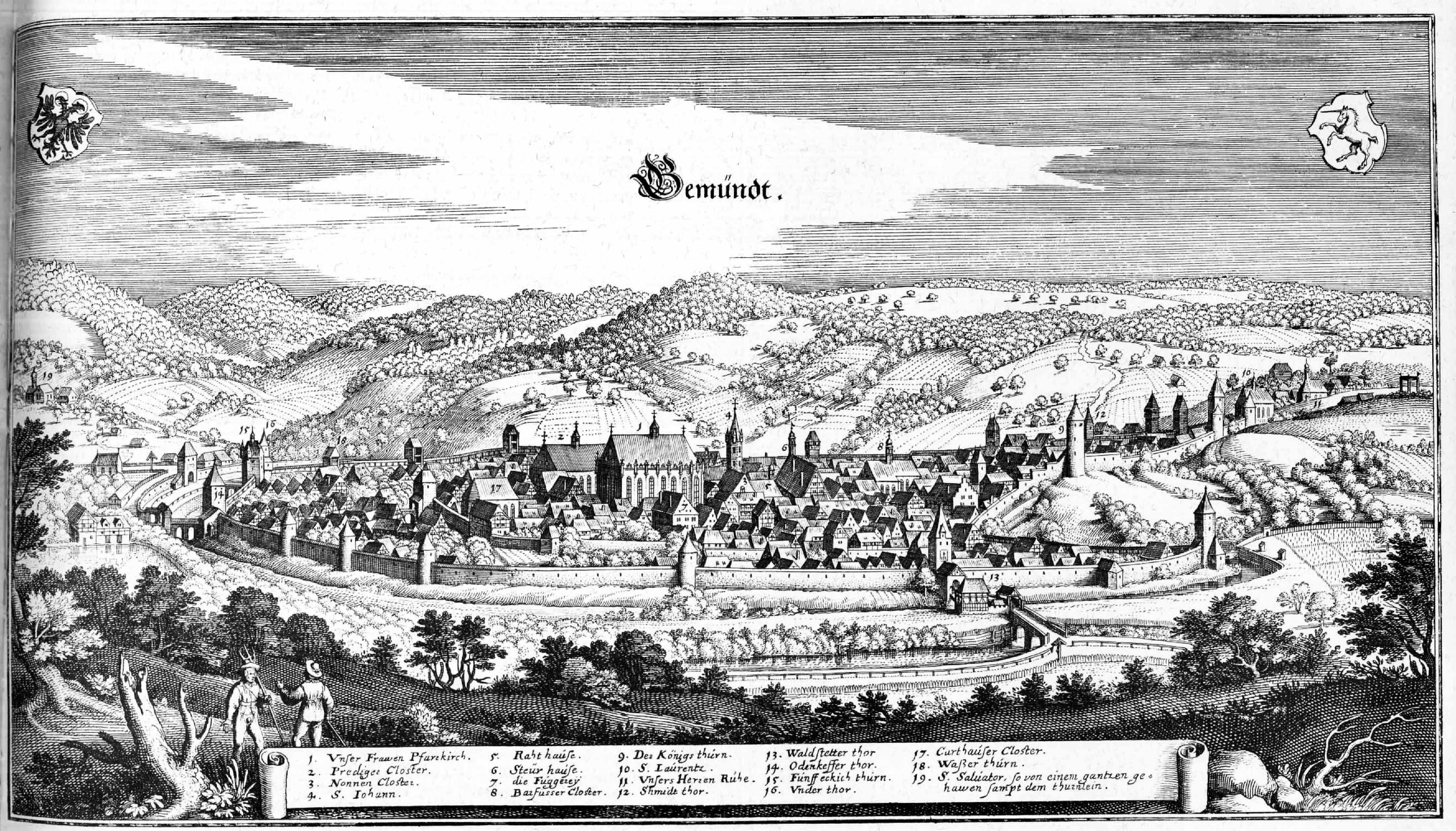
Schwäbisch Gmünd im 17. Jahrhundert

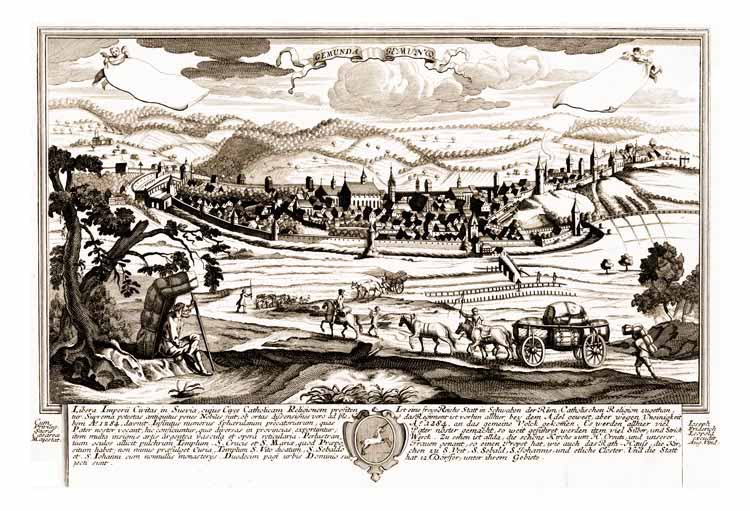
Schwäbisch Gmünd 1750

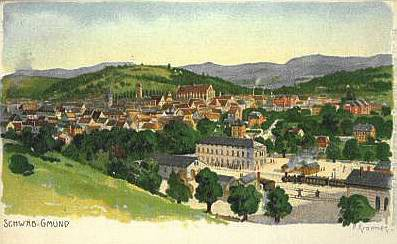
Schwäbisch Gmünd um 1900

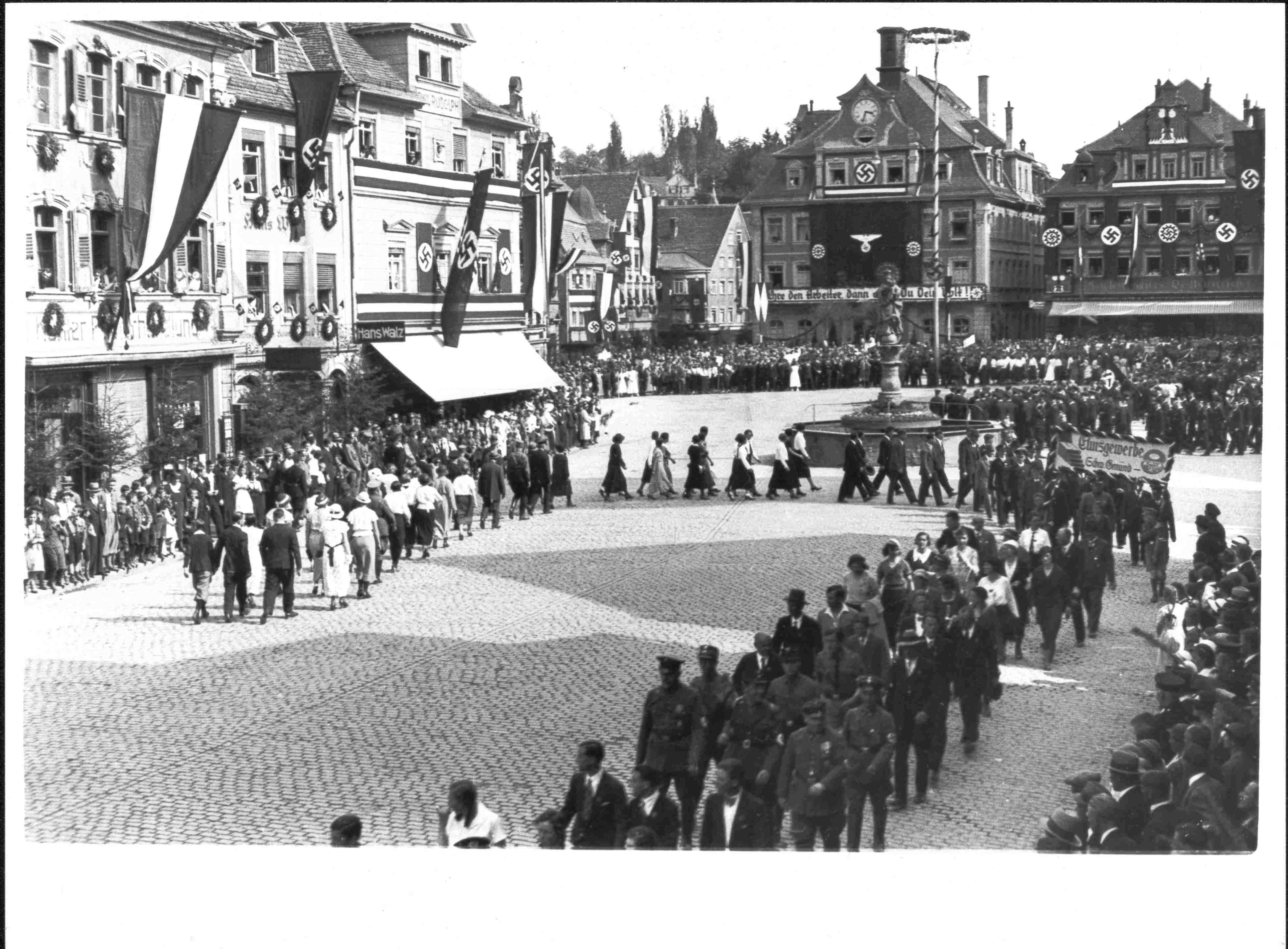
Feierlichkeiten zum 1. Mai 1937

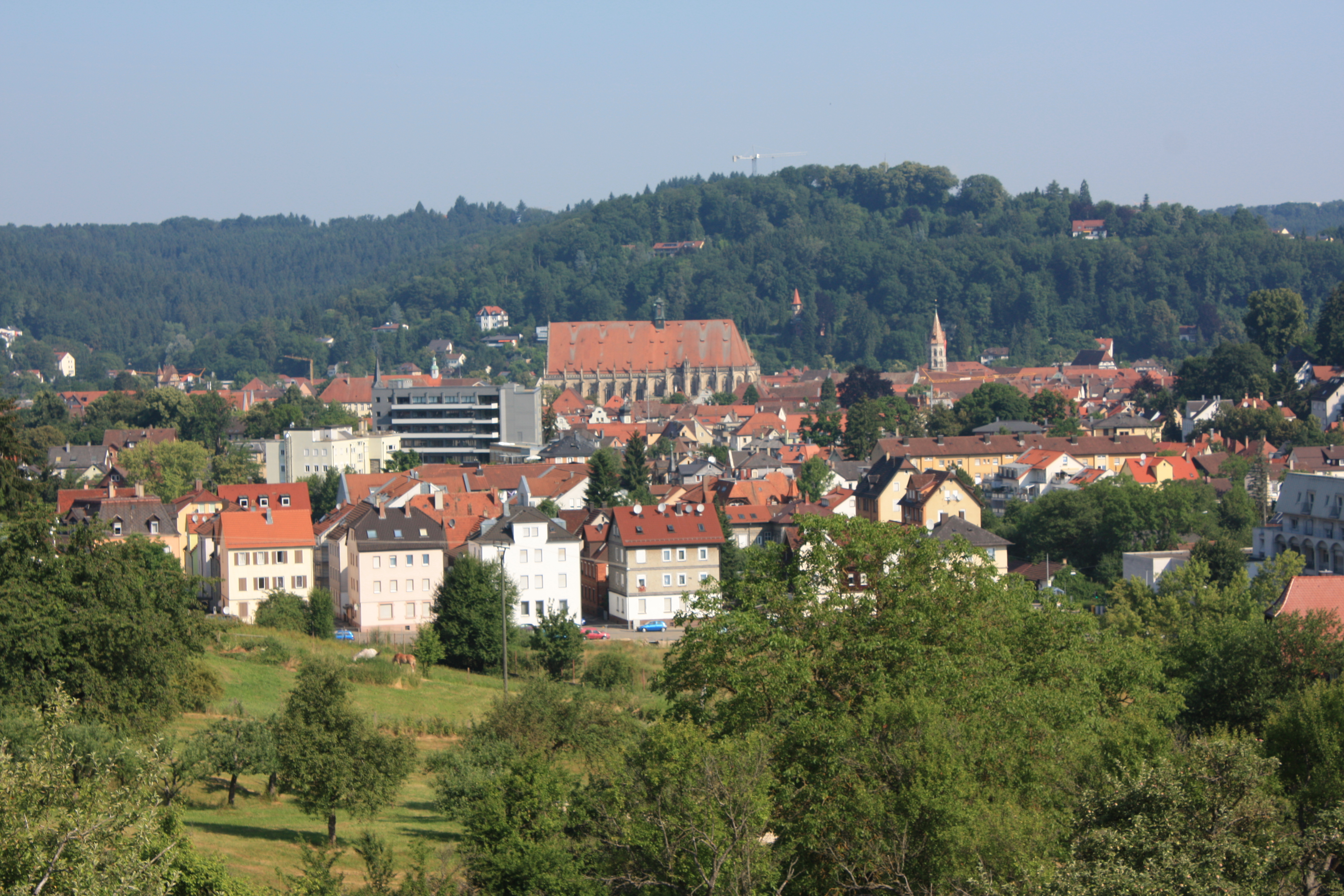
Schwäbisch Gmünd 2010

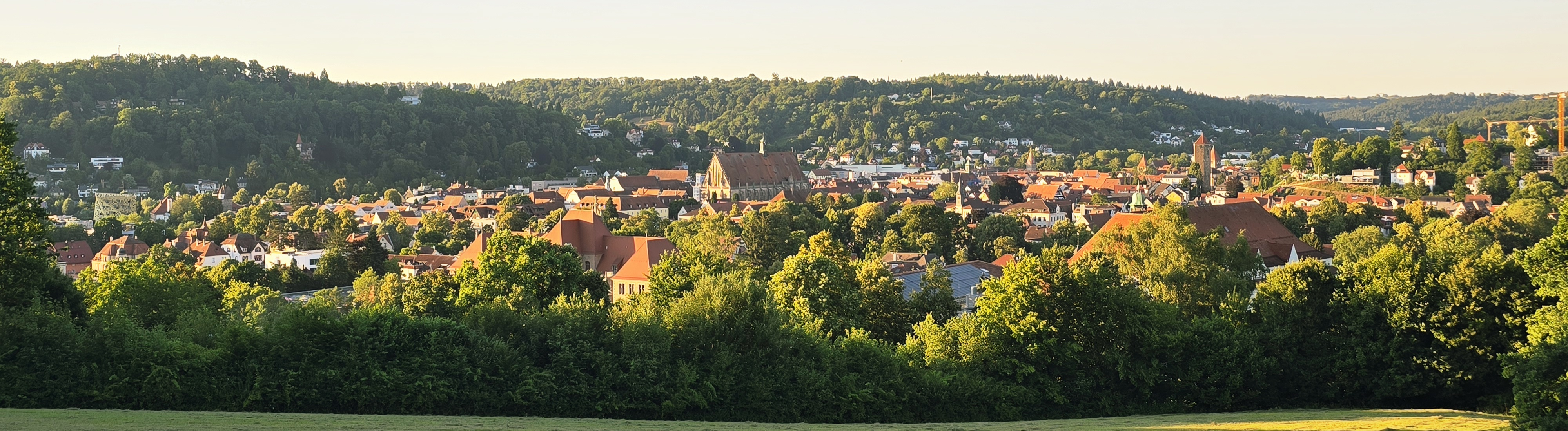
Schwäbisch Gmünd Panorama 2025

Die ersten Siedlungsspuren reichen bis ins 2. Jahrhundert n. Chr. zurück, als das römische Militär die Reichsgrenze über die Donau schob und um 150 n. Chr. begann, Militärlager zur Sicherung des nahegelegenen Limes aufzubauen. Dabei entstanden größere zivile Ansiedlungen an diesen Plätzen, unter anderem bei dem auf dem heutigen Schwäbisch Gmünder Stadtgebiet liegenden Kastell Schirenhof. Ab 233 n. Chr. nahmen die Alemannen die Grenzanlagen ein. Nach dem Rückzug der römischen Truppen hinter die Donau um 260/270 ließen sich die germanischen Eroberer in den aufgegebenen Grenzgebieten nieder.
Ob sich der Name Gamundias, den im 9. Jahrhundert eine auf den Namen Karls des Großen gefälschte Urkunde des Klosters Saint-Denis bei Paris nennt, auf Gmünd bezieht, ist höchst unsicher. Archäologische Hinweise auf eine von Abt Fulrad von Saint-Denis angelegte Zelle fehlen.
Eine prägende Periode für Gmünd war die Zeit der Staufer im 12. und 13. Jahrhundert. Die erste überlieferte Erwähnung von Gmünd als Stadt ist auf das Jahr 1162 datiert – früher als bei jeder anderen Stadt der Staufer –, weshalb sich Gmünd als „älteste Stauferstadt“ bezeichnet. In einer Urkunde des Klosters Lorch wurden Gmünder Bürger 1162 erstmals als cives (Bewohner einer Stadt) erwähnt. In einer Urkunde von Friedrich Barbarossa wird die Stadt als burgum Gemunde erwähnt. Der Begriff burgum wurde im Hochmittelalter für Burgen und befestigte Städte verwendet. Gmünd muss demnach 1188 bereits eine befestigte Stadt mit Mauer und Türmen gewesen sein, was aus der Urkunde von 1162 noch nicht abzulesen ist. Im Reichssteuerverzeichnis von 1241 nimmt Gmünd mit einem Steueraufkommen von 152 Mark Silber unter 92 Orten im Reich den Platz 10 ein. An die Zeit der Staufer erinnert heute die Stauferstele auf dem Johannisplatz, die 2012 im Zuge des mit Bezug auf die Urkunde von 1162 gefeierten 850-jährigen Stadtjubiläums eingeweiht wurde.
In Schwäbisch Gmünd entstanden zahlreiche Klöster (siehe Klöster in Schwäbisch Gmünd), die durchweg von Bettelorden besetzt waren, so dass die jeweiligen Bettelbezirke eingegrenzt werden mussten.
Für das Jahr 1266 ist der Besuch des 14-jährigen letzten Staufers Konradin durch eine „aput Gamundiam“ (dt.: in oder bei Gmünd) am 28. Dezember 1266 von ihm ausgestellte Urkunde belegt. An dieses Ereignis erinnert der 60 × 4 Meter große, im Juli 2022 in einem ersten Teilabschnitt montierte und am 3. Mai 2024 fertiggestellte Gmünder Stauferfries von Helmut Maximilian Gruber-Ballehr an der Südfassade des Einkaufszentrums „Remsgalerie“ in der Ledergasse.

### Geschichte der Reichsstadt
Mit dem Erlöschen des Hauses der Staufer wurde Gmünd zur Reichsstadt (oft fälschlich: „Freie Reichsstadt“) erhoben und erlangte somit Reichsunmittelbarkeit. Dadurch konnte sie sich ein kleines Herrschaftsgebiet erwerben; neben der eigentlichen Stadt gehörten die Amtsorte Bettringen, Spraitbach, Iggingen und Bargau zum „Staatsgebiet“. Jeder dieser Amtsorte war Sitz einer Vogtei, die meist noch weitere Dörfer verwaltete. Während der Pestepidemie 1349 kam es in Schwäbisch Gmünd zu schweren Judenverfolgungen, in deren Verlauf die meisten Einwohner jüdischen Glaubens ermordet wurden. 1343 erkaufte sich die Reichsstadt von Kaiser Ludwig IV. das Recht, keiner fremden Gerichtsbarkeit mehr unterworfen zu sein, womit Schwäbisch Gmünd zunächst jedoch nur die Niedere Gerichtsbarkeit zustand. 1373 wurde dieses Recht durch Kaiser Karl IV. bestätigt. 1433 gewährte Kaiser Sigismund auch die Blutgerichtsbarkeit sowie die Garantie, niemals verpfändet werden zu können. Dazu kam das Recht, Maße und Gewichte festzulegen sowie die Umsatzsteuer nach eigenem Ermessen zu bestimmen. Ein eigenes Münzrecht hatte die Stadt hingegen nie erlangt.
Ein vermutlich um 1400 entstandenes Geschichtswerk, die Gmünder Kaiserchronik, ist offenbar der Stadt gewidmet. Das Werk behandelt die Geschichte der Kaiser seit Karl dem Großen. 1449 wurde in der Schlacht bei Waldstetten das Aufgebot der Städte Gmünd und Hall vom Heer des Grafen Ulrich V. von Württemberg besiegt. Die verbündeten Gmünder und Haller Truppen waren auf dem Heimweg von der rechbergischen Burg auf dem Eichhölzle bei Waldstetten, die sie kurz zuvor aus Rache für den Diebstahl einer Viehherde zerstört hatten, als sie von württembergischen Truppen überrascht wurden, die den Rechbergern zur Hilfe geeilt waren. Württemberg als die territoriale Vormacht im Remstal beanspruchte bis ins 16. Jahrhundert das Geleit und den Forst bis Aalen. 1462 gelang es den Zunftmeistern nach jahrzehntelangem Streit, ebenfalls als Ratsherren in den Stadtrat aufgenommen zu werden, womit sich auch in Schwäbisch Gmünd die Zunftverfassung durchgesetzt hatte. Auf Veranlassung des Kaisers Friedrich III. entstand 1488 der Schwäbische Bund, dem sich auch die Reichsstadt Schwäbisch Gmünd anschloss. 1495 wurde Schwäbisch Gmünd Bestandteil des Schwäbischen Reichskreises. Nachdem 1501 die dort ansässigen Juden aus Schwäbisch Gmünd vertrieben worden waren, erteilte Kaiser Karl V. 1520 der Reichsstadt das „Privileg“, keine Juden mehr aufnehmen zu müssen. Bis zur Mediatisierung 1802/1803 blieb dieses Ansiedlungsverbot bestehen.
Gmünds Bürgermeister Paul Goldstainer schrieb 1549/1550 die Gmünder Chronik. Nach einer durch Kaiser Karl V. verfügten Abschaffung der Zunftsverfassungen erfolgte auch in Schwäbisch Gmünd in den Jahren 1553 bis 1556 die Umbildung des Stadtrats gemäß den Vorgaben des kaiserlichen Rats Heinrich Has (sogenannter Hasenrat, in dem nur noch die Patrizier vertreten waren). In der Reichsstadt Schwäbisch Gmünd kam es von 1566 bis 1684 zu mindestens 69 Fällen von Hexenverfolgung. 51 der Hexenprozesse endeten tödlich, dabei wurde zwei Männern aus Schwäbisch Gmünd in anderen Orten der Prozess gemacht. Schwere Heimsuchungen musste die Reichsstadt in den Wirren des Dreißigjährigen Krieges erdulden, darunter eine von 1634 bis 1637 andauernde Pestwelle, die von den nach der Schlacht bei Nördlingen marodierenden kaiserlichen Truppen verbreitet wurde. Nach dem Dreißigjährigen Krieg kam es in Schwäbisch Gmünd zu einer Blüte der Goldschmiedekunst. Um die Mitte des 18. Jahrhunderts gab es etwa 250 Goldschmiedemeister in der Stadt.
1746 wurde die Vogtei Bargau aufgehoben und der Vogtei Bettringen angegliedert. Zum Amt Spraitbach zählten Teile der Orte Pfahlbronn, Vorder- und Hintersteinenberg, Zimmerbach, Durlangen, Mutlangen, Wetzgau sowie Groß- und Kleindeinbach. Zum Amt Bettringen gehörten Weiler, Bargau, Teile von Ober- und Unterböbingen, der größte Teil von Lautern, Mögglingen und Dewangen. Iggingen umfasste auch Herlikofen, Hussenhofen und die Hälfte von Straßdorf. Von 1535 bis 1629 bestand eine weitere Vogtei Mögglingen, zu der auch Dewangen und Lautern gehörten; danach wurden Mögglingen und Lautern zu Bettringen geschlagen und Dewangen kam zu Iggingen. 1776 errichtete die Reichsstadt eine Zeichenschule, aus der später die Gewerbeschule hervorging. Dominikus Debler verfasste Ende des 18. Jahrhunderts, Anfang des 19. Jahrhunderts eine 18-bändige Chronik der Stadt.

### Württembergische Zeit
1802/03 fiel das Gebiet der Reichsstadt Schwäbisch Gmünd im Zuge der territorialen Umwälzungen zur Zeit der Koalitionskriege an Württemberg und wurde kurzzeitig von 1803 bis 1806 ein Bestandteil Neuwürttembergs, in welchem der Kurfürst und spätere König Friedrich mit unbeschränkter Macht herrschte. Die mediatisierte Reichsstadt wurde gemäß der neuen Verwaltungsgliederung im seit 1806 bestehenden Königreich Württemberg Sitz des Oberamtes Gmünd.
1807 wurde in Gmünd eine Gehörlosenschule, 1823 eine Blindenschule und 1825 ein Lehrerseminar (Vorläufer der heutigen Pädagogischen Hochschule) eingerichtet.
1861 erfolgte mit der Eröffnung der Remstalbahn der Anschluss an das Streckennetz der Württembergischen Eisenbahn. Erstmals seit der 1501 erfolgten Ausweisung von Juden aus der Reichsstadt werden zwei in der Stadt lebende Juden im Rahmen einer Volkszählung genannt; 1867 wohnen bereits 22 jüdische Einwohner in der Stadt.
1905 überschritt die Einwohnerzahl der Stadt die Schwelle von 20.000 und Gmünd wurde Mittelstadt.

### Zeit des Nationalsozialismus
1934 nahm die Stadt wieder den alten Namen Schwäbisch Gmünd an, den sie 1805 zugunsten der offiziellen Kurzform Gmünd abgelegt hatte.
Bei der Verwaltungsreform während der Zeit des Nationalsozialismus in Württemberg ging 1938 aus dem alten Oberamt Gmünd der neue Landkreis Schwäbisch Gmünd hervor. Im Jahr 1935 wurde Schwäbisch Gmünd Stadtkreis im Sinne der Deutschen Gemeindeordnung, verblieb jedoch noch innerhalb des Oberamtes und danach des Landkreises Schwäbisch Gmünd.
Zu Beginn der NS-Diktatur wurde im März 1933 im ehemaligen Kloster Gotteszell in der Herlikofer Straße das erste Frauenkonzentrationslager in Württemberg eingerichtet, in dem bis zum Herbst etwa 50 Frauen inhaftiert waren, die danach in andere Konzentrationslager verlegt wurden. SA-Männer verwüsteten 1934 (vier Jahre vor dem Novemberpogrom 1938) die Synagoge in der Bocksgasse. Der gesamte materielle Besitz der jüdischen Gemeinde wurde beschlagnahmt und alle zehn verbliebenen Juden wurden zunächst in zwei „Judenhäuser“ eingewiesen und mussten anschließend in eine Notunterkunft im „Lüllig-Dorf“ bis zu ihrer Deportation ziehen, die nur eine Person überlebte.
Im Mai 1939 verkaufte die jüdische Gemeinde das Synagogengebäude für 21.500 RM an die Kreissparkasse Gmünd. 1950 wurde das Gebäude, das 1897 als Gold- und Silberwarenfabrik errichtet und ab 1926 als Synagoge genutzt worden war, abgerissen. Eine Gedenktafel in der Kreissparkasse Katharinenstraße 2 erinnert an das Geschehen. Etwa 25 von den Nationalsozialisten als Juden definierte Gmünder fielen dem Holocaust zum Opfer. 2008 wurden Stolpersteine zur Erinnerung an drei von ihnen an der Alléestraße 4 und am Marktplatz 26 verlegt. 2012 kamen 14 weitere hinzu.
Mindestens vier Gmünder Bürger – namentlich bekannt sind Hermann Koehler, Heinrich Probst, Gerhard Feuerle und Robert Haidner – wurden im Zweiten Weltkrieg zum Tode verurteilt; die Urteile wurden vollstreckt, sind aber nach dem NS-Unrechtsaufhebungsgesetz als Verstoß gegen den elementaren Gedanken der Gerechtigkeit anzusehen und nichtig.

### Nachkriegszeit
Am 20. April 1945 besetzten amerikanische Truppen die Stadt, wodurch der Zweite Weltkrieg in Schwäbisch Gmünd beendet war. Die von Zerstörungen verschonte Stadt lag innerhalb der amerikanischen Besatzungszone im neu gegründeten Land Württemberg-Baden, das 1952 im heutigen Bundesland Baden-Württemberg aufging. Bereits im Jahre 1945 wurde Schwäbisch Gmünd Unmittelbare Kreisstadt und mit Inkrafttreten der baden-württembergischen Gemeindeordnung am 1. April 1956 kraft Gesetzes zur Großen Kreisstadt.
Unter den Bemühungen der Amerikaner, demokratische Strukturen zu etablieren, wurde am 28. April 1946 eine Gemeinderatswahl abgehalten. Der neue Gemeinderat bestimmte am 1. Juli 1946 Franz Czisch, Mitbegründer der CDU, zum neuen Oberbürgermeister. Dieser war als sogenannter Halbjude in der Zeit des Nationalsozialismus in Deutschland verfolgt worden.
Knapp zwei Jahre später, am 18. April 1948, waren die Gmünder Bürgerinnen und Bürger zu einer Direktwahl eines neuen Oberbürgermeisters aufgerufen. Hier gewann Czischs Herausforderer Franz Konrad mit einer Zweidrittelmehrheit. Franz Konrad war schon 1934 unter den Nationalsozialisten als Bürgermeister Schwäbisch Gmünds eingesetzt worden und während der NS-Diktatur Mitglied in der NSDAP. In der Nacht nach der Wahl wurden zwei Schaufenster des Süßwarengeschäfts Czisch eingeworfen, auf den Marktplatz wurde ein Judenstern mit der Inschrift „Nie Czisch“ gemalt. Als Reaktion auf die Wahl Konrads und die Wahlnacht setzten die Amerikaner einen Sonderprüfungsausschuss (SPA) ein, welcher zu dem Entschluss kam, dass Konrad das Amt des Oberbürgermeisters nicht annehmen dürfe. In der Feststellung dieses Beschlusses hieß es: „dass Wahlplakate für Czisch zerstört und beschädigt wurden, dass Judensterne und antisemitische Schlagworte auf Bürgersteige der Stadt aufgemalt wurden, dass nach der Wahl Anhänger Konrads Nazi-Begrüßungen austauschten und das Horst-Wessel-Lied sangen, dass Fensterscheiben des Czisch gehörenden Ladens eingeschlagen und sein Auto gestohlen wurde, […] dass während des Wahlkampfes Czisch-Anhänger von Personen, die mit Konrad sympathisierten, eingeschüchtert wurden.“
Im Herbst 1948 wurde die Wahl des Oberbürgermeisters wiederholt, gewählt wurde der frühere Vorsitzende der Zentrumspartei, Hermann Kah. Nach diesen Ereignissen wurde ein Spruchkammerverfahren gegen Franz Konrad eingeleitet, welches Konrad allerdings entlastete. Am 12. September 1954 wählten die Bürgerinnen und Bürger Schwäbisch Gmünds Konrad erneut zum Oberbürgermeister. Konrad musste das Amt aber schon zwei Jahre später gesundheitsbedingt aufgeben.
Die Nachkriegsjahre in Schwäbisch Gmünd wurden erheblich durch die Aufnahme von Vertriebenen aus Ostmittel-, Ost- und Südeuropa geprägt, die ab dem 28. Oktober 1945 in der Stadt eintrafen. Die größte Vertriebenengruppe in der Stadt waren Sudetendeutsche, gefolgt von Deutschen aus Gebieten jenseits von Oder und Neiße sowie aus Ungarn. Die Zahl der Flüchtlinge war so groß, dass ihr Anteil an der Stadtbevölkerung bis 1949 auf 30,8 % stieg. Behörden und Hilfsorganisationen sollten nun unter schwierigen Bedingungen in kurzer Frist Tausende von Menschen unterbringen, versorgen und sie längerfristig in den Arbeitsmarkt integrieren. Diese Aufgaben wurden durch das neugeschaffene Amt zur Aufnahme und Eingliederung der Ostflüchtlinge organisiert, geleitet zunächst durch den Flüchtlingskommissar und späteren Oberbürgermeister Franz Czisch, dessen Ehefrau Katharina zugleich als Leiterin der Nothilfe die Sammlung von Spenden und die Arbeit von Helfern koordinierte. Aufgrund der humanitären Notlage verfügte das Aufnahmeamt zum Teil Zwangsmaßnahmen wie die Einquartierung von Flüchtlingen in den Wohnungen Einheimischer – eine Maßnahme, die in Teilen der eingesessenen Bevölkerung vorhandene Ressentiments gegen die Flüchtlinge verschärfte. Während für viele von ihnen die Ankunft in Gmünd mit einem sozialen Abstieg verbunden war, gelang anderen ein erfolgreicher Neuanfang; so etwa vielen Sudetendeutschen aus Gablonz (Jablonec nad Nisou, Nordböhmen), deren Fachwissen in der Glas- und Schmuckwarenherstellung (Gablonzer Industrie) gefragt war.
Nachdem schon im Jahr 1938 der Stadtteil Rehnenhof-Wetzgau eingemeindet worden war, vergrößerte sich das Stadtgebiet von 1969 bis 1975 durch weitere Eingemeindungen beträchtlich. In diesem durch Flächenreformen geprägten Zeitabschnitt verlor Schwäbisch Gmünd 1973 im Zuge der Kreisreform in Baden-Württemberg seinen Status als Kreisstadt und wurde als Ausgleich Verwaltungssitz der Region Ostwürttemberg. Seit 1973 ist die Stadt dem Ostalbkreis angegliedert.
Nach dem umfangreichen Stadtumbau und der damit einhergehenden Stadterneuerung im Zuge des Stadtjubiläums 2012 und der Landesgartenschau 2014, die nach der Fertigstellung des Gmünder Einhorn-Tunnels möglich wurde, erhielt die Stadt 2016 den Sonderpreis des Otto-Borst-Preises für Stadterneuerung. Mit einem Besucherrekord von etwa zwei Millionen Besuchern ist sie die bestbesuchte Landesgartenschau in Baden-Württemberg. Bei der Schau wirkten 1.361 Ehrenamtliche, darunter 60 Asylbewerber der örtlichen Unterkunft mit. Sie übernahmen Aufgaben auf dem Gelände, so unter anderem die Einlasskontrollen.

### Geschichte der Stadtteile
Bargau wurde 1326 erstmals urkundlich erwähnt mit der Veste Bargau, einer Burg südlich von Bargau auf einem Vorsprung des Scheuelberges. Über die Herren von Rechberg und Rothenlöwen und die Ritter von Urbach sowie die Herrschaft Weißenstein gelangte der Ort 1544 an die Reichsstadt Gmünd. Diese unterhielt in Bargau eine Vogtei mit Sitz auf der Burg. 1746 wurde Bargau der Vogtei Bettringen zugeordnet. 1802 wurde es württembergisch und 1803 dem neu gegründeten Oberamt Gmünd angegliedert.
Bettringen wurde 1218 erstmals urkundlich erwähnt. Es gab dort einen Ortsadel, die Herren von Bettringen. Auch das Kloster Lorch hatte dort Besitzungen. Seit dem 15. Jahrhundert gehörte der Ort zur Reichsstadt Gmünd. Man unterschied damals zwischen den Ortschaften Ober- und Unterbettringen. Gmünd erhob Oberbettringen zum Amtsort, die Vogtei residierte dort im sogenannten Turm, der 1813 abgebrochen wurde. Nach dem Übergang Gmünds an Württemberg 1802 wurde Oberbettringen eine selbständige Gemeinde innerhalb des Oberamts Gmünd, der auch Unterbettringen als Ortsteil angehörte. 1934 beschloss der Gemeinderat die Umbenennung der Gemeinde in Bettringen.
Das jenseits des 630 m hohen Furtlepasses gelegene Degenfeld entstand vermutlich noch vor 1200 zu Füßen einer Burg der Grafen von Degenfeld. Erstmals urkundlich erwähnt wurde es im Jahre 1281. 1625 wurde Christoph Martin von Degenfeld in den Freiherrenstand und 1716 (oder schon 1710) Christoph Martin II. von Kaiser Karl VI. in den Reichsgrafenstand erhoben. Die Herren von Degenfeld beherrschten jedoch nur die Hälfte des Ortes, die andere unterstand der Herrschaft Rechbergs; die Grenze beider Herrschaftsbereiche verlief längs der Lauter. Das Gebiet auf dem rechten Ufer des noch kleinen Bächleins gehörte den Degenfeldern, das linke den Rechbergern. Wegen Streitigkeiten verkaufte Christoph von Degenfeld 1597 seine Hälfte an Herzog Friedrich von Württemberg, der den Ort dem Klosteramt zuteilte und reformierte. Zwischen 1791 und 1806 wurde der rechbergische Teil Degenfelds gemeinsam mit Württemberg verwaltet, bevor der Ort 1806 ganz zu Württemberg gehörte und 1809 eine Gemeinde im württembergischen Oberamt Gmünd wurde.
Großdeinbach wurde 1271 und 1275 urkundlich als Tainbuch oder Tainbuoch erwähnt. Im Laufe der Zeit entstanden die Siedlungen Kleindeinbach, Hangendeinbach, Wustenriet, Radelstetten, Waldau und Haselbach-Söldhaus; sie gehörten überwiegend zum Kloster Lorch und wurden von dessen Klosteroberamt verwaltet. Aber auch die Reichsstadt Gmünd und die Herren von Rechberg hatten dort Güter. 1803 kam der Ort zu Württemberg und 1807 zum Oberamt Welzheim. 1810 wurde die Gemeinde Großdeinbach im Oberamt Gmünd gebildet, zu der die Orte Groß-, Klein- und Hangendeinbach, Wustenriet, Waldau, Haselbach-Söldhaus, Pfersbach, Lenglingen, Radelstetten, Schnellhöfle, Beutenhof, Sachsenhof, Ziegerhof und Wetzgau gehörten. Wetzgau wurde 1938 nach Schwäbisch Gmünd umgemeindet. Bei der jüngsten Gebietsreform kam Pfersbach zur Nachbargemeinde Mutlangen, Lenglingen zur Stadt Göppingen und Schnellhöfe mit Beutenhof zur Stadt Lorch.
Herlikofen wurde erstmals 1225 als Herlekoven erwähnt. Westlich des Ortes, beim heutigen Wohngebiet In der Eck, stand die staufische Burg Herlikofen, von der nur Wall- und Grabenreste erhalten sind. Schon früh gehörte der Ort zur Reichsstadt Gmünd und war der Vogtei Iggingen unterstellt. 1802 kam der Ort zu Württemberg und blieb zunächst noch bei Iggingen. 1820 wurde Herlikofen unter Einbeziehung von Hussenhofen zur Gemeinde innerhalb des Oberamts Gmünd erhoben, der 1938 der Wohnplatz Zimmern der Gemeinde Oberböbingen eingegliedert wurde. Nach der Eingliederung in die Stadt Schwäbisch Gmünd wurden Hussenhofen und Zimmern abgetrennt.
Hussenhofen, zu dem unter anderem auch Zimmern und Hirschmühle gehören, war bis 1969 ein Ortsteil der Gemeinde Herlikofen; es wurde mit der Eingliederung nach Schwäbisch Gmünd ein eigener Stadtteil. Hussenhofen wurde um 1250 erstmals als Huzzenhovin erwähnt, als ein Gmünder Bürger seinen Besitz an das Kloster Gotteszell verkaufte. Schon bald gehörte der Ort zur Reichsstadt und kam mit dieser 1802 zu Württemberg. Er gehörte mit dem Mutterort Herlikofen zunächst zur Bürgermeisterei Iggingen und wurde um 1820 Teil der selbständigen Gemeinde Herlikofen innerhalb des Oberamts Gmünd. Zimmern wurde schon im Jahr 839 erstmals urkundlich erwähnt und gehörte bis zum Jahr 1938 zur Nachbargemeinde Oberböbingen.
Lindach wurde 1328 erstmals erwähnt. Teile des Ortes standen schon früh unter württembergischer Herrschaft. Die Herren von Rechberg verkauften ihre Gebietsansprüche an die Schenken von Limpurg. Danach wechselte die Herrschaft mehrmals, doch war Württemberg als Lehnsherr stets daran beteiligt. Mit Unterstützung Württembergs wurde die Reformation eingeführt. Ab 1751 gehörte Lindach zum Kammergut Württemberg und wurde dem Amt Heubach angegliedert. Nach dessen Auflösung kam es zum Oberamt Gmünd.
Rechberg wurde 1179 erstmals erwähnt. Die Herren von Rechberg konnten sich im Laufe der Zeit ein kleines Herrschaftsgebiet erwerben, das Geschlecht teilte sich aber allmählich in mehrere Linien auf. Im 15. Jahrhundert umfasste die Herrschaft Hohenrechberg die fünf Ämter Hohenrechberg, Eislingen, Eschach, Wengen und Heuchlingen. Ihr Versuch, die Reichsunmittelbarkeit zu erlangen, misslang, doch wurden die Herren von Rechberg 1607 in den Grafenstand erhoben. 1802 kam ihr Gebiet zu Württemberg. Der Hauptort Rechberg zusammen mit einigen zugehörigen kleinen Weilern wurde 1808 eine Gemeinde im Oberamt Gmünd.
Straßdorf wurde 1269 als Strasdorf erstmals erwähnt. Der Ort gehörte den Herren von Rechberg, doch erwarb auch die Reichsstadt Gmünd Teile des Ortes, weswegen er bis 1803 einen rechbergischen und einen Gmünder Schultheißen hatte. Dann fiel der gmündische Teil an Württemberg, der rechbergische Teil folgte 1806; 1809 wurden beide Teile als Gemeinde Straßdorf dem Oberamt Gmünd zugeordnet. In den Besitz der heute zu Straßdorf gehörigen Weiler teilten sich wie beim Hauptort Rechberg und die Reichsstadt Gmünd.
Weiler in den Bergen wurde 1345 als Wiler erstmals erwähnt. Eine spätere Bezeichnung war Im Größeren Weiler. Wie Straßdorf gehörte der Ort teils zu Rechberg, teils zur Reichsstadt Gmünd. 1587 verkauften die Rechberger ihren Teil an die Reichsstadt, die fortan die Alleinherrschaft hatte. Der Ort gehörte zum Amt Bettringen und kam 1802 mit Gmünd zu Württemberg. Zunächst noch von Bettringen aus verwaltet, wurde er 1807 in Weiler in den Bergen umbenannt, das 1819 Gemeinde innerhalb des Oberamts Gmünd wurde.

### Entwicklung der Einwohnerzahl
Die Einwohnerzahlen nach dem jeweiligen Gebietsstand sind Volkszählungsergebnisse, Schätzungen oder amtliche Fortschreibungen der jeweiligen Statistischen Ämter (nur Hauptwohnsitze).

Einwohnerentwicklung von Schwäbisch Gmünd von 1810 bis 2017 nach nebenstehender Tabelle

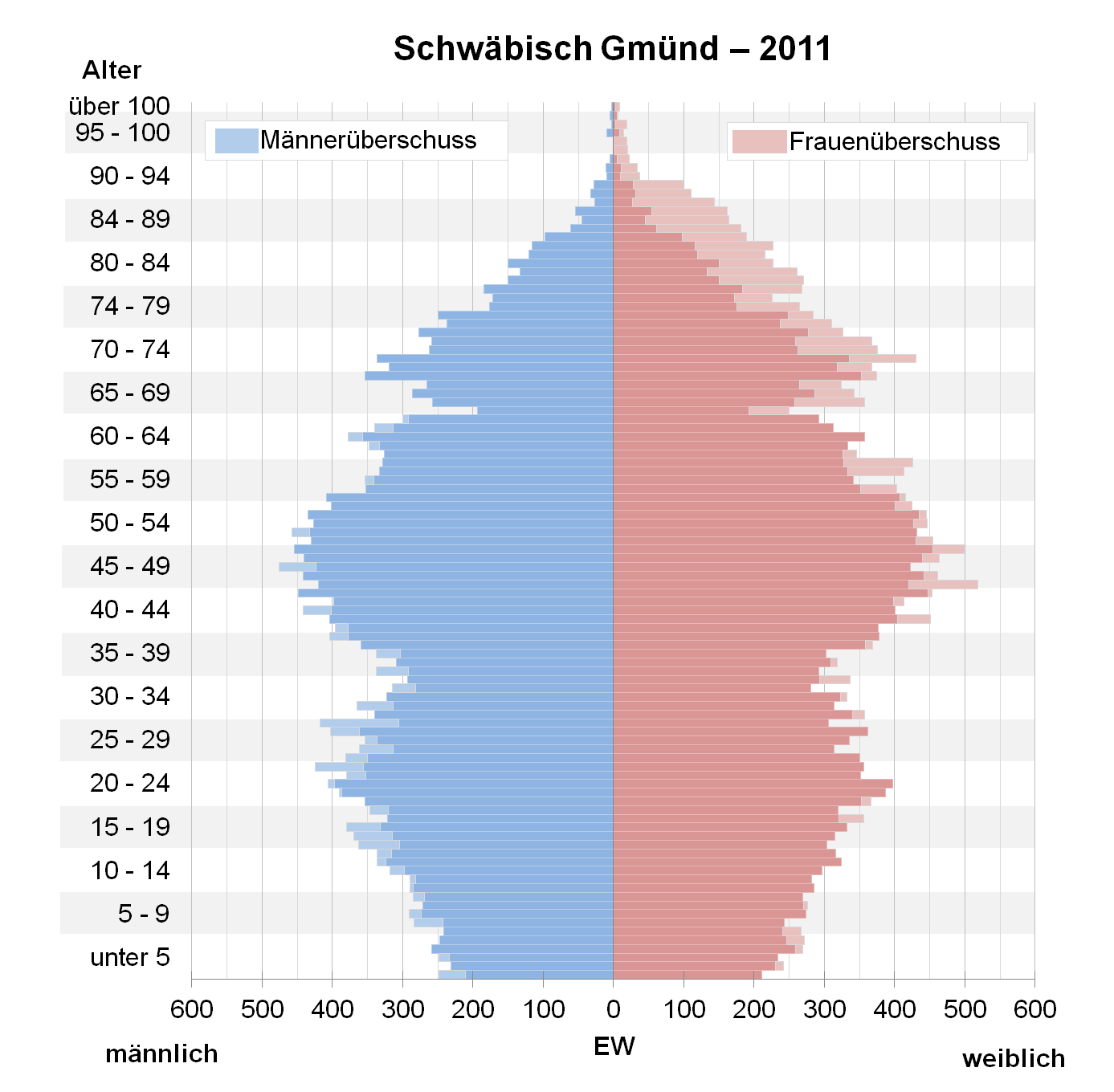
Bevölkerungspyramide für Schwäbisch Gmünd (Datenquelle: Zensus 2011)

| Jahr                 | Einwohner |
| -------------------- | --------- |
| 1810                 | 5.341     |
| 1823                 | 5.650     |
| 1843                 | 7.152     |
| 1855                 | 7.589     |
| 1861                 | 8.298     |
| 1. Dezember 1871     | 10.739    |
| 1. Dezember 1880 ¹   | 13.774    |
| 1. Dezember 1890 ¹   | 16.817    |
| 1. Dezember 1900 ¹   | 18.699    |
| 1. Dezember 1910 ¹   | 21.312    |
| 16. Juni 1925 ¹      | 20.406    |
| 16. Juni 1933 ¹      | 20.131    |
| 17. Mai 1939 ¹       | 21.940    |
| 1946                 | 30.748    |
| 13. September 1950 ¹ | 33.448    |

| Jahr                | Einwohner |
| ------------------- | --------- |
| 6. Juni 1961 ¹      | 44.587    |
| 27. Mai 1970 ¹      | 44.407    |
| 31. Dezember 1975   | 56.422    |
| 31. Dezember 1980   | 56.901    |
| 25. Mai 1987 ¹      | 56.754    |
| 31. Dezember 1990   | 60.081    |
| 31. Dezember 1995 ² | 63.734    |
| 31. Dezember 2000 ² | 61.946    |
| 31. Dezember 2005 ² | 61.350    |
| 31. Dezember 2010 ² | 59.654    |
| 31. Dezember 2015 ² | 59.840    |
| 31. Dezember 2016   | 60.349    |
| 31. Dezember 2017   | 60.914    |
| 31. Dezember 2018   | 61.186    |
| 30. Juni 2022 ³     | 63.577    |

## Religionen

### Geschichte

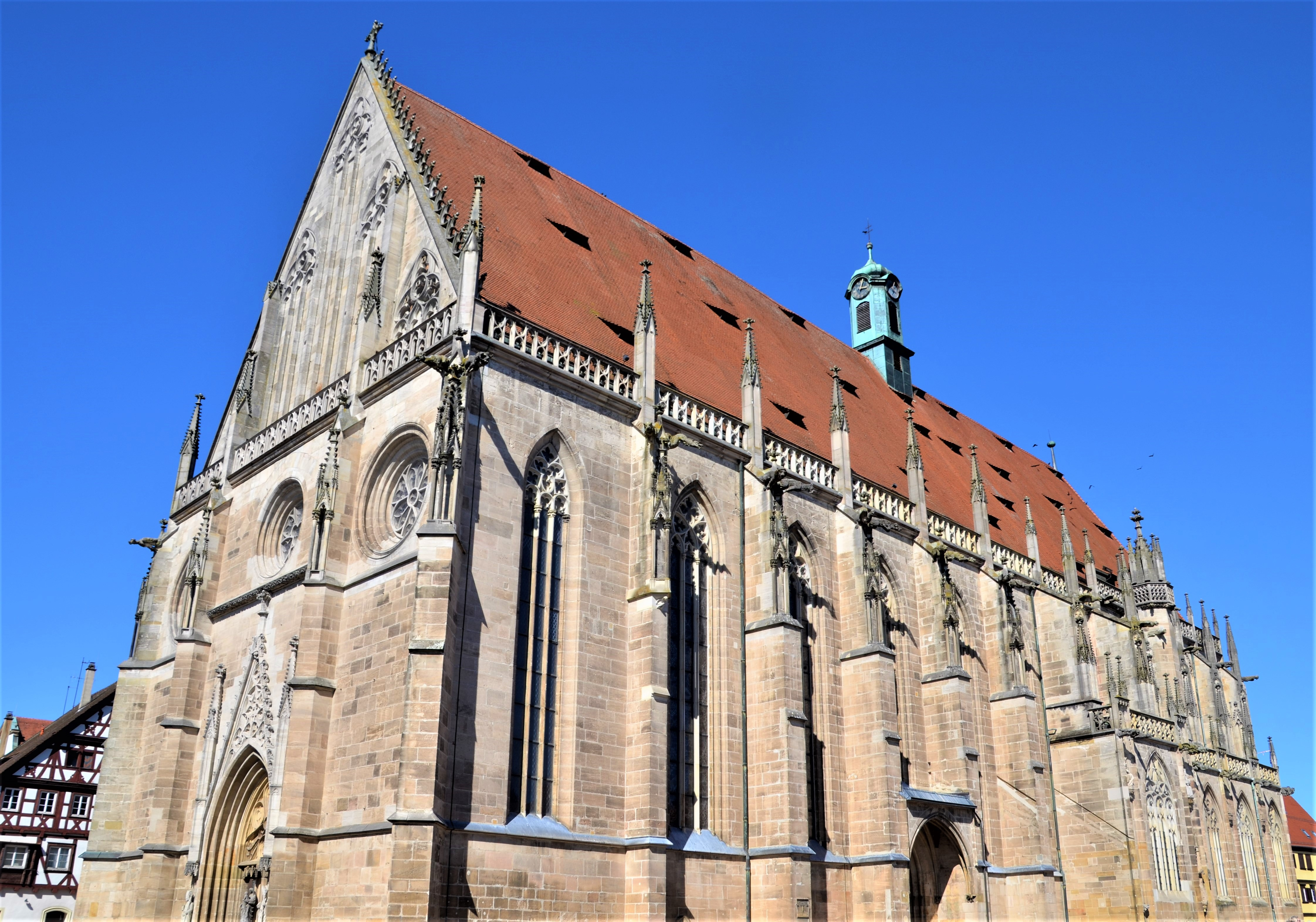
Heilig-Kreuz-Münster

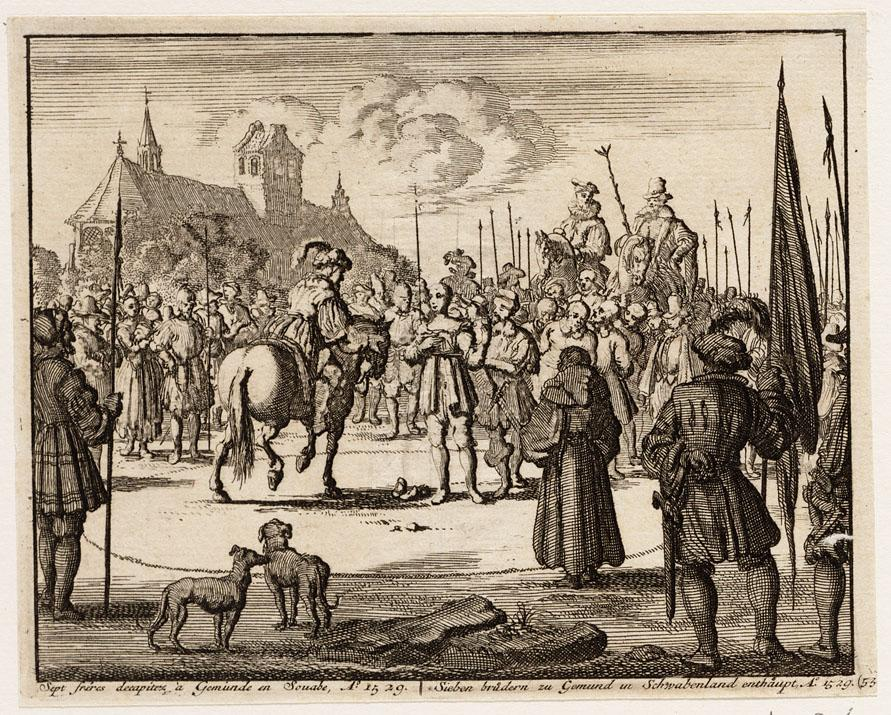
Darstellung des Täufergerichtes 1529 im Märtyrerspiegel

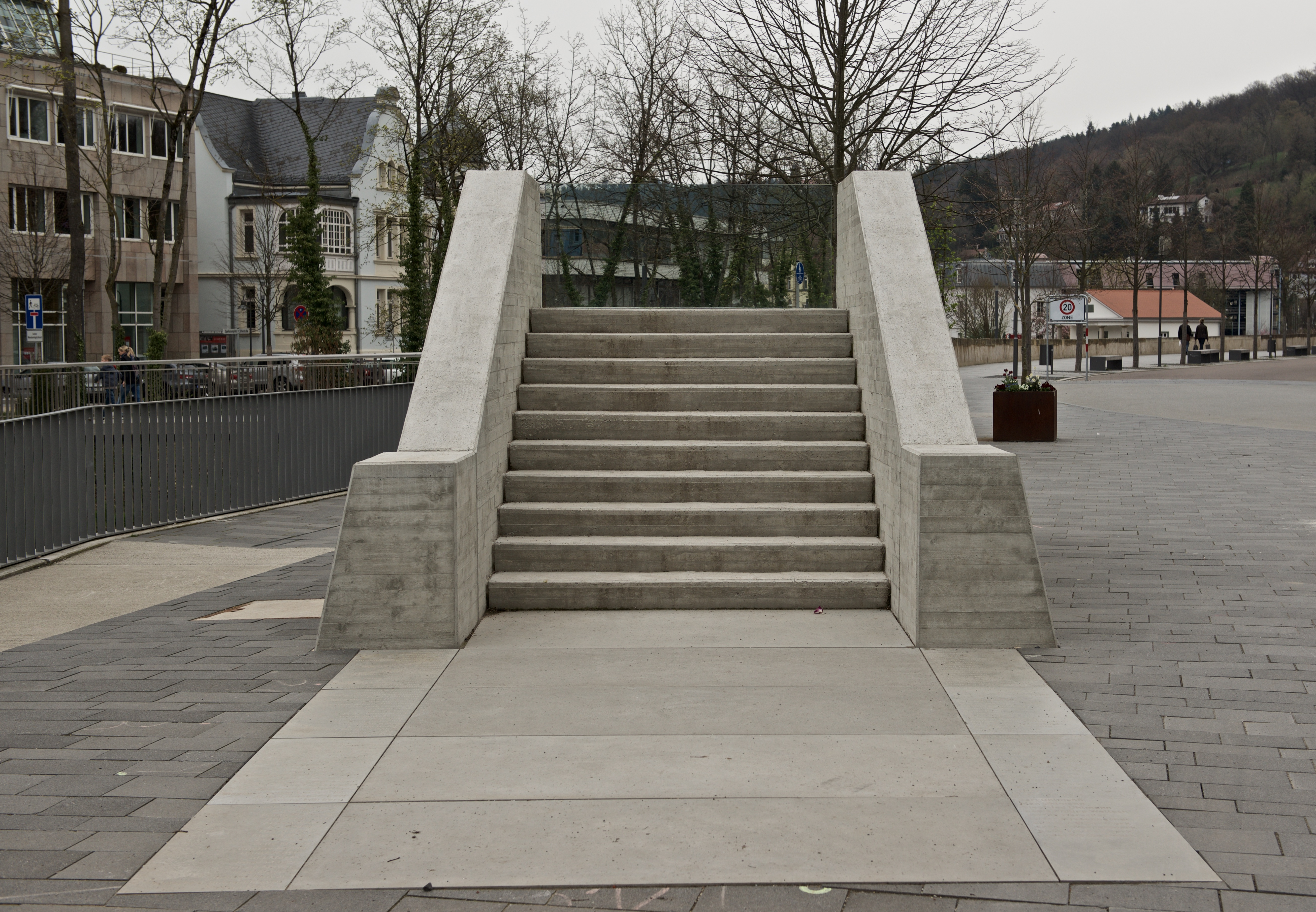
Denkmal für die ehemalige Synagoge in Schwäbisch Gmünd

Schwäbisch Gmünd war über Jahrhunderte eine streng katholisch geprägte Stadt und wurde daher außerhalb der Stadtgrenzen auch oft „Schwäbisch Nazareth“ genannt.
Die Bevölkerung von Schwäbisch Gmünd gehörte ursprünglich zum Bistum Augsburg und war dem Landkapitel Lorch unterstellt. Zunächst Filial von Lorch, wurde die Pfründe in Gmünd 1297 dem Domkapitel Augsburg verkauft und 1544 vom Rat wieder zurückgekauft. Die Pfarrei zu Unserer Lieben Frau, später auch Heilig Kreuz, die heutige Münsterpfarrei Heilig Kreuz, wurde Mittelpunkt des neuen Dekanats Gmünd, das nach der Reformation alle katholisch gebliebenen Pfarreien des ehemaligen Dekanats Lorch umfasste und innerhalb des Archidiakonats Ries lag. Unter Andreas Althamer sollte auch in Gmünd, wie in großen Teilen des Gmünder Umlands, ab 1524 die Reformation eingeführt werden, was jedoch am Widerstand des Gmünder Rates scheiterte. 1761 löste sich die Gmünder Geistlichkeit vom Dekanat und bildete ein Kollegiatstift, das 1803 von Württemberg wieder aufgelöst wurde. Die Stiftskirche zu Unserer Lieben Frau hatte mehrere Kaplaneien in der Stadt. Neben dem Heilig-Kreuz-Münster gab es weitere Kirchen und Kapellen, unter anderem die zur Münsterpfarrei gehörige Johanniskirche am Marktplatz und auf dem Friedhof die St. Leonhardskirche von 1341, die mehrmals verändert wurde. Nach der Säkularisation wurden einige Kapellen abgerissen, so schon 1803 die St.-Veits-Kapelle, 1807 die St.-Nikolaus-Kapelle und die St.-Michaels-Kapelle aus dem Jahre 1504. Ebenso erging es 1811 der St.- Margareten-Kapelle, 1827 der St.-Joos- oder Georgskapelle, 1834 der St.-Theobalds-Kapelle und 1841 der Spitalkirche. In der Stadt stehen aber auch heute noch viele Kapellen, wie unter anderem die ehemalige Siechenspitalkapelle St. Katharina oder die St.-Josefs-Kapelle. Im Jahr 1908 wurde eine zweite katholische Stadtgemeinde gegründet, die die ehemalige Franziskanerklosterkirche St. Ludwig übernahm – die heutige Pfarrkirche St. Franziskus.
Neben den alten katholischen Pfarreien entstanden nach 1945 weitere Kirchen und Pfarreien in Schwäbisch Gmünd, so 1962 die Pfarrei St. Peter und Paulus in der Hardt-Siedlung (Kirche von 1958), 1970 die Pfarrei St. Michael (Kirche von 1968) sowie 1967 die Seelsorgestelle St. Pius.
In der Reformationszeit schlossen sich auch in Schwäbisch Gmünd Bürger den reformatorischen Täufern an. Ihr Prediger war Martin Zehentmayer. Im Februar 1528 wurde Zehentmayer zusammen mit 40 Täufern verhaftet; sieben von ihnen wurden am 7. Dezember 1529 am Remswasen hingerichtet. Noch heute erinnern zwei Kirchenlieder im täuferischen Gesangbuch Ausbund an diese Ereignisse. Auch der mennonitische Märtyrerspiegel und das Geschichtbuch der Hutterischen Brüder berichten von den Geschehnissen in Schwäbisch Gmünd. Im Dezember 2009 wurde am Schmiedturm in Anwesenheit von Vertretern der beiden großen Kirchen und der Mennoniten eine Gedenktafel mit den Namen der sieben gefolterten und hingerichteten Täufer enthüllt. Im Dezember 2008 wurden dort bei Ausgrabungen für den Bau des Tunnels der Bundesstraße 29 Skelettreste von über 15 Personen gefunden. Zunächst geäußerte Vermutungen, unter ihnen befänden sich auch die sieben getöteten Täufer, haben sich nicht erhärtet, da die Gebeine keine Anzeichen einer Enthauptung zeigten.
Protestanten traten erst nach dem Übergang an Württemberg im Jahr 1802 wieder in Erscheinung. 1806 wurde die ehemalige Augustinerkirche evangelische Garnisonkirche. 1817 wurde sie zur ersten protestantischen Pfarrkirche Gmünds, sie wurde 1951 Sitz eines Dekanats innerhalb der Evangelischen Landeskirche in Württemberg. (Siehe Kirchenbezirk Schwäbisch Gmünd). Nach dem Zweiten Weltkrieg wurde 1951 die Martin-Luther-Kirche im Rehnenhof, 1961 die Friedenskirche erbaut. Später wurde in der Weststadt eine weitere Kirchengemeinde gegründet.
Jüdische Einwohner wurden erstmals 1241/42 genannt. In Pogromen der Pestzeit im 14. Jahrhundert endete die jüdische Gemeinde. Im Jahr 1412 wurden erneut Juden in der Stadt erwähnt, 1501 wurden sie aus der Stadt gewiesen. Eine 1861 aus zwei Familien bestehende jüdische Gemeinde wuchs bis 1890 auf 97 Personen und bestand 1933 aus 90 Personen. Ihre Verstorbenen bestattete sie auf dem Oberdorfer Friedhof bei Bopfingen. Die 1926 eröffnete Gmünder Synagoge wurde erstmals 1934 verwüstet, dennoch renoviert und bis zur erneuten Verwüstung der Novemberpogrome 1938 als Gottesdienststätte genutzt. Aufgrund der antisemitischen NS-Repressionen und Verfolgung bestand die Gemeinde 1939 nur noch aus 22 Personen.
Im Jahr 2016 wurden im ehemals jüdischen Stadtviertel Imhof in bestehender Bausubstanz Reste eines ehemaligen jüdischen Gebetsraums entdeckt. Bekannt ist bereits, dass das Haus zumindest seit dem 15. Jahrhundert von der jüdischen Gemeinde genutzt wurde.
Im Jahr 2015 wurde ein Denkmal zur Erinnerung an die Synagoge auf der gegenüberliegenden Seite des Josefsbachs der Öffentlichkeit übergeben.

### Klöster
Schwäbisch Gmünd war als eine Stadt der Klöster bekannt. Schon Mitte des 13. Jahrhunderts ließen sich die Franziskaner in Gmünd nieder und gründeten das Franziskanerkloster in der östlichen Altstadt. Wenig später entstand 1284 das Augustiner-Eremiten-Kloster und 1294 das Dominikanerkloster in Gmünd. Aus dem 1445 gestifteten Seelhaus entwickelte sich das Franziskaner-Tertianerinnenkloster zum Heiligen Ludwig. Das Kapuzinerkloster St. Ulrich wurde 1644 in Schwäbisch Gmünd angesiedelt, weil die Kapuziner die Seelsorge auf St. Salvator übernahmen. Außerhalb der Stadtmauern wurde schon um 1240 das Dominikanerinnenkloster zu Gotteszell erbaut, das anfangs den Esslinger und ab 1294 den Gmünder Dominikanern zugeordnet war.
Die zahlreichen Klöster wurden zwischen 1802 und 1810 durch den Übergang an Württemberg aufgelöst. Die Klostergebäude wurden teilweise säkularisiert. Die Dominikanerkirche wurde als Stall, Gotteszell nach Umbau als Gefängnis benutzt. Die Franziskanerkirche hingegen wurde weiter als Kirche genutzt und 1908 zur Pfarrkirche St. Franziskus erhoben. Die Augustinerkirche wurde evangelische Pfarrkirche. 1858 entstand die Kongregation der Barmherzigen Schwestern vom Heiligen Vinzenz von Paul in der Stadt, die am 16. September 1891 nach Untermarchtal umzog. Das Untermarchtaler Schloss wurde Mutterhauskomplex des Klosters Untermarchtal. Die Schwestern unterhalten noch einige Einrichtungen in Schwäbisch Gmünd.
Mit den 1931 gegründeten Franziskanerinnen der ewigen Anbetung besteht in Schwäbisch Gmünd wieder ein eigener Frauenorden, der von 1997 bis 2000 ein neues Kloster in der Stadt errichtete.

### Wallfahrtsstätten

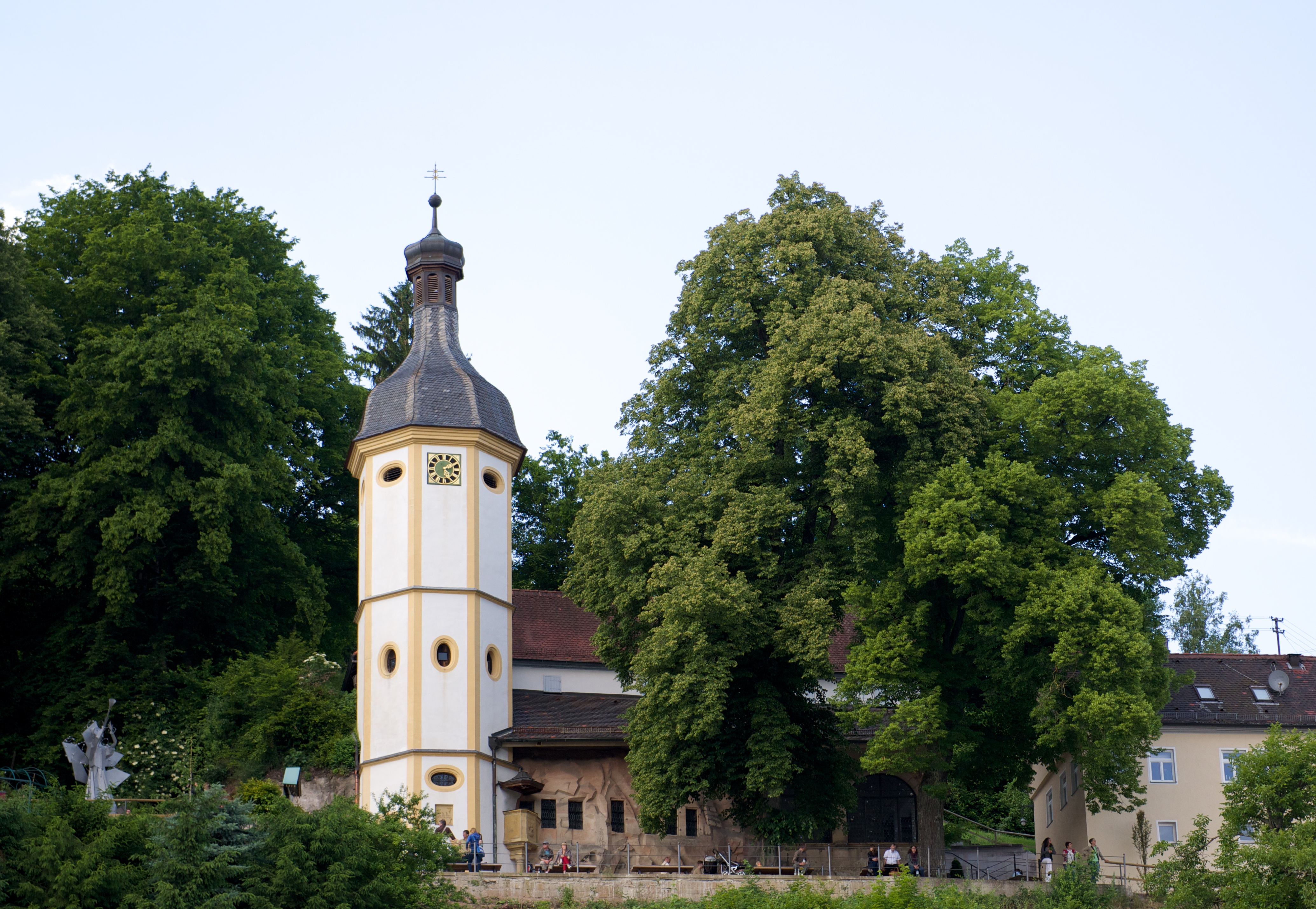
Wallfahrtskirche St. Salvator

Im Stadtgebiet von Schwäbisch Gmünd gibt es heute drei Wallfahrtsstätten. Am Rande der Altstadt steht am Nepperberg die Wallfahrtskirche St. Salvator, auf dem Kaiserberg Rechberg die Wallfahrtskirche St. Maria, die auch Wallfahrtsstätte der Grafen von Rechberg war und von ihnen erbaut wurde. Zu beiden Pilgerstätten führt ein Kreuzweg. Die Bettringer Ottilienkirche ist ebenfalls Wallfahrtsziel, jedoch weniger bedeutend.
Gleich jenseits der Grenze zur Nachbargemeinde Lauterstein liegt bei Weiler in den Bergen die Wallfahrtskapelle St. Bernhardus auf dem gleichnamigen Berg, die hauptsächlich von Gmündern aufgesucht wird.

### Heutige Situation

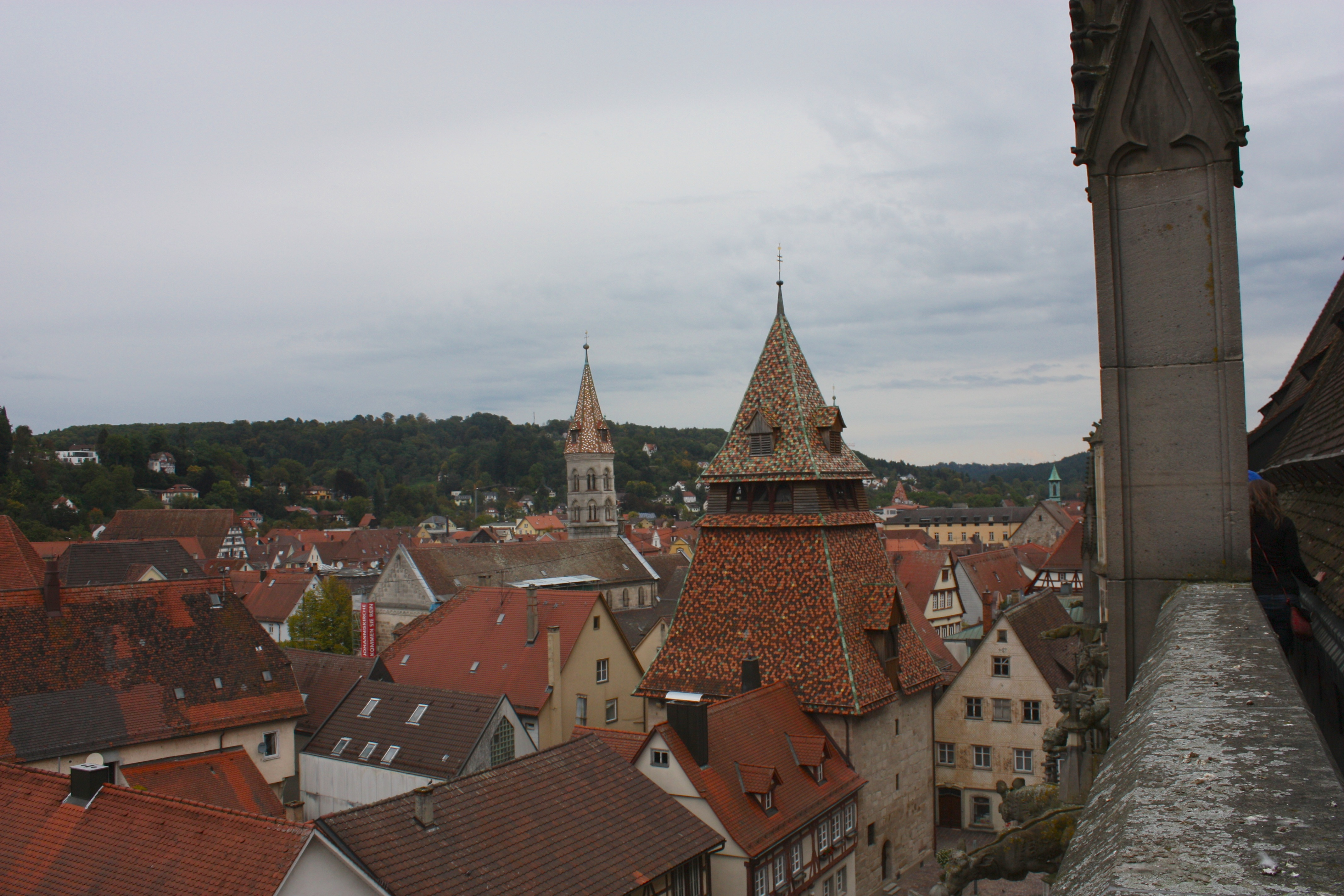
Im Vordergrund der Glockenturm vom Gmünder Münster aus gesehen. Links im Hintergrund die Johanniskirche, zwischen Münster und Glockenturm im Hintergrund St. Franziskus.

Die katholischen Kirchengemeinden Heilig Kreuz, St. Michael, St. Franziskus mit Seelsorgestelle St. Pius und St. Petrus und Paulus sowie die muttersprachlich-italienische, -kroatische und -polnische Gemeinde bilden heute die Seelsorgeeinheit 17 Schwäbisch Gmünd-Mitte innerhalb des neuen Dekanats Ostalb. Dieses besteht aus den Altdekanaten Aalen, Ellwangen, Neresheim und Schwäbisch Gmünd und gehört seit 1821 zur neuen Diözese Rottenburg (heute Rottenburg-Stuttgart).
Von Juni 2005 bis 2016 beherbergte die Johanniskirche am Marktplatz die Gmünder Jugendkirche, heute hat sie in der Auferstehung-Christi-Kirche ihren Gottesdienstort. Zunächst war sie ein gemeinsames Angebot von katholischer und der evangelischer Seite und eine der ersten ökumenischen Jugendkirchen, nun ist sie konfessionell-katholisch geprägt.
Auch die meisten Stadtteile Schwäbisch Gmünds blieben nach der Reformation katholisch, weil sie damals entweder zur Reichsstadt Gmünd oder zur Herrschaft Rechberg gehörten, welche die Reformation ebenfalls ablehnte. So gibt es dort katholische Kirchengemeinden und Kirchen. Sie sind heute zu verschiedenen Seelsorgeeinheiten zusammengeschlossen, die zum Teil auch noch Gemeinden außerhalb des Stadtgebiets von Schwäbisch Gmünd umfassen. Alle Gemeinden und Seelsorgeeinheiten gehören zum Dekanatsbezirk Schwäbisch Gmünd im Dekanat Ostalb der Diözese Rottenburg-Stuttgart.
Die Kirchengemeinden im Süden des Stadtgebietes St. Maria Hohenrechberg und St. Cyriakus Straßdorf gehören mit St. Laurentius Waldstetten und St. Johannes Baptist Wißgoldingen zur Seelsorgeeinheit 18 Unterm Hohenrechberg. Die Seelsorgeeinheit 19 Unterm Bernhardus umfasst die Kirchengemeinden St. Jakobus Bargau, St. Cyriakus Bettringen und St. Michael Weiler in den Bergen mit Filialgemeinde Mariä Namen Degenfeld und ist neben Schwäbisch Gmünd-Mitte die einzige Seelsorgeeinheit die ausschließlich auf Gmünder Boden liegt. Die Kirchengemeinden Osten des Stadtgebiets St. Albanus Herlikofen und St. Leonhard Hussenhofen haben sich mit St. Martinus Iggingen zur Seelsorgeeinheit 21 Am Limes zusammengeschlossen. Die Seelsorgeeinheit 24 Limeshöhe erstreckt sich über St. Georg Mutlangen (mit Heilig-Geist-Kirche Lindach), St. Maria Wetzgau-Rehnenhof (mit den Kirchen St. Coloman in Wetzgau und Maria Königin in Rehnenhof), Christus König Großdeinbach.
Die vier evangelischen Kirchengemeinden (Augustinus, Friedenskirche, Martin-Luther und Weststadt) bilden heute mit der 1969 errichteten Johannesgemeinde Hussenhofen die Evangelische Gesamtkirchengemeinde Schwäbisch Gmünd. Die Stadtteile Degenfeld, Großdeinbach und Lindach machten die Reformation mit, jede von ihnen hat eine evangelische Kirchengemeinde und Kirche. Zur Gemeinde Degenfeld gehört auch Unterbettringen, mit eigener Kirche von 1967, und Weiler in den Bergen. Die Pfarrei Großdeinbach wurde erst 1897 errichtet und war zuvor Filiale von Lorch. Die evangelischen Bewohner aus Bargau werden von der Nachbargemeinde Heubach, die aus Rechberg und Straßdorf von Waldstetten betreut. Alle genannten evangelischen Kirchengemeinden im Gmünder Stadtgebiet gehören zum Kirchenbezirk Schwäbisch Gmünd. Außerdem gibt es in Schwäbisch Gmünd Altpietistische Gemeinschaften. Der Altpietistische Gemeinschaftsverband unterhält im Stadtteil Rehnenhof sein Tagungs- und Erholungshaus Schönblick. Inzwischen gibt es dort auch eine Evangelische Gemeinde („Gemeinschaftsgemeinde“).
Neben denen der beiden großen Kirchen gibt es in Schwäbisch Gmünd auch freikirchliche Gemeinden, darunter die Evangelisch-methodistische Kirche, die Evangeliums-Christen, die Neuapostolische Kirche und die Zeugen Jehovas. In den Stadtteilen gibt es z. B. auch Baptisten.
In Schwäbisch Gmünd gibt es drei muslimische Moscheen. Die größte der Gmünder Moscheen wurde von 2011 bis 2014 errichtet. Sie umfasst neben den Gebetsmöglichkeiten für etwa tausend Gläubige ein Gemeindezentrum und ist derzeit die größte Moschee im Remstal.
Außerdem gibt es die Koptisch-Orthodoxe Kirchengemeinde St. Abanoub.

## Politik

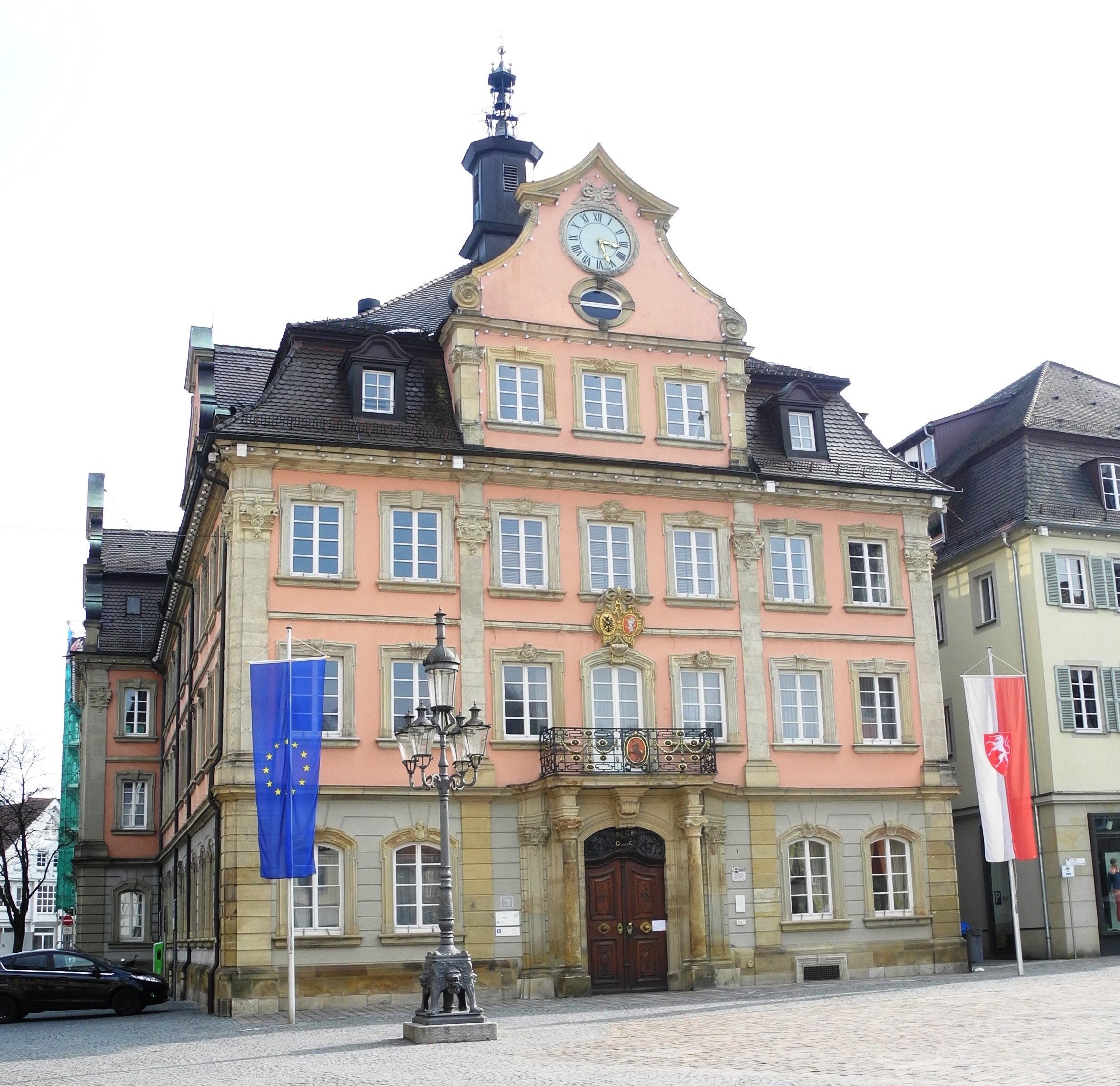
Rathaus Schwäbisch Gmünd

### Gemeinderat
Der Gemeinderat von Schwäbisch Gmünd besteht derzeit aus 48 Stadträten, die für eine Amtszeit von fünf Jahren gewählt werden. Die letzte Wahl fand bei den baden-württembergischen Kommunalwahlen am 9. Juni 2024 statt und brachte folgendes Ergebnis:
| Parteien Wählergemeinschaften                 | % 2024 | Sitze 2024 | % 2019 | Sitze 2019 | % 2014 | Sitze 2014 | % 2009 | Sitze 2009 |
| --------------------------------------------- | ------ | ---------- | ------ | ---------- | ------ | ---------- | ------ | ---------- |
| CDU                                           | 32,0   | 16         | 36,7   | 19         | 45,6   | 22         | 41,3   | 23         |
| GRÜNE                                         | 15,4   | 7          | 21,2   | 11         | 14,9   | 7          | 13,8   | 7          |
| SPD                                           | 13,9   | 7          | 14,4   | 7          | 20,4   | 10         | 25,3   | 14         |
| Sozial-ökologisch-links (bis 2019: Die Linke) | 9,1    | 4          | 9,6    | 5          | 5,9    | 3          | 3,6    | 2          |
| Bürgerliste                                   | 11,3   | 5          | 7,0    | 4          | –      | –          | –      | –          |
| FDP / FW                                      | 3,6    | 2          | 3,1    | 2          | 7,2    | 3          | 10,1   | 5          |
| AfD                                           | 13,3   | 6          | –      | –          | –      | –          | –      | –          |
| Die PARTEI                                    | 1,4    | 1          | –      | –          | –      | –          | –      | –          |
| Freie Wähler Frauen (FWF)                     | –      | –          | 8,0    | 4          | 6,1    | 3          | 6,0    | 3          |
| Gesamt                                        | 100    | 48         | 100    | 52         | 100    | 49         | 100    | 54         |
| Wahlbeteiligung                               | 55,8 % | 55,8 %     | 51,3 % | 51,3 %     | 41,2 % | 41,2 %     | 44,2 % | 44,2 %     |

Darüber hinaus unterhält die Stadt seit 2001 einen Jugendgemeinderat. In der aktuellen Besetzung (Stand 2024) umfasst der Jugendgemeinderat 27 Mitglieder, von denen 18 Mitglieder Schwäbisch Gmünder Schulen durch eine freie Wahl gewählt wurden, weitere neun Mitglieder werden von verschiedenen Institutionen in das Gremium entsandt.

### Stadtoberhaupt
Während der reichsstädtischen Zeit waren die Bürgermeister der Stadt aus den Zünften. Nach den Reformen Karls V. waren die Stadtoberhäupter von 1551 bis 1802 Bürgermeister auf Lebenszeit. Jeweils drei Bürgermeister teilten sich zu dieser Zeit die Spitze der Stadt und wechselten sich alle vier Monate im Amt ab. Nachdem Schwäbisch Gmünd zu Württemberg gekommen war, wurde im Jahr 1802 die württembergische Städteverfassung eingeführt, wodurch zu Beginn der Zeit an der Spitze der Stadt ein Bürgermeister stand. Ab 1819 wurde das Amt zum „Stadtschultheiß“ umgebildet. Diese Amtsträger wurden dann seit Mitte des 19. Jahrhunderts meist durch den württembergischen König zum Oberbürgermeister ernannt. Nach dem Ende der Monarchie war für das Stadtoberhaupt der Titel Oberbürgermeister üblich.
Der Oberbürgermeister der Stadt wird von den wahlberechtigten Bürgern für eine Amtszeit von 8 Jahren direkt gewählt. Zusammen mit den Gemeinderäten bildet er den Gemeinderat, der das kommunalpolitische Geschehen bestimmt. Die Gemeinderäte entscheiden anstelle der Bürgerschaft als deren Repräsentanten. Als Stadtoberhaupt ist der Oberbürgermeister Repräsentant und gesetzlicher Vertreter der Stadt, Vorsitzender des Gemeinderats und Leiter der städtischen Verwaltung. Er wird durch den ersten Beigeordneten mit der Amtsbezeichnung „Erster Bürgermeister“ und einem weiteren Beigeordneten mit der Amtsbezeichnung „Bürgermeister“ vertreten.
Seit 2009 ist Richard Arnold (CDU) amtierender Oberbürgermeister. Er wurde 2017 und 2025 wiedergewählt.

### Verwaltungsgemeinschaft
Mit der benachbarten Gemeinde Waldstetten hat Schwäbisch Gmünd eine Verwaltungsgemeinschaft vereinbart.

### Wahlkreise
Die Stadt gehört zum Bundestagswahlkreis 269 Backnang – Schwäbisch Gmünd, der sich hauptsächlich über die Altkreise Schwäbisch Gmünd und Backnang erstreckt. Das Direktmandat wurde seit seiner Einrichtung als Wahlkreis 175 Schwäbisch Gmünd – Backnang 1965 durchgängig von der CDU gewonnen. Heute sitzen Norbert Barthle (CDU) und Christian Lange (SPD) für diesen Wahlkreis im Deutschen Bundestag.
Für die Wahl zum Landtag von Baden-Württemberg gehört Schwäbisch Gmünd zum gleichnamigen Landtagswahlkreis 25. Das Direktmandat dieses Wahlkreises ging ebenfalls seit seinem Bestehen ab 1976 an die CDU. Für diesen Wahlkreis sitzt seit 2021 Martina Häusler (Grüne) im Landtag.

### Wappen und Flagge
| Banner, Wappen und Hissflagge |  |
|                               |  |
|                               |  |

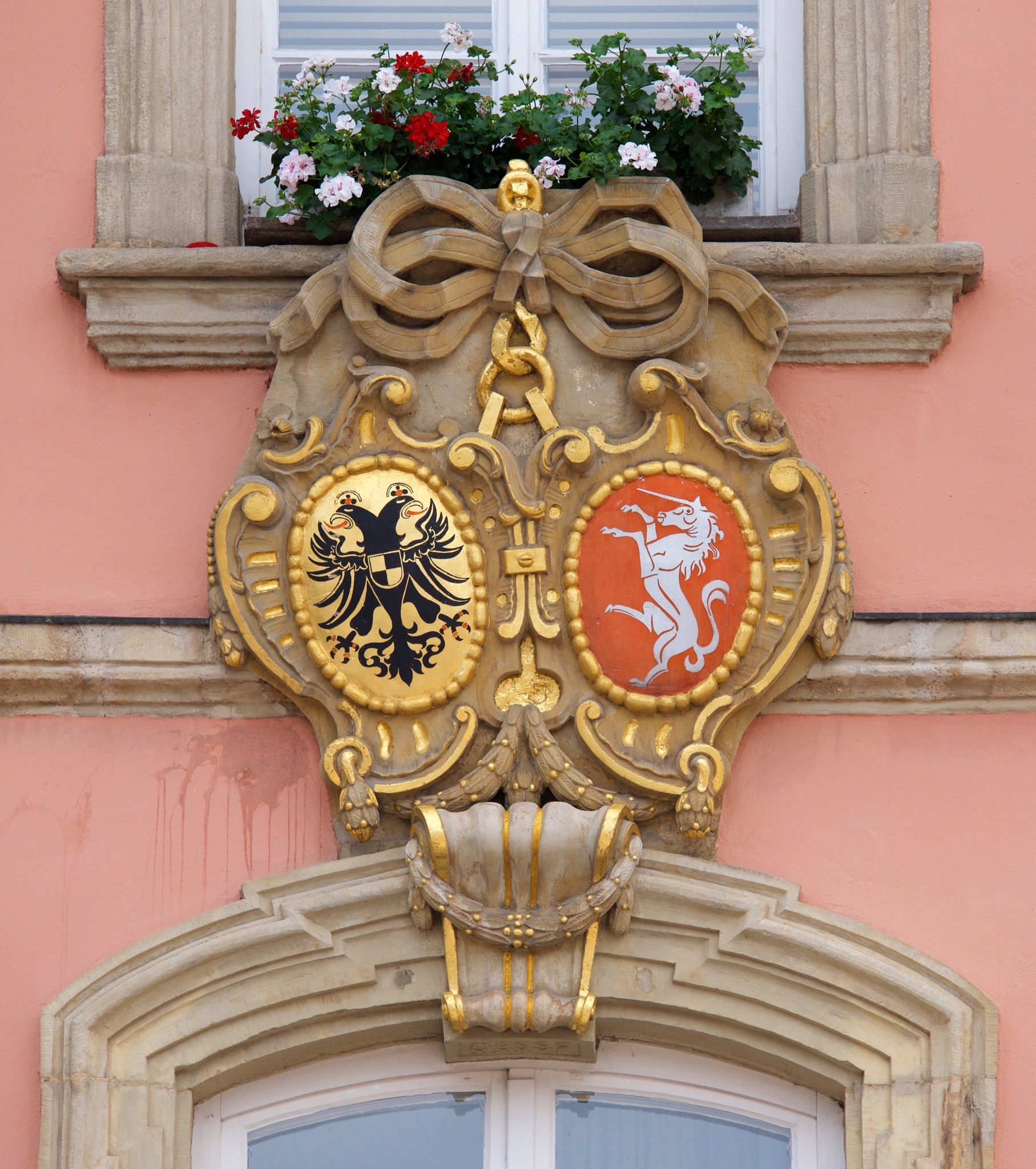
Historisches Wappen am Rathaus, links der Reichsadler, rechts das noch heute geführte weiße Einhorn

Blasonierung: „In Rot ein aufgerichtetes silbernes Einhorn.“ Die Stadtflagge ist weiß-rot. Das Einhorn ist bereits im 13. Jahrhundert auf einem Stadtsiegel belegt.

### Städtepartnerschaften
Schwäbisch Gmünd unterhält Städtepartnerschaften mit folgenden Städten:
- Barnsley (Vereinigtes Königreich), seit 1971
- Antibes (Frankreich), seit 1976
- Bethlehem (Vereinigte Staaten), seit 1991
- Székesfehérvár (Ungarn), seit 1991
- Faenza (Italien), seit 2001

### Patenschaft

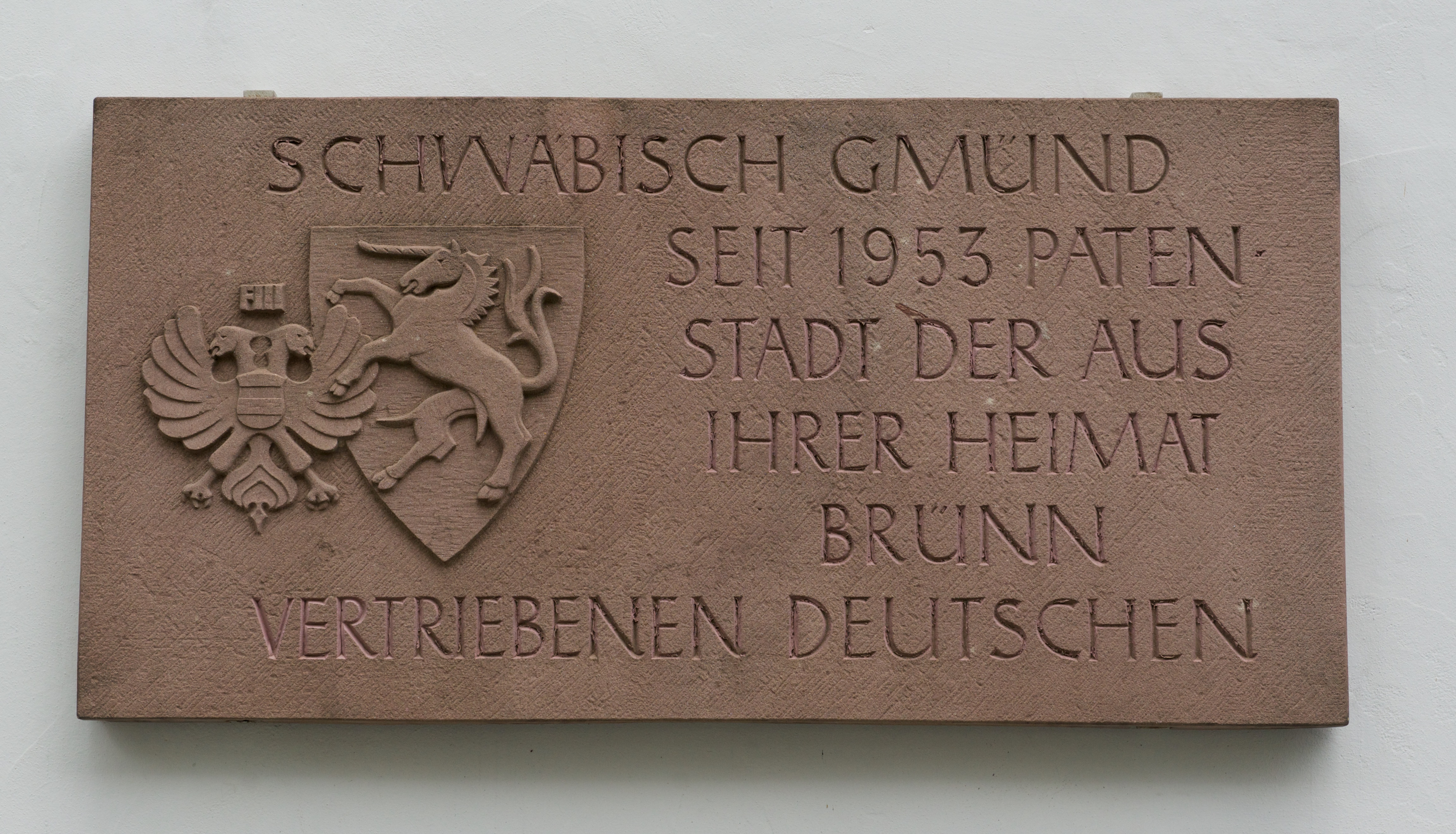
Gmünder Patenschaft für die Stadt Brünn

Am 30. Juli 1953 übernahm die Stadt durch einstimmigen Beschluss des Gemeinderats die Patenschaft für die vertriebenen Sudetendeutschen aus der Stadt Brünn. Bereits am 27. Mai 1950 gründete sich in Schwäbisch Gmünd der Brünner Heimatverband Bruna. Der Anteil der Heimatvertriebenen in Schwäbisch Gmünd lag zu dieser Zeit bei 30,8 Prozent. Nach Übernahme der Patenschaft stellte die Stadt mit der Brünner Stube, einem ehemaligen Torhaus an der Waldstetter Brücke, eine Räumlichkeit für die Vereinstätigkeit der Brünner Heimatgemeinschaft zur Verfügung. 1954 wurde das Brünner Heimatmuseum gegründet, das seit 1973 in einem Raum im Prediger untergebracht war. Es dokumentiert in einer Dauerausstellung die Geschichte der Stadt Brünn in Form von Dokumenten, Trachten, Ansichten, Gemälde, Zeichnungen und Arbeiten Brünner Künstler. Ein Archiv und eine Fachbibliothek sind dem Heimatmuseum angeschlossen.
Im Jahr 2010 wurden Brünner Stube und Brünner Heimatmuseum ins Städtische Museum integriert. Im Zuge der Neugestaltung der Dauerausstellungen wurde auch die Brünner Stube konzeptionell neu bearbeitet.
In der Grabenpartie erinnert ein Bildstock an die Schwarze Madonna von Brünn.
An alle ostdeutschen Heimatvertriebenen erinnern auf dem Dreifaltigkeitsfriedhof das Ostlandkreuz und ein Gedenkstein mit den Wappen der Landsmannschaften.

## Kultur und Sehenswürdigkeiten

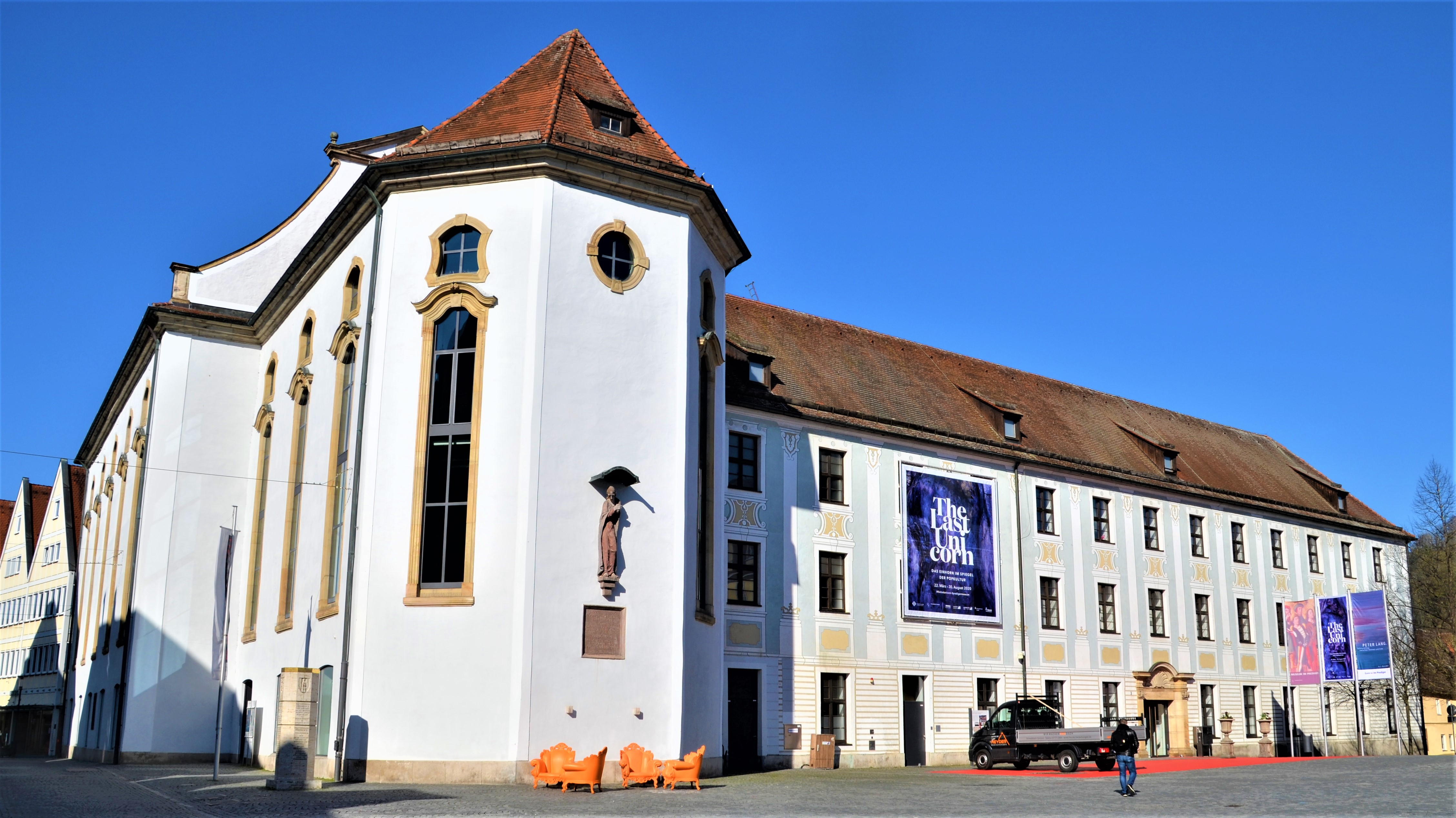
Kulturzentrum Prediger im ehemaligen Dominikanerkloster

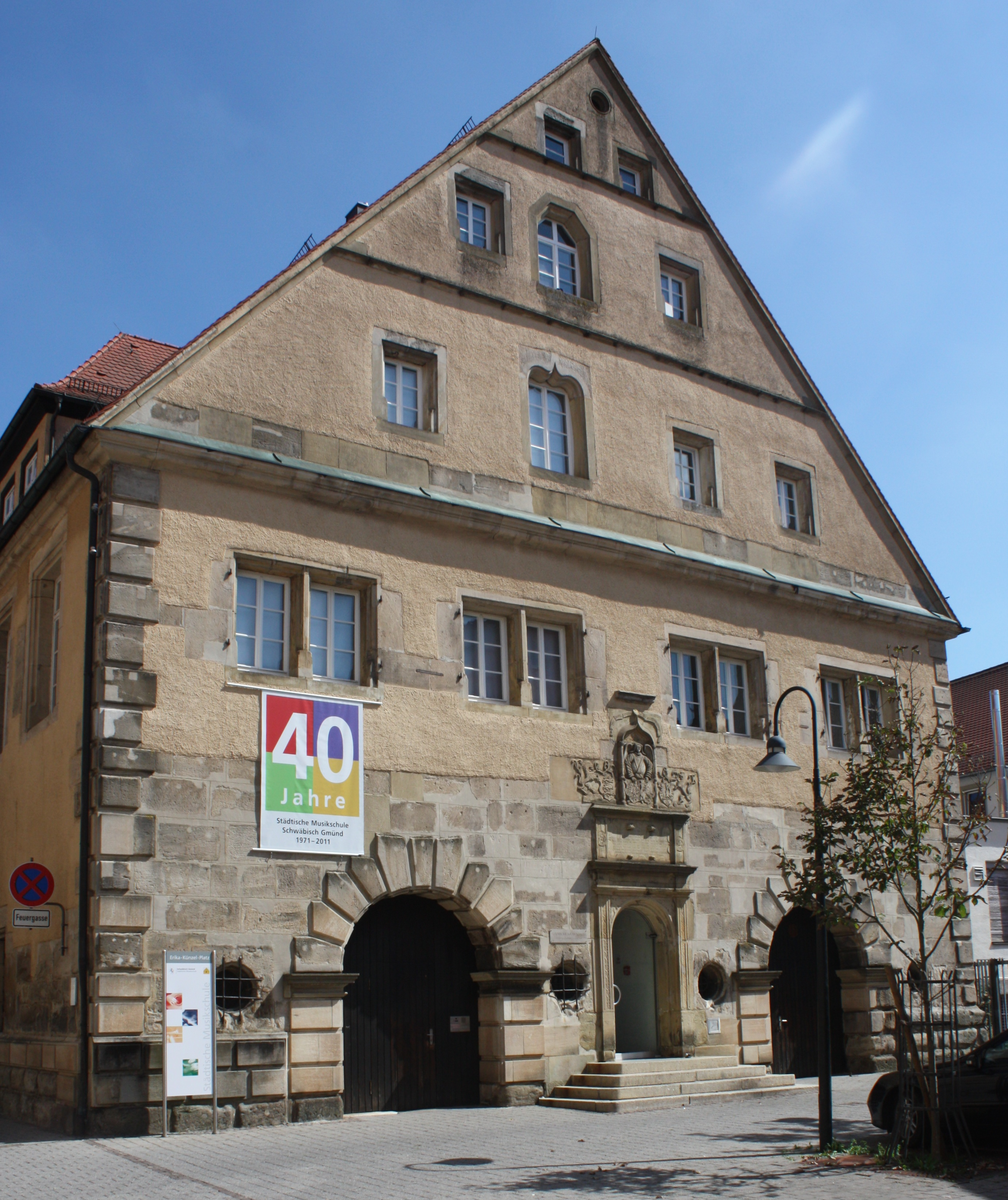
Die Schmalzgrube beherbergt die städtische Musikschule

Schwäbisch Gmünd besitzt eine gut erhaltene Altstadt mit sehr vielen historischen Bauwerken. Neben den Profanbauten prägen vor allem auch die Kirchen- und Klosterbauten das Bild der Altstadt.

### Theater
Neben Gastauftritten verschiedener nationaler und internationaler Theaterbühnen im Congress-Centrum Stadtgarten und im Kulturzentrum Prediger sowie gelegentlich auch auf öffentlichen Plätzen in der historischen Altstadt, gibt es mehrere kleine Bühnen und Theatergruppen, unter anderem die vom gleichnamigen Verein unterhaltene Theaterwerkstatt Schwäbisch Gmünd im Spital.
Alle drei Jahre findet in Schwäbisch Gmünd das Internationale Schattentheater Festival statt. Das von der Stadtverwaltung und dem in Schwäbisch Gmünd ansässigen, Internationalen Schattentheater Zentrum veranstaltete Festival dient für die dort versammelte Künstlerschaft auch als Austauschmöglichkeit über neue Entwicklungen, so werden im Rahmenprogramm unter anderem auch offene Workshops durchgeführt.

### Musik
Schwäbisch Gmünd hat ein reichhaltiges Musikleben mit vielen Chören und Musikvereinen in den Teilorten. Daneben existiert mit der Philharmonie Schwäbisch Gmünd ein Orchester, das zwei- bis dreimal im Jahr Orchesterwerke vom Barock bis ins 20. Jahrhundert einstudiert und aufführt. Der Motettenchor Schwäbisch Gmünd, der Philharmonische Chor Schwäbisch Gmünd und das collegium vocale schwäbisch gmünd führen regelmäßig große Chorwerke auf und nehmen im jährlichen Wechsel am Festival Europäische Kirchenmusik in der Stadt teil.
Vierzehn der heute noch bestehenden musikalischen Vereine haben 1965 gemeinsam den Interessensverband Stadtverband Musik und Gesang Schwäbisch Gmünd gegründet, der neben Lobbyarbeit auch Konzerte und anderweitige Auftritte organisiert.
Die städtische Musikerziehung der Jugend geht auf das 18. Jahrhundert zurück. Nach einem Beschluss von 1745 sollten der städtische Kantor und Magister „die armen Knaben in der Music gratis zu instruieren“, das „singen und geygen lehren“. 1780 wurde hierfür eine „Sing- und Geigschul“, die Gmünder Musikschule gegründet, auf der neben Jungen auch Mädchen unterrichtet wurden und die gegenwärtig in der Schmalzgrube am Franziskaner ihren Sitz hat.
Im Bereich der Jugendkultur haben sich seit 2003 zentrale Abi-Party-Großveranstaltungen mit mehrtägiger Dauer etabliert. Die punkorientierte Jugend hat im Esperanza ihren Treffpunkt. Mainstream-Liebhaber treffen sich im United oder im Club Schlachthof Schwäbisch Gmünd, allerdings sind dort Live-Musik-Veranstaltungen eher selten. Im Bereich der elektronischen Tanzmusik ist am Wochenende seit jeher eine Abwanderungswelle nach Stuttgart zu beobachten, obwohl es in Schwäbisch Gmünd Musikproduzenten auch dieses Genres gibt.

### Museen

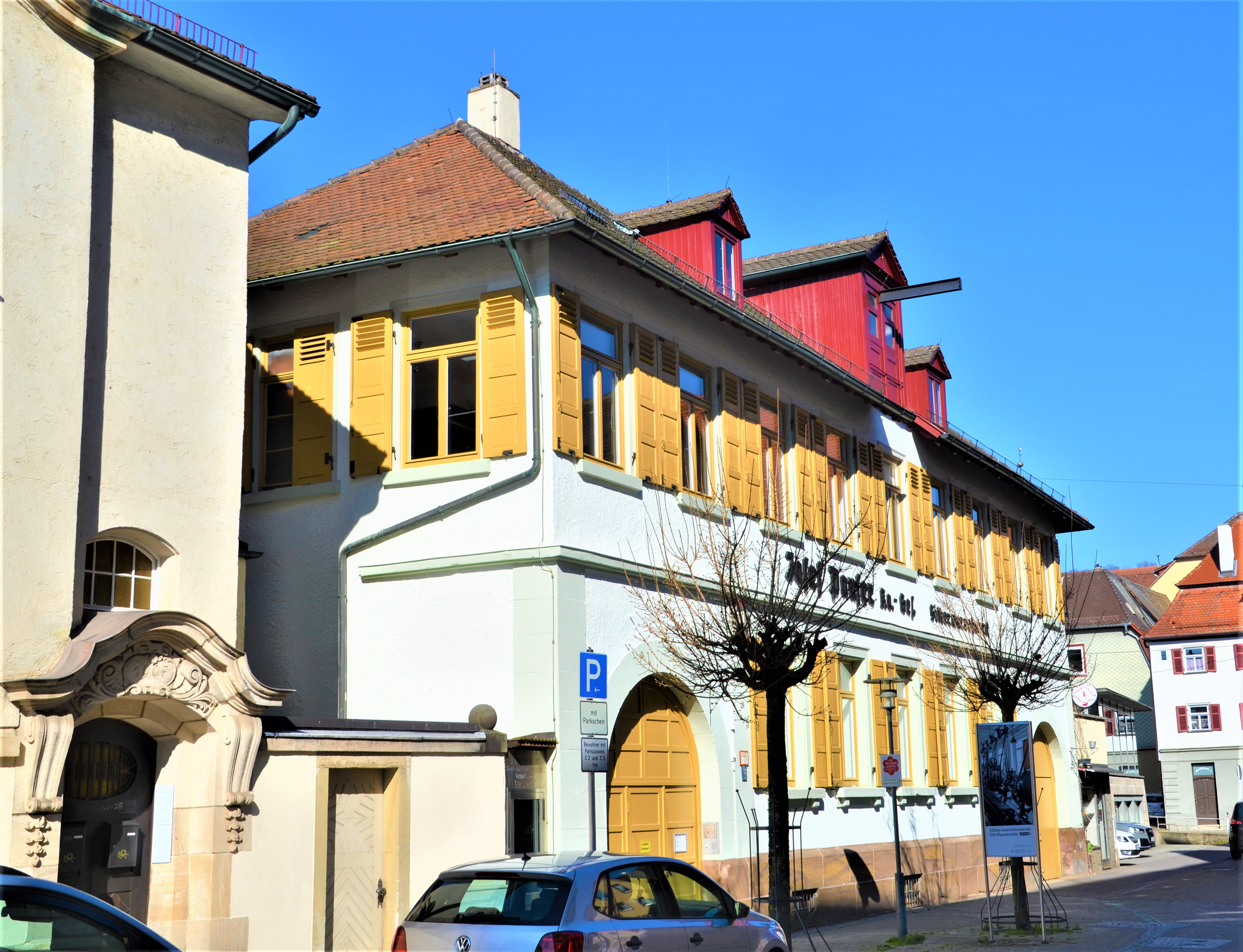
Ott-Pausersche Fabrik

Das Museum im Prediger wurde 1876 als Kunstgewerbemuseum gegründet und ist seit 1973 im ehemaligen Dominikanerkloster, dem heutigen Kulturzentrum Prediger am Johannisplatz untergebracht. Es gehört zu den ältesten Museen Südwestdeutschlands und zeigt in Dauerausstellungen Kunst und Kunstgewerbe der Stadt, große Teile des bekannten Gmünder Münsterschatzes und eine Abteilung zur Stadtgeschichte sowie wechselnde Ausstellungen.
Ebenfalls im Prediger ist seit 1994 die Galerie im Prediger mit wechselnden Ausstellungen untergebracht.
Ein weiteres Museum in der Innenstadt ist das Silberwarenmuseum Ott-Pausersche Fabrik im Milchgässle 10. Die ehemalige Silberwarenfabrik beherbergt ein Silberwaren- und Bijouteriemuseum, das über einen ehemals großen Industriezweig Schwäbisch Gmünds informiert, der bis heute noch in der Stadt beheimatet ist. Eine Besonderheit des Museums ist, dass noch große Teile des Originalinventars erhalten sind.
In der Grät am Marktplatz 7 befindet sich seit 2016 das Panoramamuseum Schwäbisch Gmünd, in dem das Staufersaga-Panorama und großformatige Gemälde zur Stadtgeschichte von Hans Kloss ausgestellt sind.
Am Münsterplatz 15 befindet sich das Schwäbisch Gmünder Schulmuseum im Klösterle.
Seit 2014 befindet sich in der Hauffstraße 2 ein Firmenmuseum zur Erinnerung an die Uhrenfabrik Bifora.
Im Oktober 2021 wurde im Mohrengässle 6 das schattenreich eröffnet, das weltweit einzige Museum für zeitgenössisches Schattentheater.

### Römerkastell

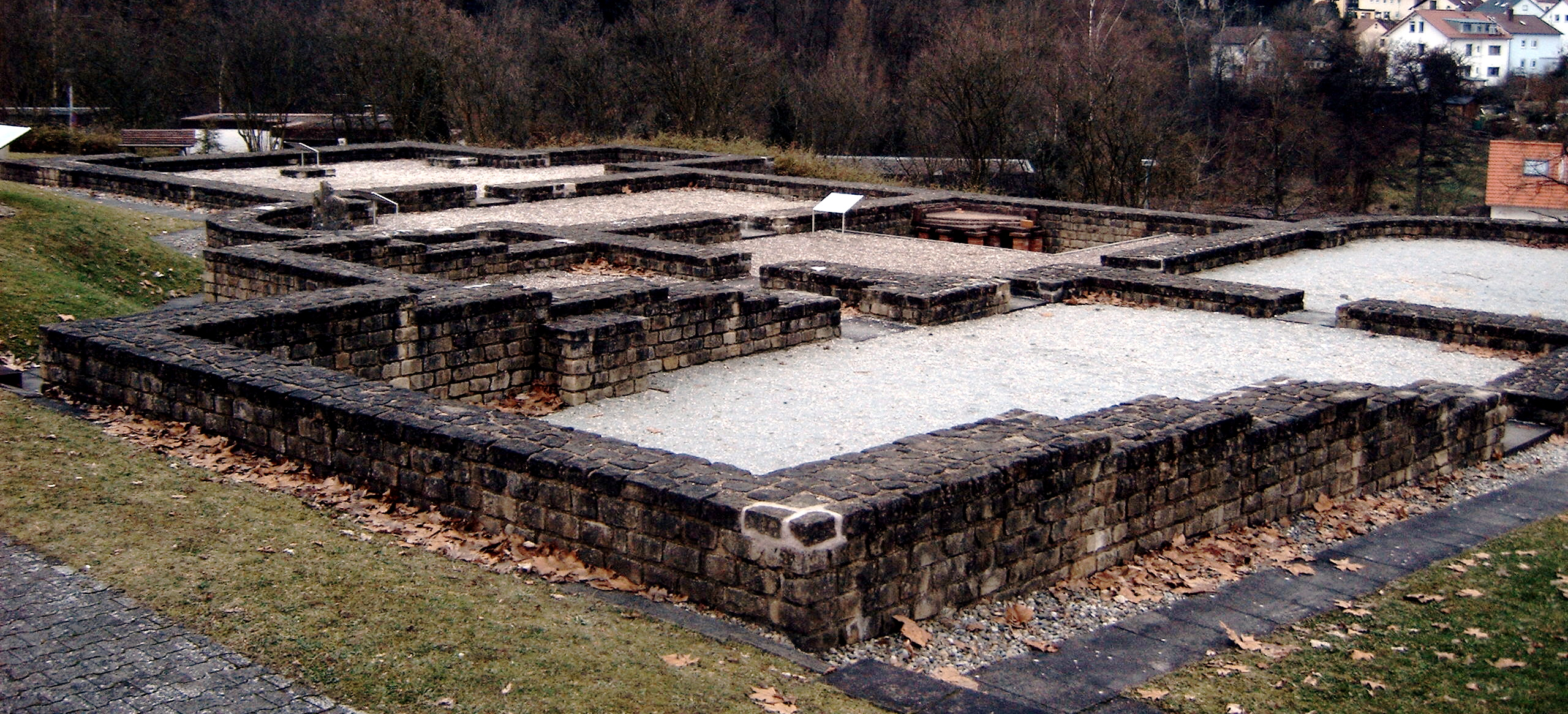
Ausgrabungen des römischen Kastellbads im Jahr 2008 nach der grundlegenden Sanierung von 1999

Die Ausgrabungen des Kastells Schirenhof in der Weststadt, das General Eduard von Kallee als römisches Kastell zur Verteidigung des Rätischen Limes erkannte, wurden 2005 zum UNESCO-Weltkulturerbe erhoben. Rund 100 Meter westlich des Kastells liegt unmittelbar über dem Steilabfall einer Hangkante ein mit einer aufwendigen Hypokaust-Fußbodenheizung versehenes Kastellbad.
Daneben gab es noch drei weitere Kleinkastelle auf Gmünder Boden. Das Kleinkastell Freimühle, ebenfalls in der Weststadt an der Remsbahn, besaß auch ein Kastellbad und lag an der Grenze der römischen Provinzen Germania superior (Obergermanien) und Raetia (Rätien). Das Kleinkastell Kleindeinbach lag beim gleichnamigen Ortsteil, das Kleinkastell Hintere Orthalde im Schießtal beim Werk 2 der Robert Bosch Automotive Steering (früher ZF-Lenksysteme).

### Kirchen und Klöster
Eines der Wahrzeichen Schwäbisch Gmünds ist das Heilig-Kreuz-Münster, das im 14. Jahrhundert von Heinrich Parler aus der bekannten Baumeisterfamilie Parler im gotischen Stil entworfen wurde. Die größte Hallenkirche Süddeutschlands prägt das Stadtbild unter anderem wegen ihrer Größe. Zum Münster, das bis 1803 auch Stiftskirche war, gehören am Münsterplatz viele weitere Gebäude, wie beispielsweise die barocke Münsterbauhütte, das Münsterpfarrhaus oder das im Rokoko erbaute Kapitelshaus. Besondere Aufmerksamkeit zieht am Münsterplatz neben den Kirchen und der Mariensäule von 1693 auch der Glockenturm des Münsters auf sich. Nach dem Einsturz der Türme des Münsters 1497 baute man ein romanisches Wohnhaus zu einem Glockenturm um. Ebenfalls am Münsterplatz befindet sich das ehemalige Augustinerkloster, das mit dem Palais Debler, einem großen Patrizierhaus, das Finanzamt Schwäbisch Gmünd beherbergt. Die barockisierte Augustinerkirche dient als evangelische Stadtpfarrkirche.
Ein weiteres beliebtes Fotomotiv und Wahrzeichen der Stadt ist die 1225 erstmals erwähnte, romanische Johanniskirche mit ihrem romanischen Glockenturm, einem der ersten Vertreter dieser Bauweise. Beim Bau traten Konstruktionsfehler auf, deshalb hat der Turm eine Schrägstellung von einem Meter. Nach der Gründungssage habe Agnes von Waiblingen die Kirche als Zeichen des Danks für den wiedergefundenen Ehering gestiftet.
In der Nachbarschaft der Johanniskirche befindet sich der Prediger, ein ehemaliges Dominikanerkloster, das als Kulturzentrum dient.
Das ehemalige Franziskanerkloster wird als katholisches Verwaltungs- und Gemeindezentrum genutzt. Die dazugehörige Klosterkirche, die heutige katholische Pfarrkirche St. Franziskus, ist für ihren Zimmermann-Hochaltar und die Wannenmacher-Fresken bekannt. Wannenmacher malte außerdem die St.-Katharinen-Kapelle des ehemaligen Siechenspitals, die im Kern aus dem 14. Jahrhundert stammt, aus und gestaltete die Fassade der Mohrenapotheke am Marktplatz.
Über der Altstadt befindet sich der Wallfahrtskomplex St. Salvator am Nepperstein. Er besteht aus Kreuzweg, Kapellen und Kirche und wurde ab 1616 erbaut.
Das ehemalige Kloster Gotteszell etwas außerhalb der Altstadt wurde seit der Säkularisation als Strafanstalt benutzt und beherbergt jetzt eine Frauenjustizvollzugsanstalt. Die Klosterkirche Mariä Verkündigung ist als Anstaltskirche in Benutzung und deshalb für die Öffentlichkeit kaum zugänglich.
Weitere Kirchengebäude und Kapellen sind die 1345 erwähnte St.-Leonhards-Kirche auf dem Leonhards-Friedhof, die mehrmals verändert wurde, die Herrgottsruhkapelle von 1622, die 1791 erweitert wurde, die Josephskapelle, eine 1677/1678 erbaute Nachbildung der Herrgottsruhkapelle und die von der Patrizierfamilie Debler gestiftete Dreifaltigkeitskapelle. Neuere Kirchen sind St. Peter und Paul in der Hardt-Siedlung (erbaut 1958), die Kirche St. Michael (erbaut 1968) und die Kirche St. Pius von 1967 sowie die evangelische Friedenskirche von 1961.

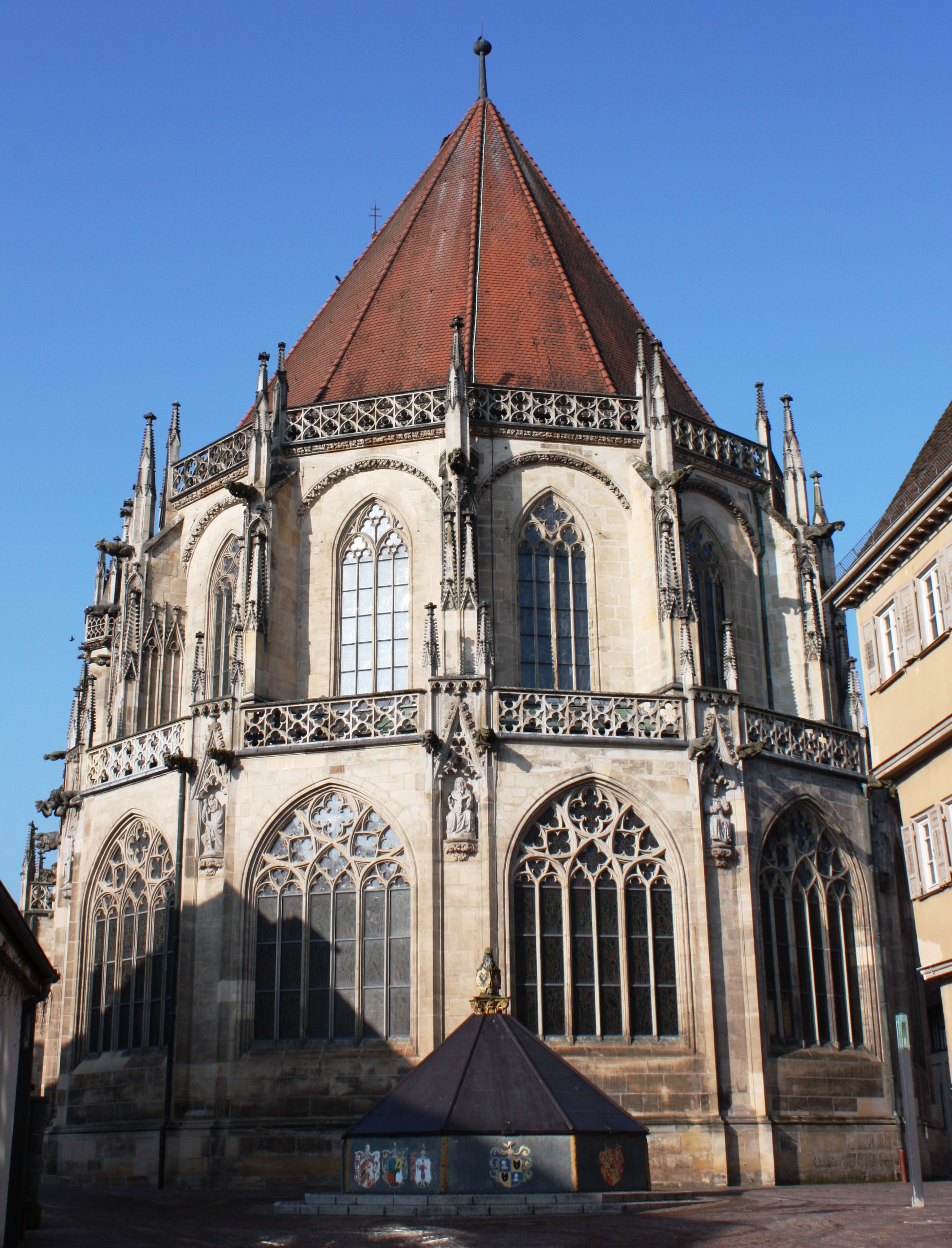
Parlerbau Gmünder Münster
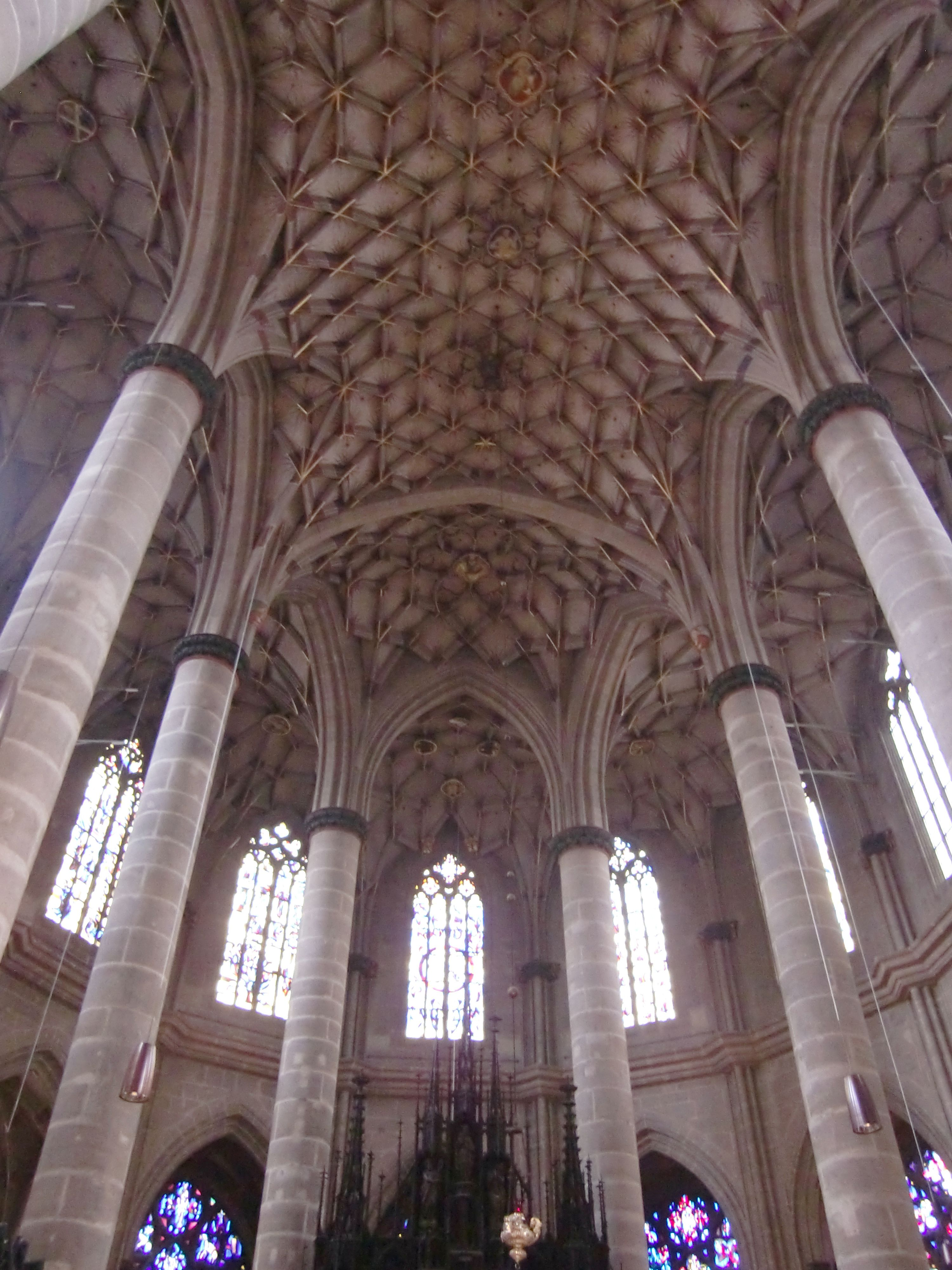
Hallenchor im Gmünder Münster
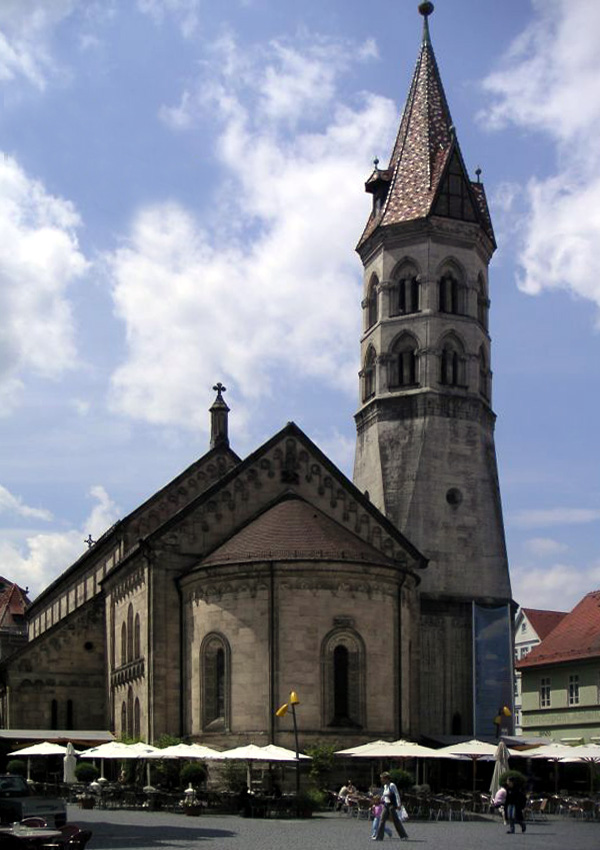
Spätromanische Johanniskirche
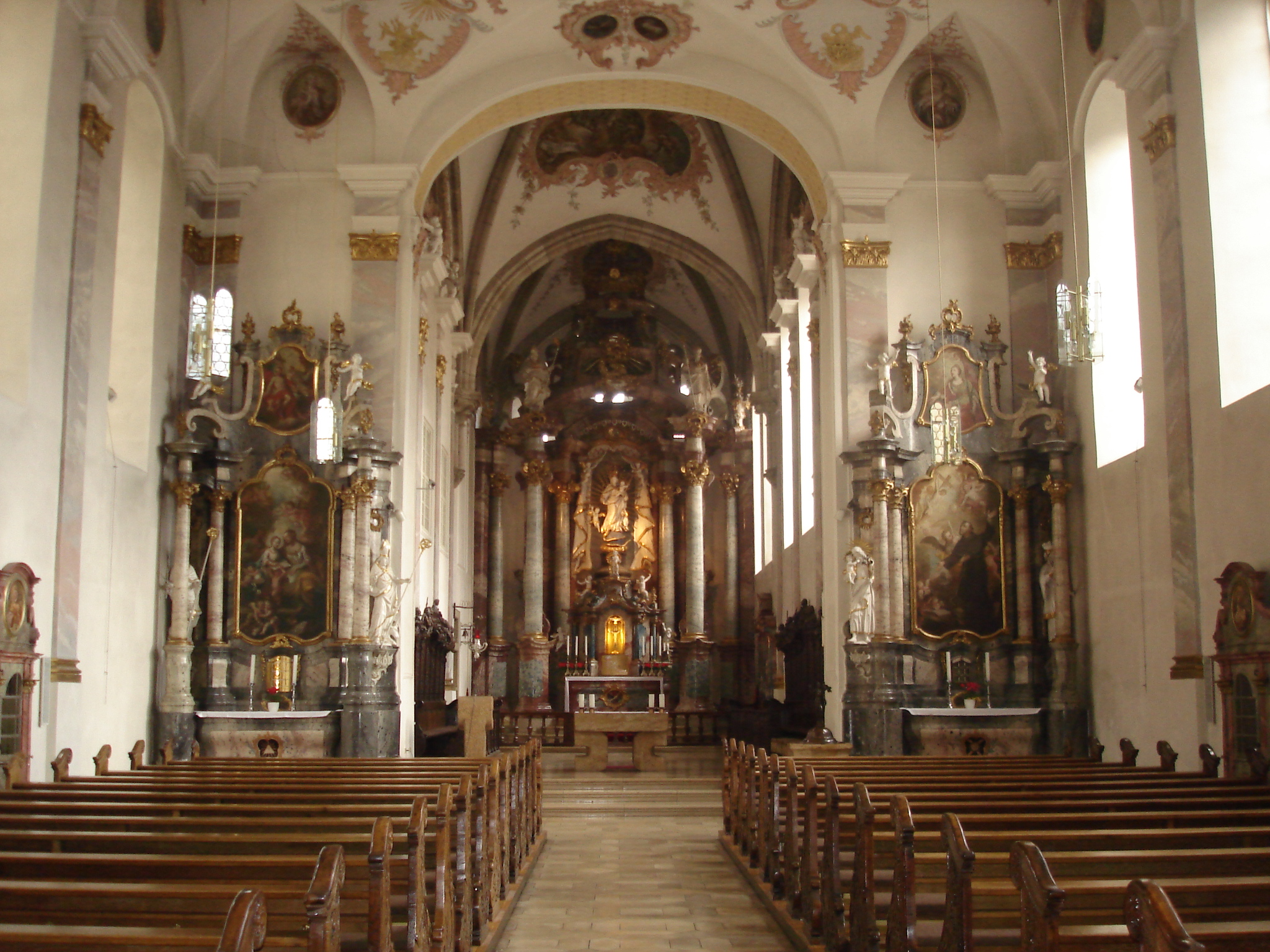
St. Franziskus
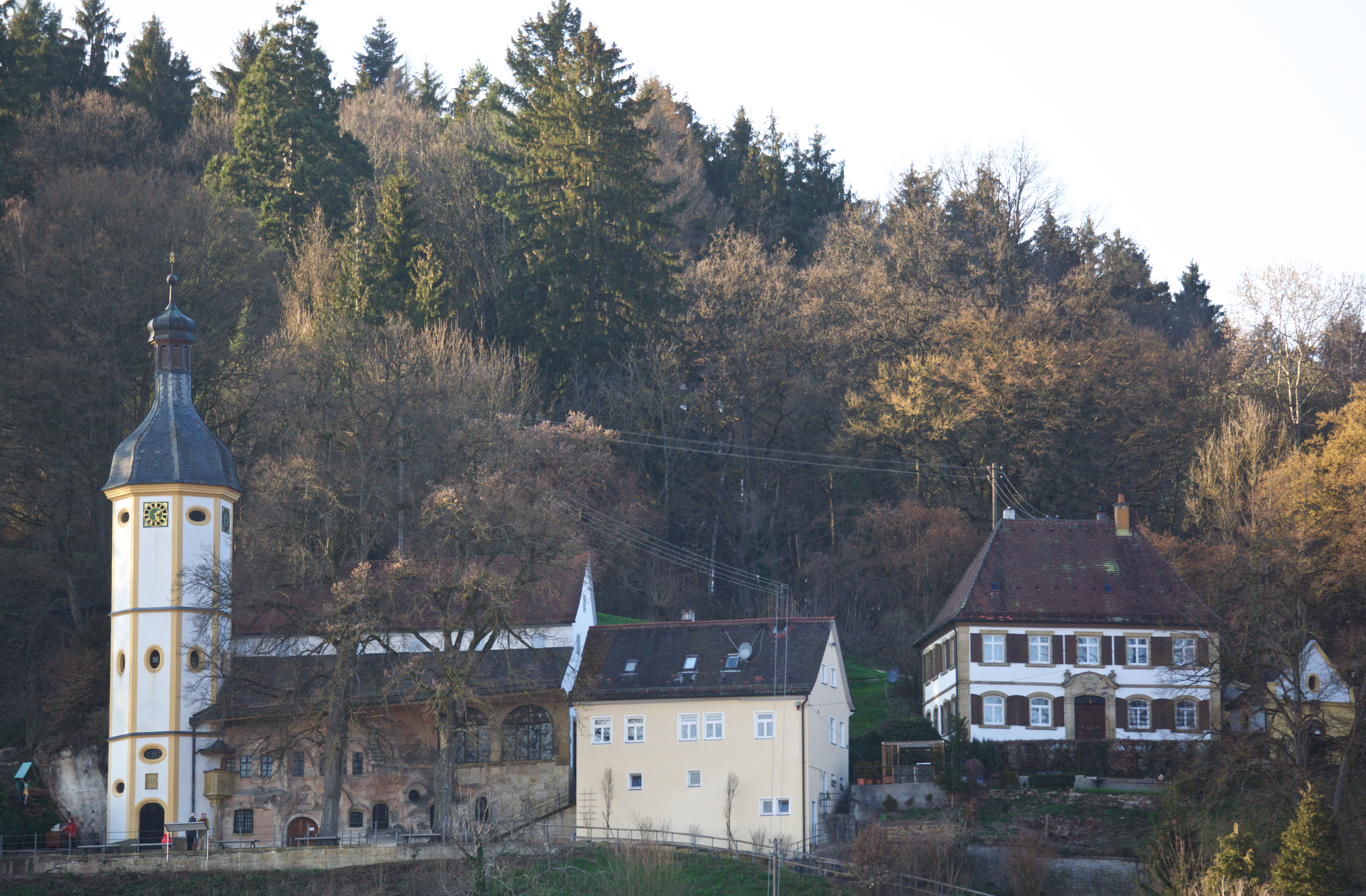
Wallfahrtskirche St. Salvator

### Weitere Bauwerke
Neben den kirchlichen Gebäuden prägen auch viele Profanbauten die Altstadt. Besondere Beachtung findet der historische Marktplatz. Eines der ältesten Häuser am Marktplatz ist die Grät. Dieses große Fachwerkhaus diente bereits als Rathaus, Schultheißensitz und Kaufhaus.
Das Neue Rathaus von 1760 war ein Patrizierhaus, welches 1783 bis 1785 vom Stadtbaumeister Johann Michael Keller zum Rathaus umgebaut wurde. Am anderen Ende des Marktplatzes befindet sich das ehemalige Spital zum Heiligen Geist mit seinem großen mittelalterlichen Amtshaus, welches heute als Stadtbibliothek dient. Neben den Ämtern ist bis heute im Spital ein Seniorenheim untergebracht, welches auch die mittelalterliche Spitalmühle im Innenhof des Spitals nützt.
Ebenfalls auf dem Marktplatz befindet sich der Marienbrunnen mit der Doppelstatue der Madonna im Strahlenkranz von 1686. Der Brunnentrog von 1776 zeigt zehn Wappen von Gmünder Patrizierfamilien.
Ein weiteres herausragendes Fachwerkhaus neben der Grät und dem Amtshaus im Spital ist das Kornhaus, am Kornhausplatz, welches 1507 als Fruchtschranne der Reichsstadt erbaut wurde sowie die Rechbergsche Scheuer im Osten der Altstadt.
Eines der letzten erhaltenen Renaissancegebäude der Stadt ist das Schwur- und Magistratshaus in der Nachbarschaft des ehemaligen Franziskanerklosters, das heute als Musikschule dient. Die Fuggerei hat ihre Wurzeln im Mittelalter, wurde aber nach einem Brand 1985 größtenteils neu aufgebaut.
Auch von der Stadtbefestigung sind noch Teile erhalten. Bis auf Ausnahmen wurden die innere und die äußere Stadtmauer selbst zwar abgebrochen, aber sechs der ehemals 23 Türme der äußeren Stadtmauer sind noch vorhanden, so der Königsturm im Süden der Stadt, er ist an bestimmten Tagen begehbar, der Fünfknopfturm im Westen, er war bis 2003 noch bewohnt, der Faulturm im Norden, er wird von den Pfadfindern genutzt. Die restlichen drei Türme befinden sich im Osten der Altstadt: der Schmiedturm, der ebenfalls zugänglich ist, der Wasserturm der von der studentischen Jugend genutzt wird, und der Rinderbachertorturm.
Das 2014 fertiggestellte Gebäude des Forum Gold und Silber ist als „Schweizer Schief-Käse“ zu einem neuen Wahrzeichen der Stadt geworden.
An den „16 Stationen“, dem Architekturprojekt der Remstal-Gartenschau 2019, beteiligte sich Schwäbisch Gmünd mit dem dreistöckigen
 „Lindenturm“, einem Aussichtsturm auf dem Lindenfirst, der um eine alte Linde gebaut wurde.

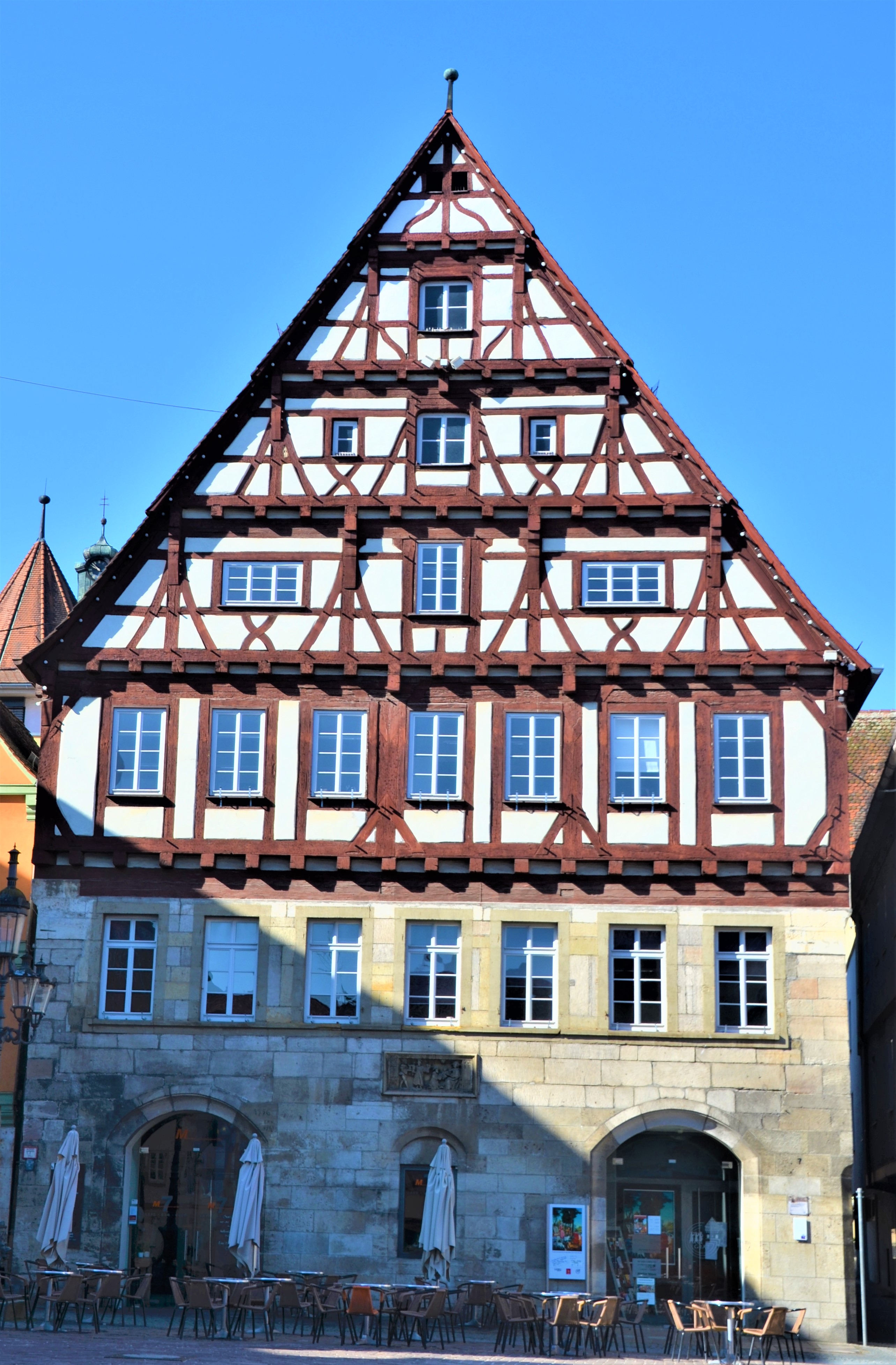
Grät
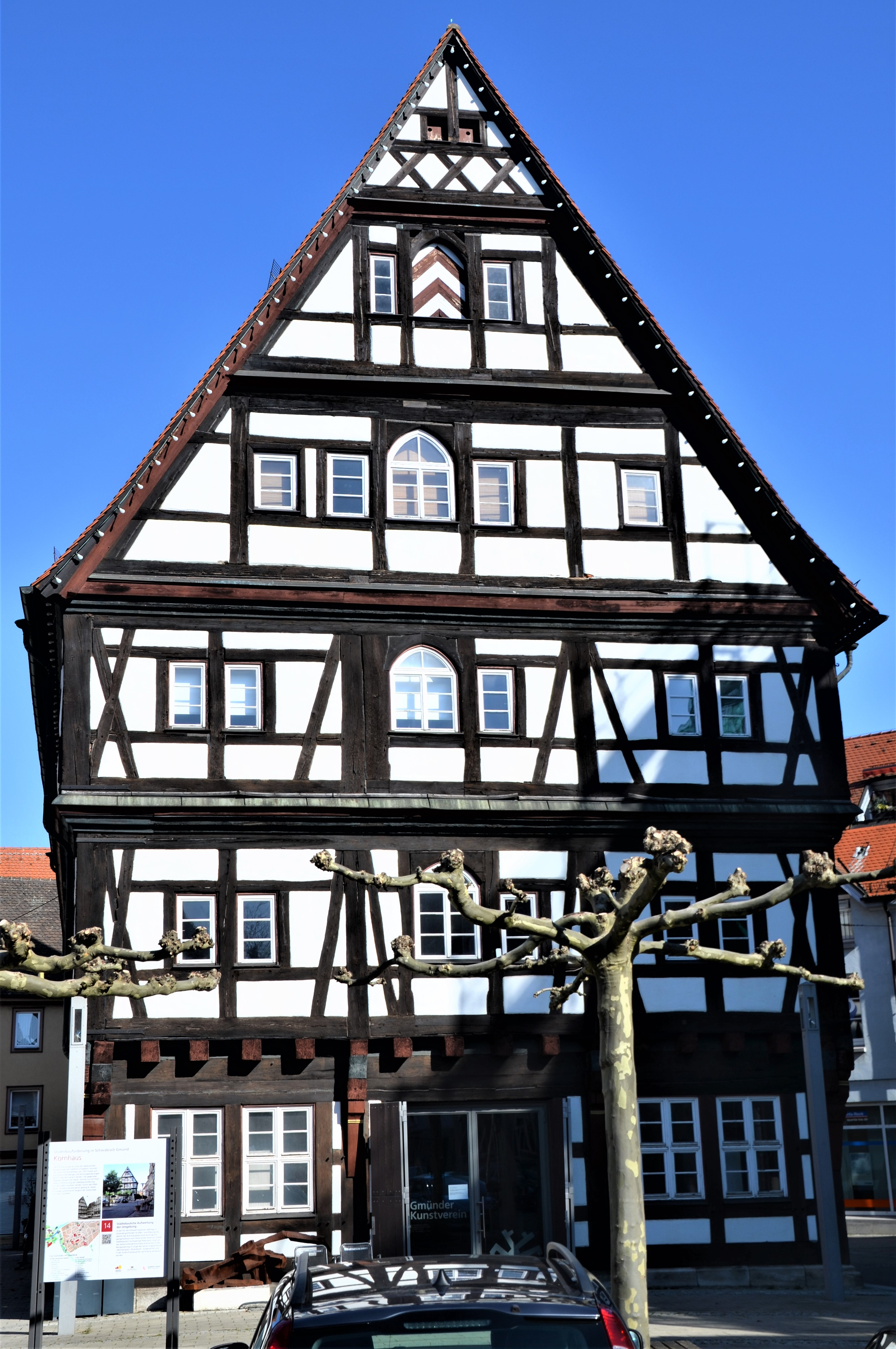
Kornhaus
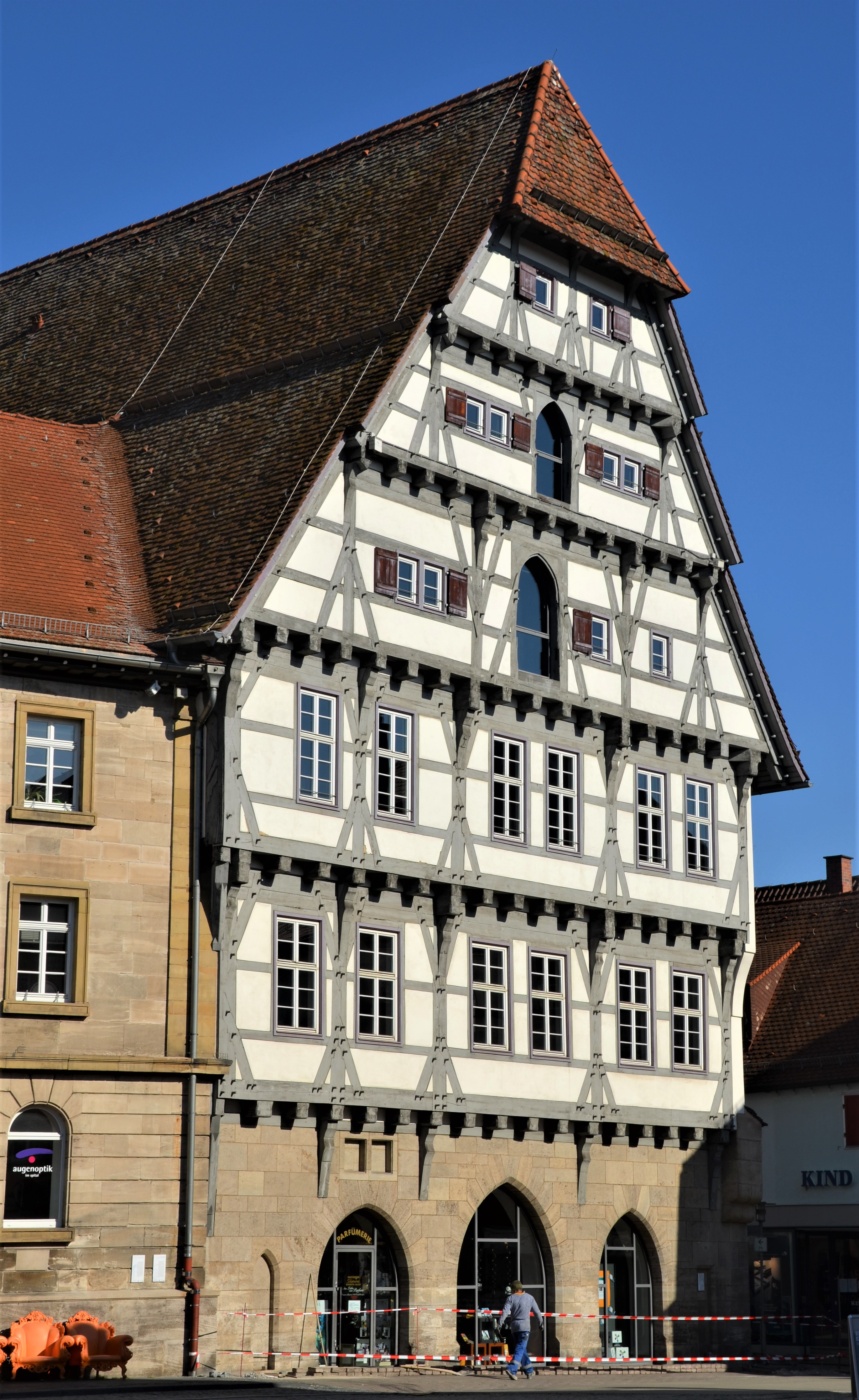
Ehemaliges Amtshaus im Spital zum Heiligen Geist
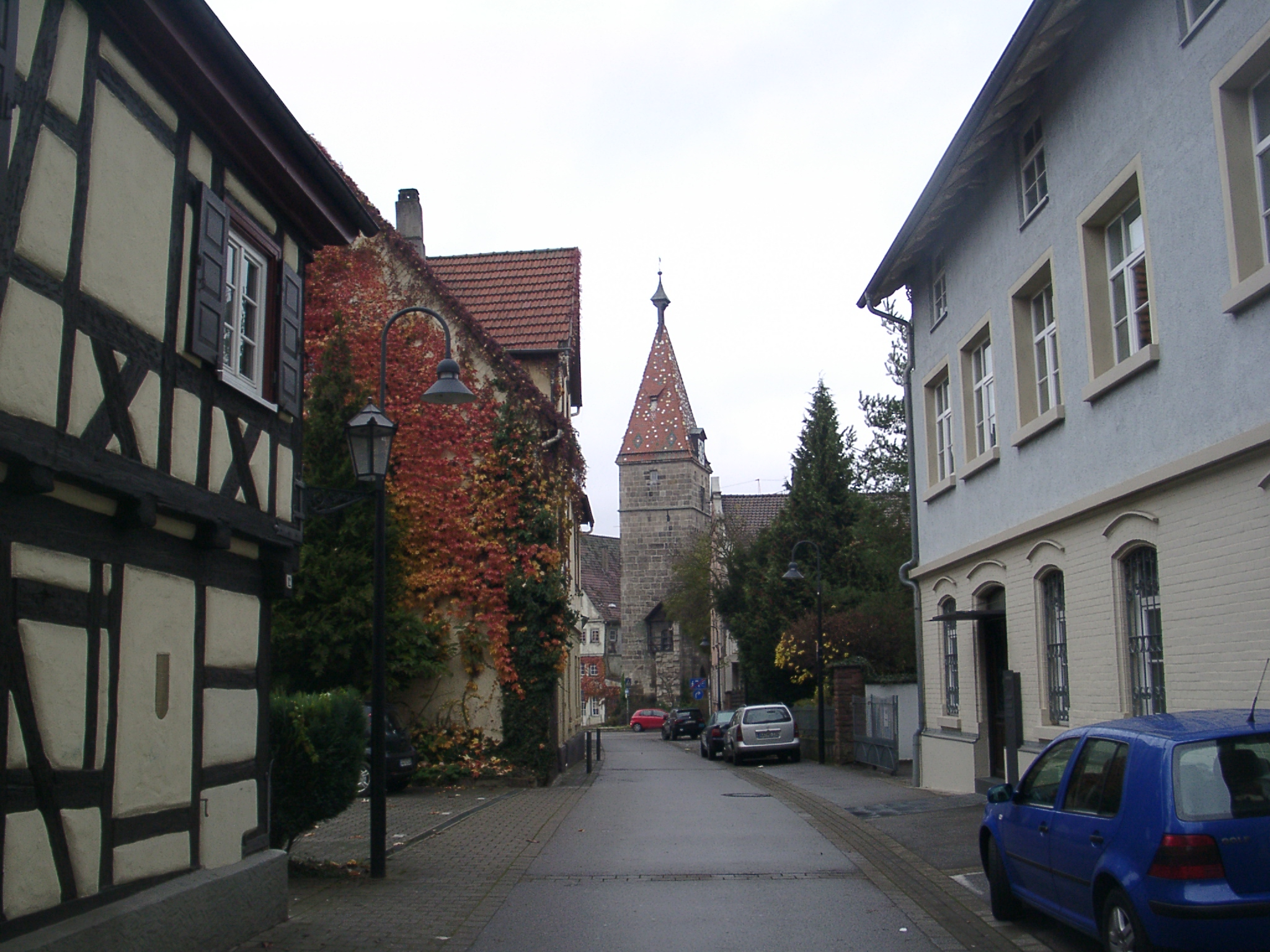
Schmiedturm
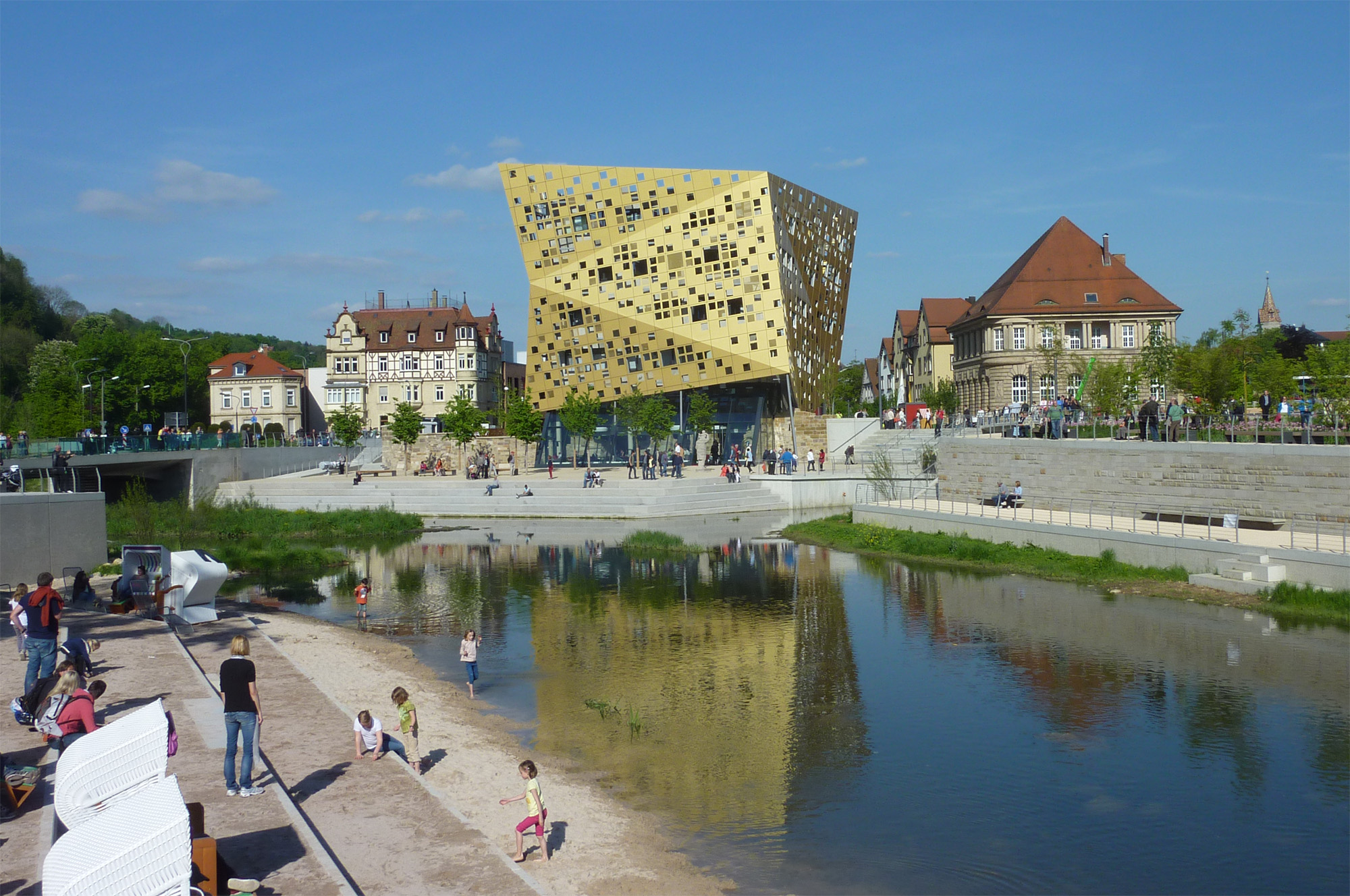
Forum Gold & Silber
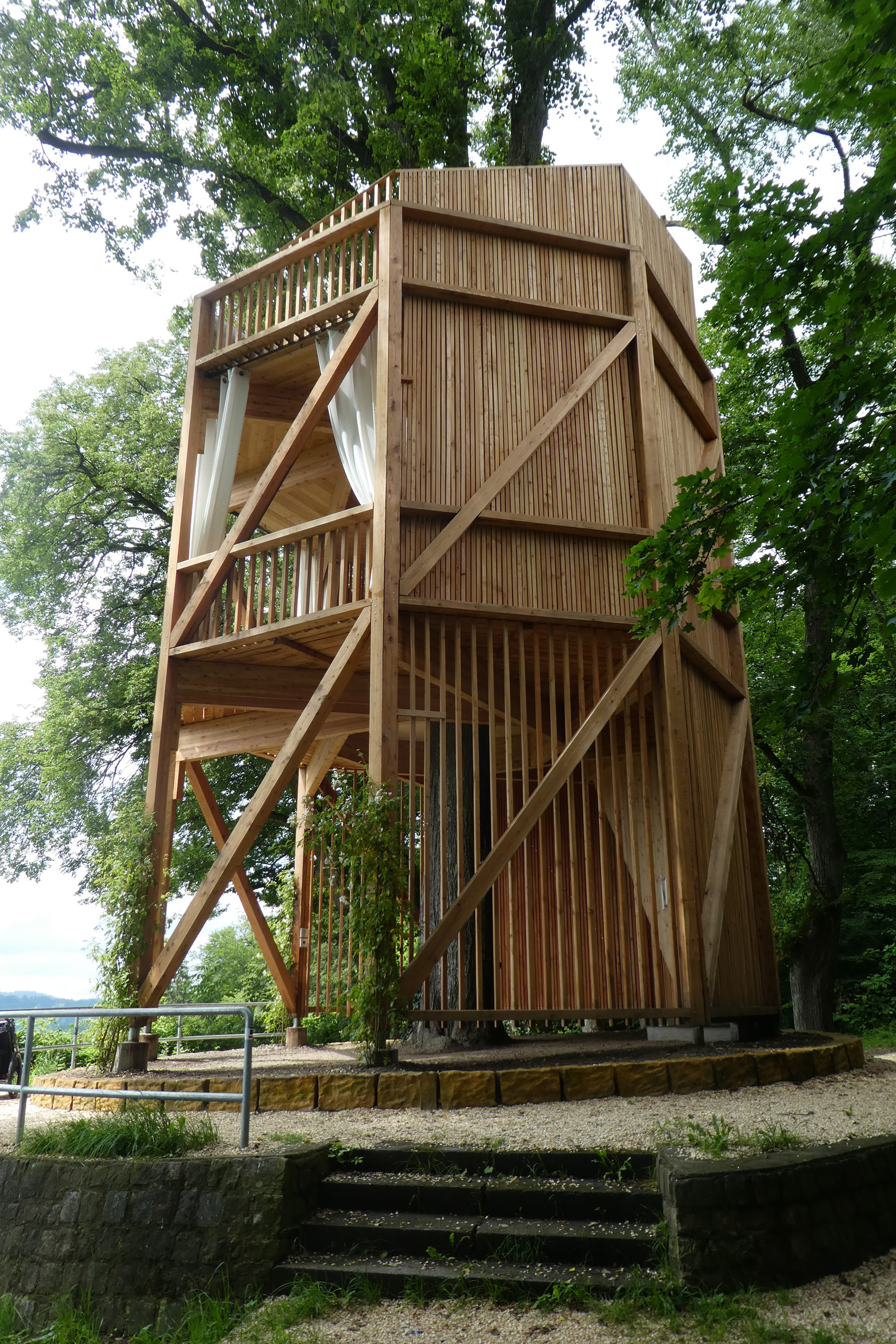
Lindenturm

### Parks
Schwäbisch Gmünd verfügt neben mehreren kleineren Grünanlagen über zwei größere. Der Stadtgarten ist ein Park am nordwestlichen Rand der Altstadt, der 1780 als Lustgarten mit dem Rokokoschlösschen von einem Edlen von Pfeilhalden errichtet wurde und seit 1898 der Stadt Schwäbisch Gmünd gehört. Außerdem befindet sich das Congress Centrum Stadtgarten Schwäbisch Gmünd (CCS) im Stadtgarten. Die zweite größere Grünanlage ist die Grabenallee. Sie zieht sich entlang des Josefsbachs, der dort als Graben angelegt ist.
Mit der Ausrichtung der Landesgartenschau 2014, die direkt in der Stadt stattfand, wurden die Grünanlagen umfangreich umgestaltet und erweitert. Dabei kam es auch zu größeren städtebaulichen Veränderungen.

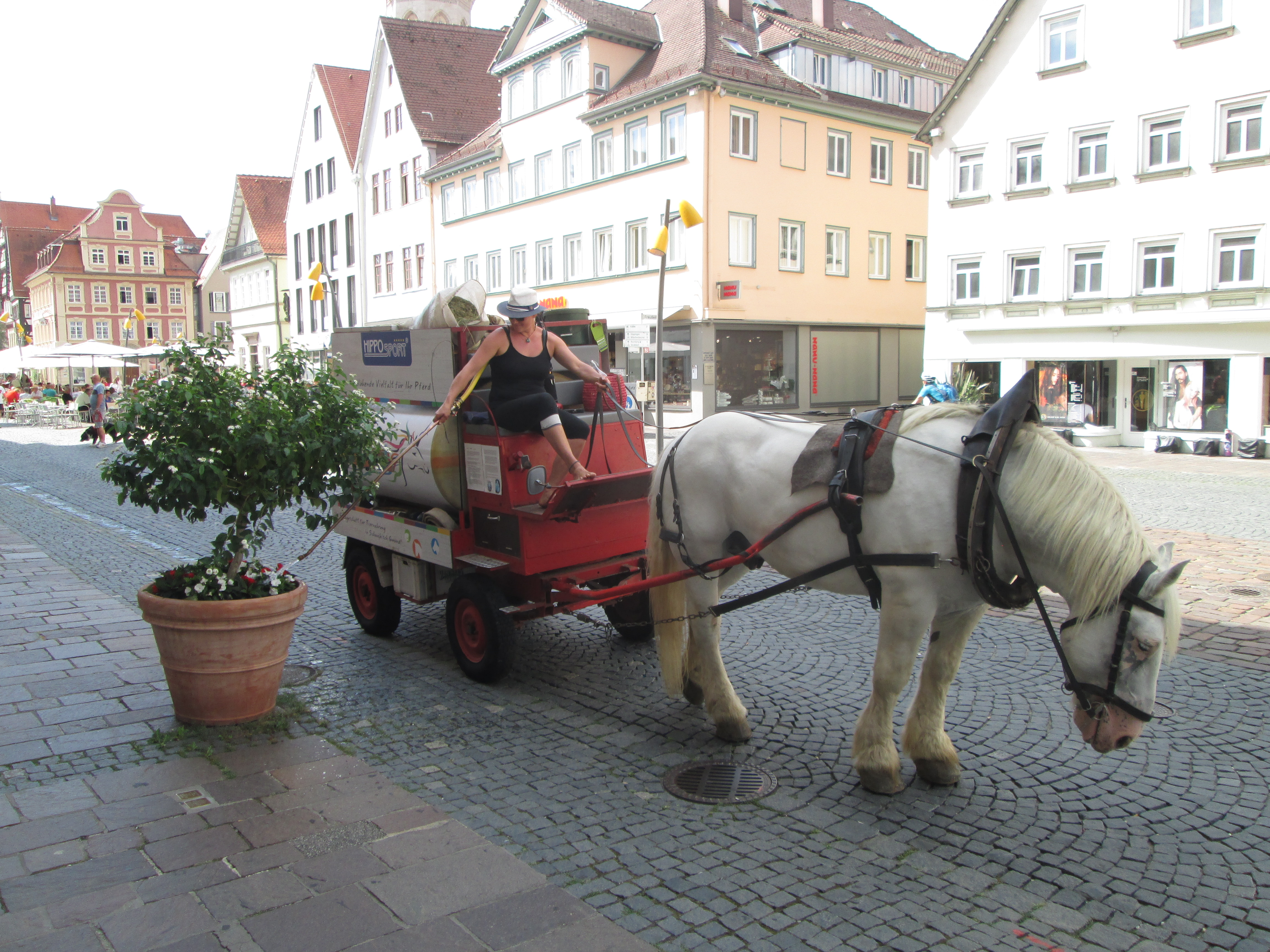
Fuhrwerk zur Pflanzenbewässerung

Die städtischen Pflanzen in der Innenstadt, rund 160 Pflanzenkübel, werden seit 1992 von einem Pferdefuhrwerk mit Wassertank bewässert.

## Sport und Freizeit

### Sportstätten
Am westlichen Rand der Innenstadt befindet sich ein Sportzentrum, bestehend aus einem Hallenbad, einer Großsporthalle, sowie Rasen- und Kunstrasenplätzen und Leichtathletikanlagen.
Im Schießtal befindet sich das Freibad mit See, das bis 2011 Gmünder Freibad oder umgangssprachlich Schießtalbad hieß. Da 1951 Bud Spencer unter seinem bürgerlichen Namen Carlo Pedersoli Teilnehmer eines internationalen Schwimmwettkampfs in diesem Freibad war und auf der Hundert-Meter-Strecke gewann, beschloss der Gemeinderat, das Bad nach Bud Spencer zu benennen. Ein weiteres Freibad befindet sich im Stadtteil Bettringen.
Direkt neben dem Bud-Spencer-Bad liegt zudem die Tennisanlage des TV Schwäbisch Gmünd mit 14 Sandplätzen.
Ebenfalls auf Stadtgebiet liegt ein Segelfluggelände auf dem Hornberg, das unter anderem von der Fliegergruppe Schwäbisch Gmünd e. V. unterhalten und genutzt wird.
Im Stadtteil Degenfeld befinden sich Sportanlagen für den örtlichen Skisprungverein, die auch als Stützpunkt für den Schwäbischen Skiverband dienen, sowie mehrere Skilifte.

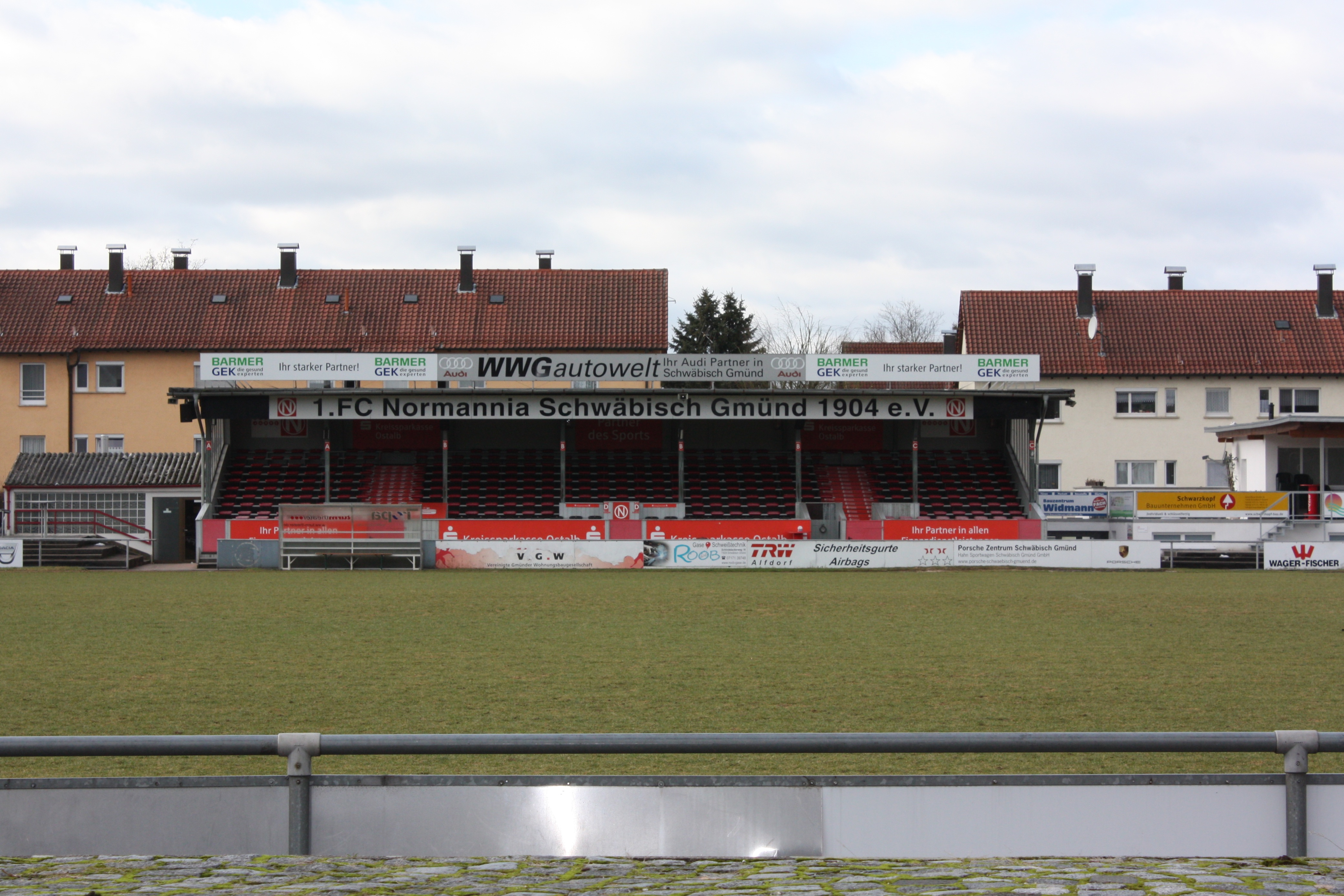
Die Tribüne des Jahnstadions in der Weststadt
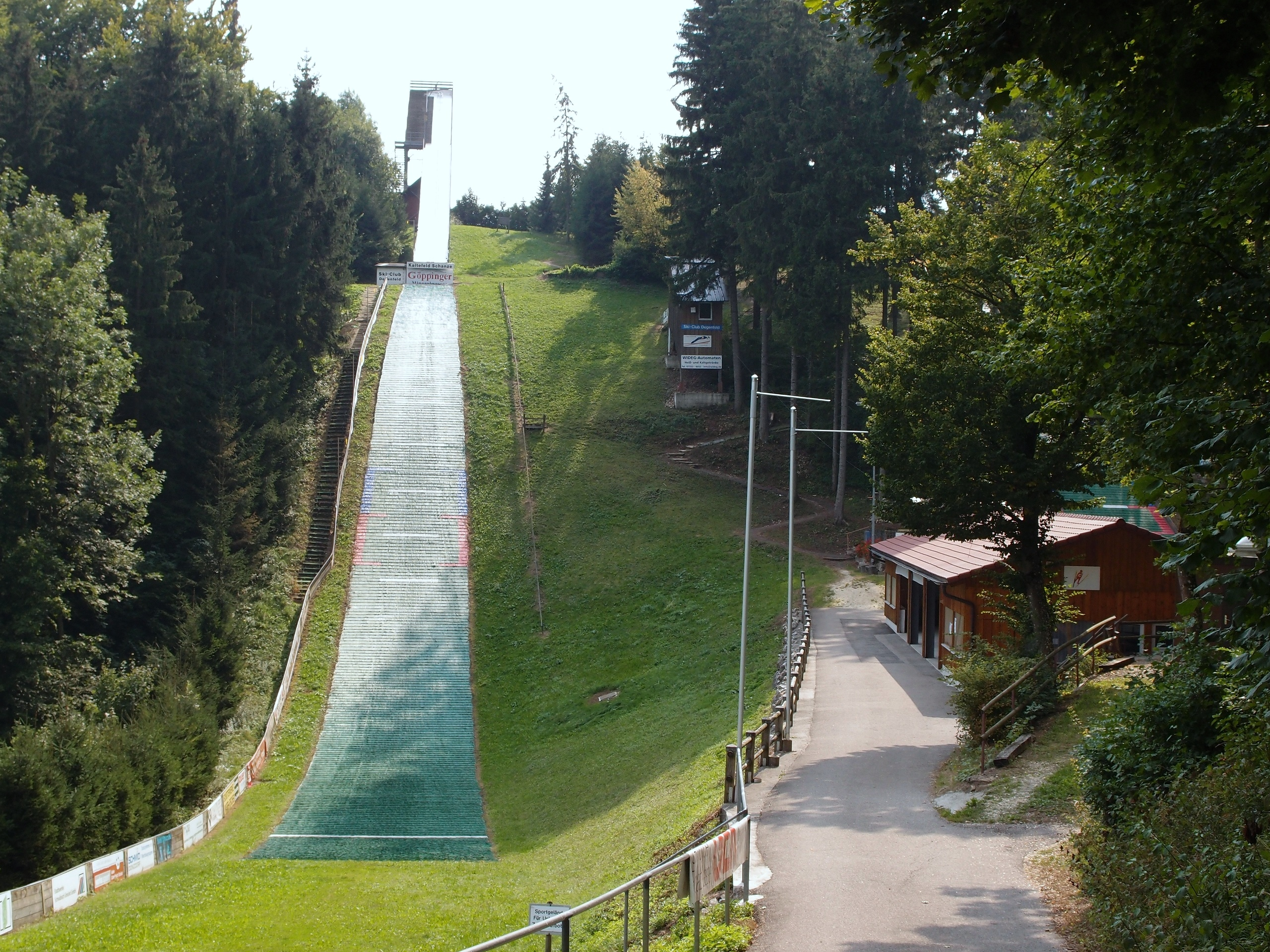
Schanze in Degenfeld
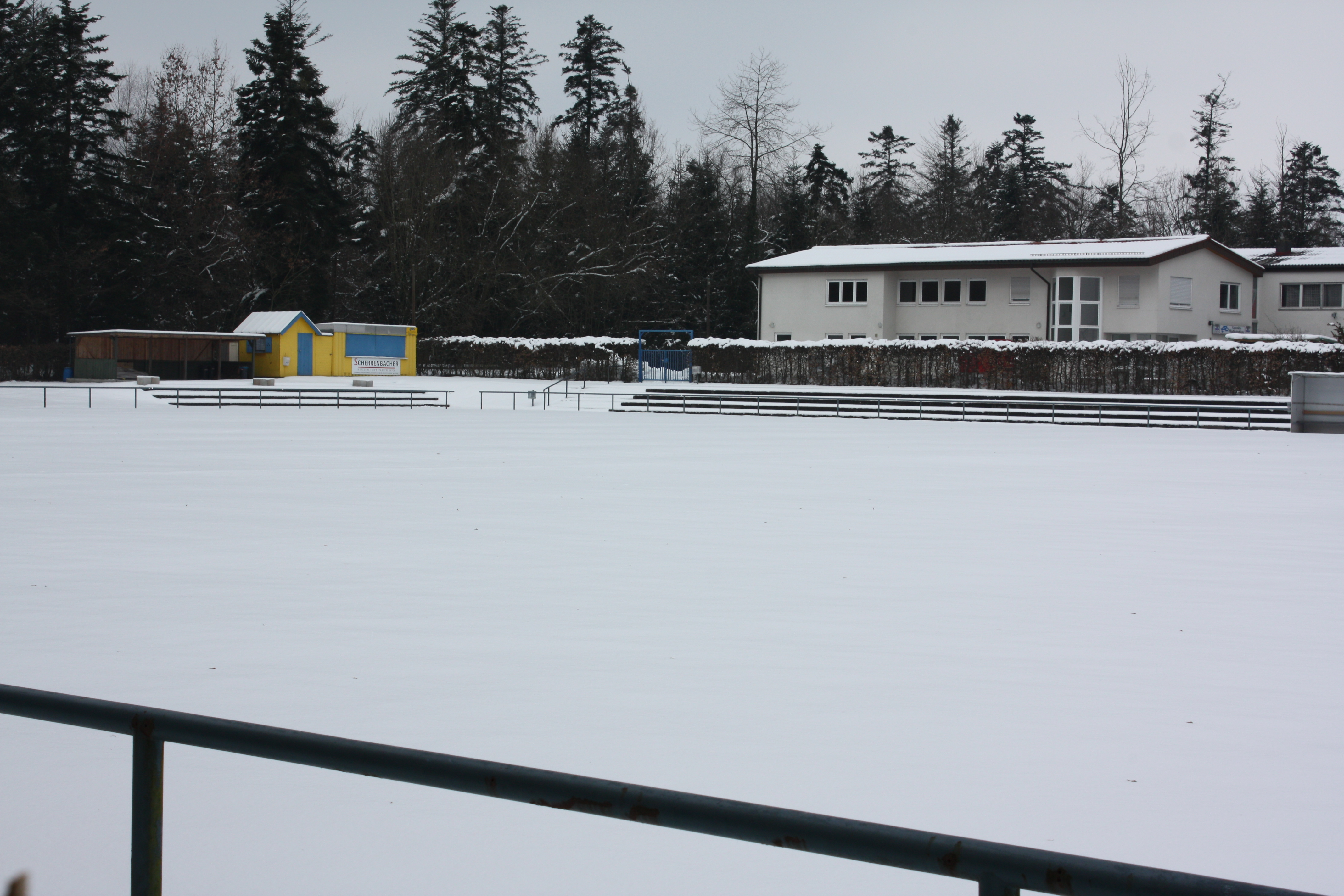
Waldstadion in Rehnenhof
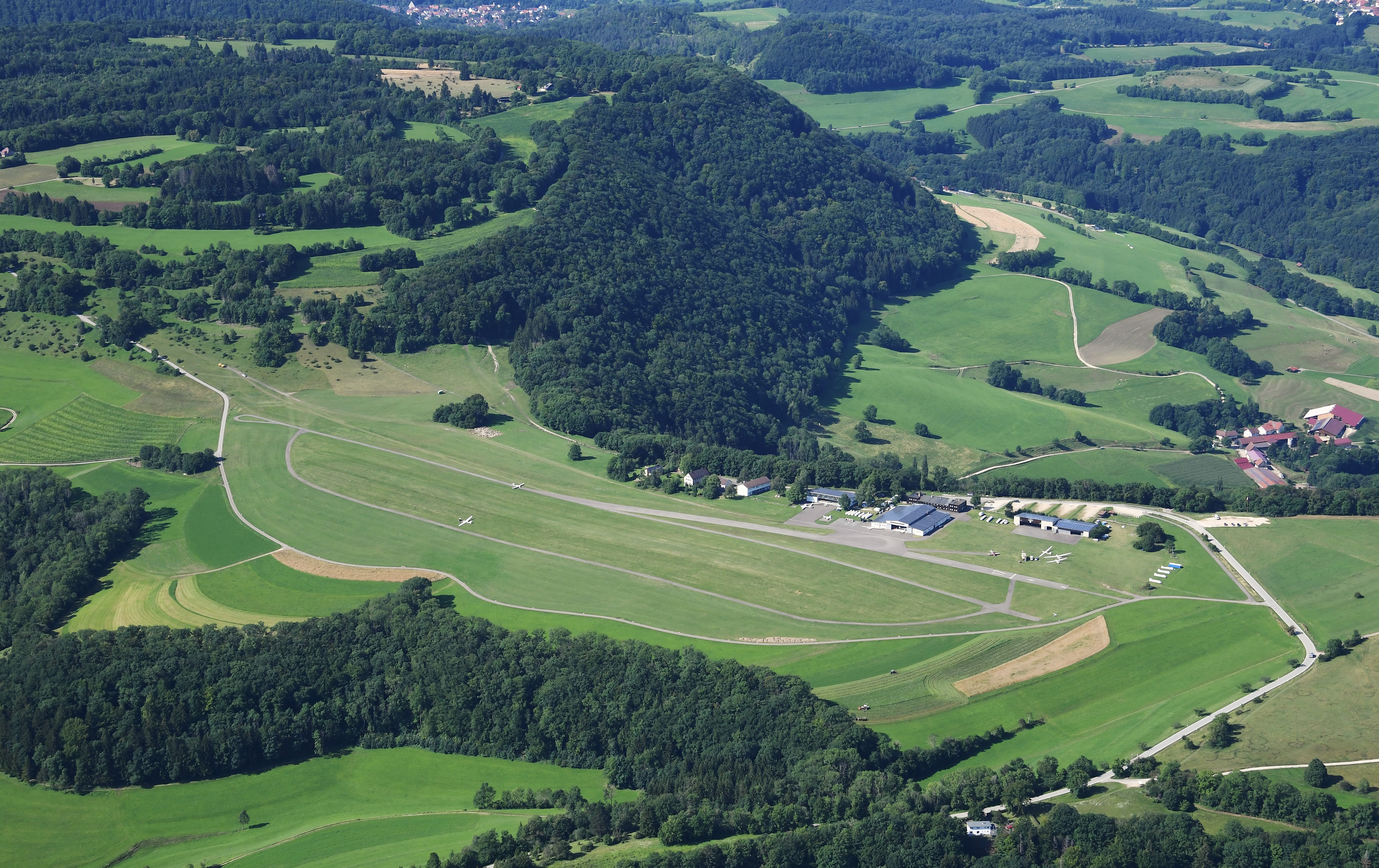
Segelflugplatz auf dem Hornberg

### Vereine
Die erste Herrenmannschaft des 1904 gegründeten Fußballvereins 1. FC Normannia Gmünd spielt seit 2023 wieder in der fünftklassigen Oberliga Baden-Württemberg, in der sie bereits von 2004 bis 2012 und 2018/19 angetreten war. Die Radball-Abteilung wurde mehrfach deutscher Meister.
Der höchstklassige Handballverein ist der TSB Schwäbisch Gmünd, dessen erste Mannschaft seit der Saison 2014/15 in der Oberliga Baden-Württemberg spielt.
Im Segelflugsport brachte die 1950 gegründete Fliegergruppe Schwäbisch Gmünd mehrere Welt-, Europa- und Mannschaftsmeister hervor und ist in der 1. Segelflug-Bundesliga vertreten. Letzte Erfolge waren der Platz 2 in der Mannschaftswertung der Deutschen Meisterschaft im Streckenflug 2021 sowie Platz 1 in der Mannschaftswertung der Deutschen Meisterschaft im Streckenflug 2020. 2017 wurde der Gmünder Segelflieger Freddy Hein Europameister der 15 m Klasse. Im gleichen Jahr erreichten zwei weitere Gmünder Segelflieger den 5. Platz der 20 m Doppelsitzerklasse bei der Weltmeisterschaft im tschechischen Hosin. Damit konnte Deutschland dort den Weltmeistertitel als Mannschaft gewinnen.
Der TV Wetzgau wurde 2013 Deutscher Meister im Kunstturnen.
Die weibliche Volleyballmannschaft der DJK Schwäbisch Gmünd ist als ehemaliger Regionalligist in der Oberliga Baden-Württemberg vertreten, die Damen der Tischtennisabteilung spielten in den 1970er Jahren in der Bundesliga.
Die Leichtathletikgemeinschaft Staufen wurde 1970 als Zusammenschluss der Leichtathletikabteilungen der TG Schwäbisch Gmünd und der TS Göppingen gegründet. Inzwischen wird die LG Staufen von den folgenden acht Vereinen getragen: TSB Schwäbisch Gmünd, Heidenheimer Sportbund, SG Bettringen, TV und FC Bargau, TV Bopfingen, TV Mögglingen und TSV Lorch.
Der TV Schwäbisch Gmünd ist ein Tennisverein, dessen erste Herren- und Damenmannschaften in der fünftklassigen Oberliga und dessen Herren-55-Mannschaft in der viertklassigen Württembergliga spielt.
Zu den ältesten Ortsgruppen im Schwäbischen Albverein zählt die 1889 gegründete Ortsgruppe Schwäbisch Gmünd. Der Gmünder Geschichtsverein widmet sich der Erforschung der Geschichte der Stadt Schwäbisch Gmünd und ihrer Region und veröffentlichte bis 1992 die Fortführung der Gmünder Heimatblätter. Gemessen an der Einwohnerzahl ist der Gmünder Kunstverein einer der größten Kunstvereine in Baden-Württemberg. Der Münsterbauverein Schwäbisch Gmünd bemüht sich um den Erhalt des Gmünder Münsters, aber auch dessen Filialkirchen, wie beispielsweise die Johanniskirche.

### Regelmäßige Veranstaltungen

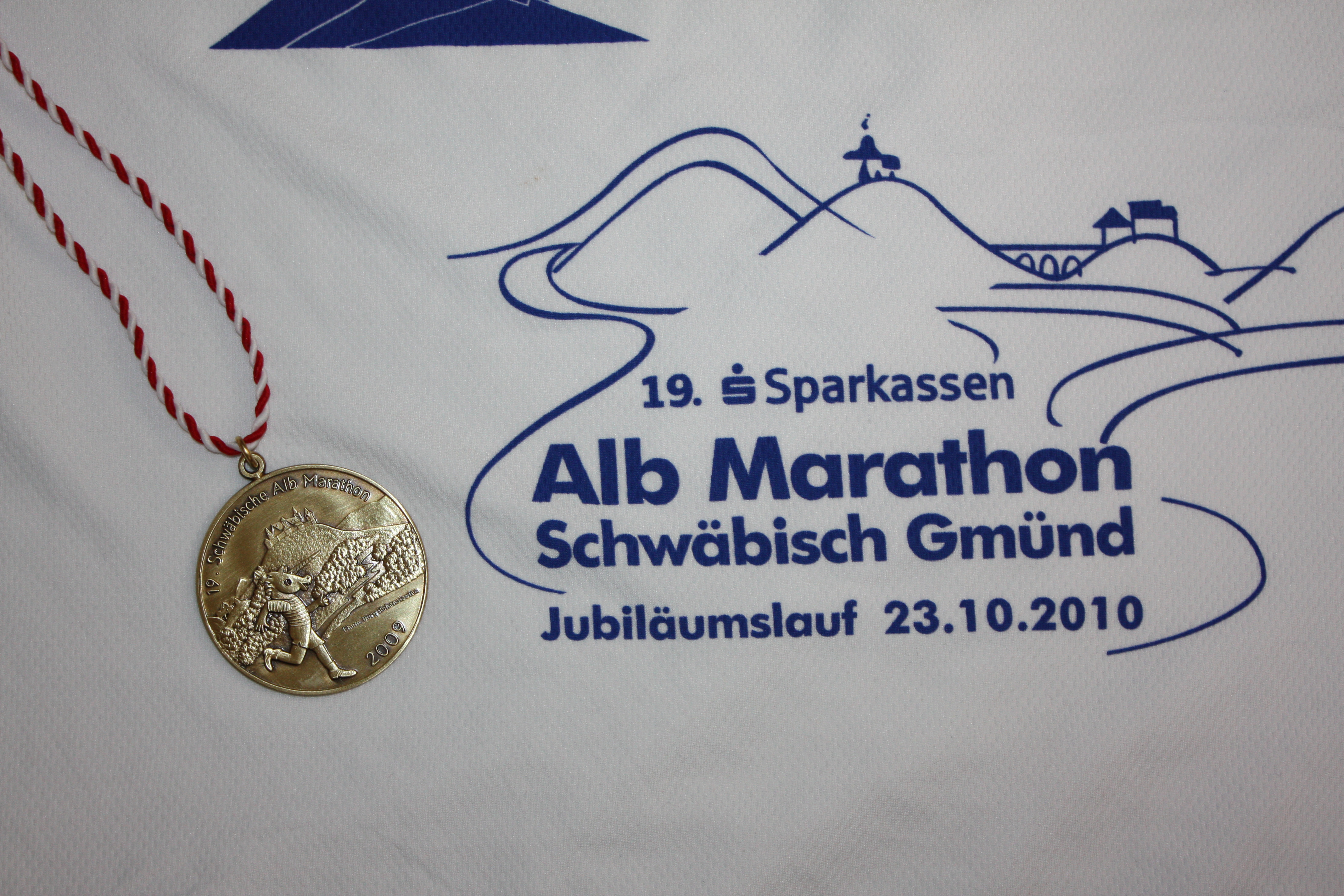
Logo Albmarathon

Neben den gewöhnlichen Veranstaltungen wie dem Maimarkt mit Krämermarkt im Stadtkern und Vergnügungspark auf dem Schießtalplatz, dem Stadtfest im Juni, dem Kirchweihmarkt – ebenfalls mit Krämermarkt im Stadtkern und Vergnügungspark auf dem Schießtalplatz – und dem Weihnachtsmarkt im Dezember ist Schwäbisch Gmünd Veranstaltungsort für viele regionale, aber auch internationale Veranstaltungen.
Die Gmender Fasnet ist ein fester Bestandteil des Gmünder Veranstaltungskalenders. Neben den vielen anderen Veranstaltungen der Gmender Fasnet hat der Faschingsumzug am Faschingsdienstag hohe Anziehungskraft. Der aus Motivwagen und traditionellen Fasnetsgruppen bestehende Faschingsumzug zählt jährlich zwischen 60.000 und 70.000 Besucher.
Seit 2003 findet der Gmünder Pferdetag an einem Sonntag im Frühjahr auf dem Markt- und Münsterplatz statt.
Seit 1988 gibt es außerdem das immer wiederkehrende Internationale Schattentheater Festival. Es zieht mehrere tausend Gäste an und entwickelte sich zum bedeutendsten Festival seiner Art in Deutschland.
Seit 1994 findet jährlich im März das Internationale Kinder-Kino-Festival (KiKiFe) statt, mit ausgewählten Produktionen des nationalen und internationalen Kinder- und Jugendfilms, ergänzt durch Workshops und Infoveranstaltungen.
Ende Oktober findet jedes Jahr die Veranstaltungsreihe Musik in Gmünder Kneipen statt. Etwa 40 Bands unterschiedlicher Musikrichtungen treten an einem Abend in den Kneipen auf.
Außer kulturellen Veranstaltungen hat Schwäbisch Gmünd auch sportliche Veranstaltungen im Veranstaltungskalender. Der prominenteste Vertreter ist der Albmarathon. Im Herbst ist Gmünd Start und Ziel des 50 Kilometer langen Laufes.
Im Stadtteil Hussenhofen findet im September das Sträublesfest statt.

#### Altersgenossenfeste

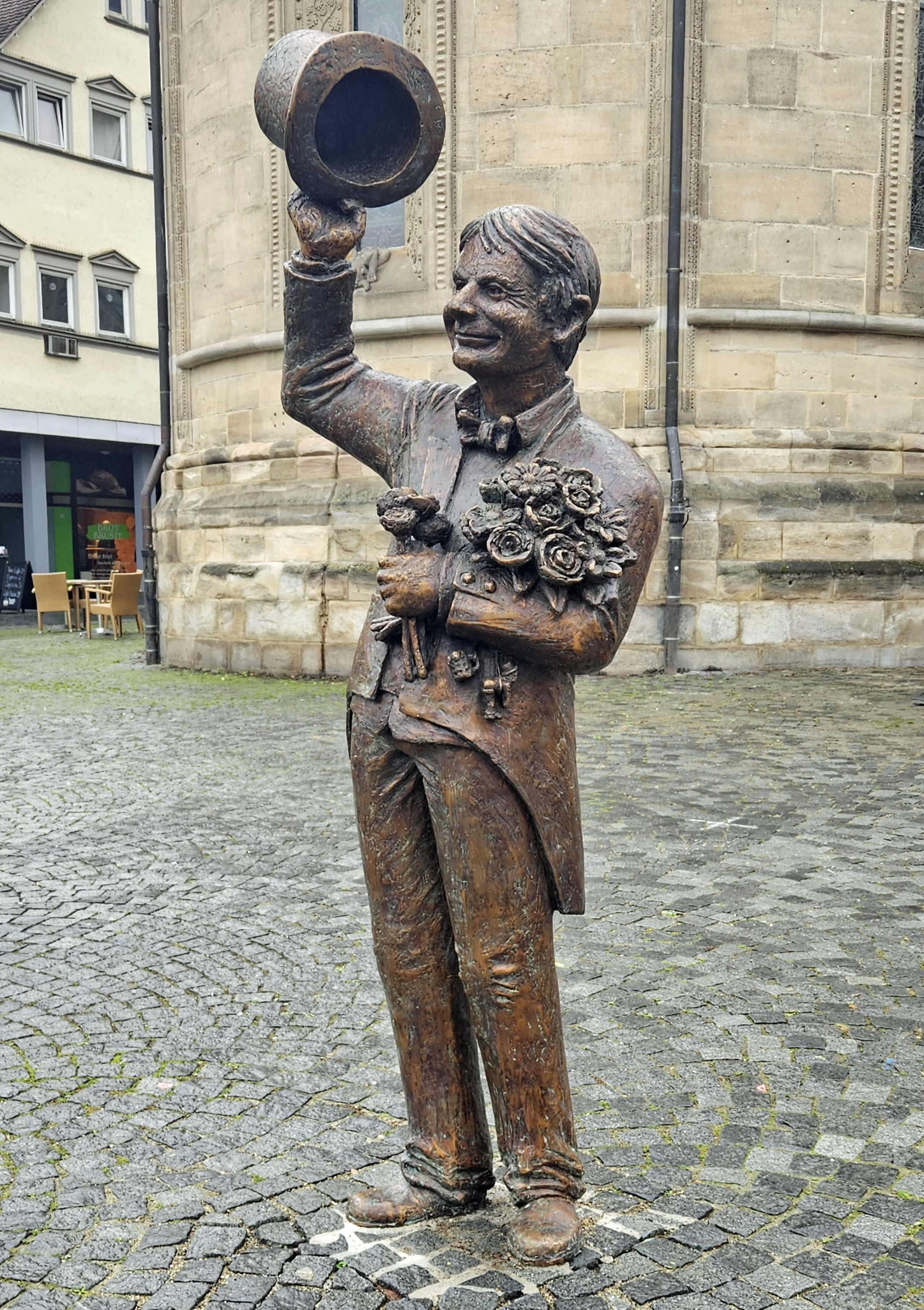
Andreas Futter: „Alois“, Bronze, Höhe 220 cm, 2024

Eine regionale Besonderheit sind die seit 1863 stattfindenden Jahrgangsfeste, die weltweit nur in Gmünd und der näheren Umgebung vorkommende Tradition der Zusammenkunft der Jahrgänge im Altersgenossenverein (AGV), die Nullen. Sie beginnen am zweiten Samstag im Juni, zusammen mit dem Stadtfest, mit dem 40er-Fest, jeweils eine Woche später folgen samstags die 50er, 60er, 70er und 80er.
Zuerst wird der Beginn des Umzuges mit drei lauten Kanonenschüssen vom Lindenfirst angekündigt.
Dann ziehen die Teilnehmer des entsprechenden Jahrgangs, die Herren in Frack und die Damen in individueller Eleganz, unter großer Anteilnahme der Bevölkerung durch den Stadtkern.
Der Höhepunkt des Straßenzuges findet auf dem Marktplatz vor der Johanniskirche statt: Es öffnet sich das oberste Fenster des Kirchturms, und drei Trompetenspieler blasen das Lied vom Alois an. Alle anwesenden Einheimischen singen mit. „Grüß de Gott, Alois“ und „zahl a Maß, Alois“ sowie „Leck mi am Arsch, Alois“; es ist ein Hinweis auf das Sparsame oder das Rebellische im Schwaben. Bei der letzten Strophe drehen sich die AGVler um zeigen dem Alois die Rückseite.
Die wenigsten Altersgenossenvereine sind eingetragene Vereine, sie haben aber einen im Jahre 1999 gegründeten eigenen AGV-Dachverband. Der Jahrgangsverein der 80er löst sich im Jahr seines letzten Umzuges auf.
2018 wurden die Altersgenossenfeste in Schwäbisch Gmünd in die Liste des Immateriellen UNESCO-Kulturerbes in Deutschland aufgenommen.
2024 wurde vor der Johanniskirche ein vom Gmünder Bildhauer Andreas Futter geschaffener lebensgroßer „Alois“ eingeweiht. Zu Weihnachtsmärkten wird die Bronzestatue vorübergehend entfernt.

#### Festival Europäische Kirchenmusik

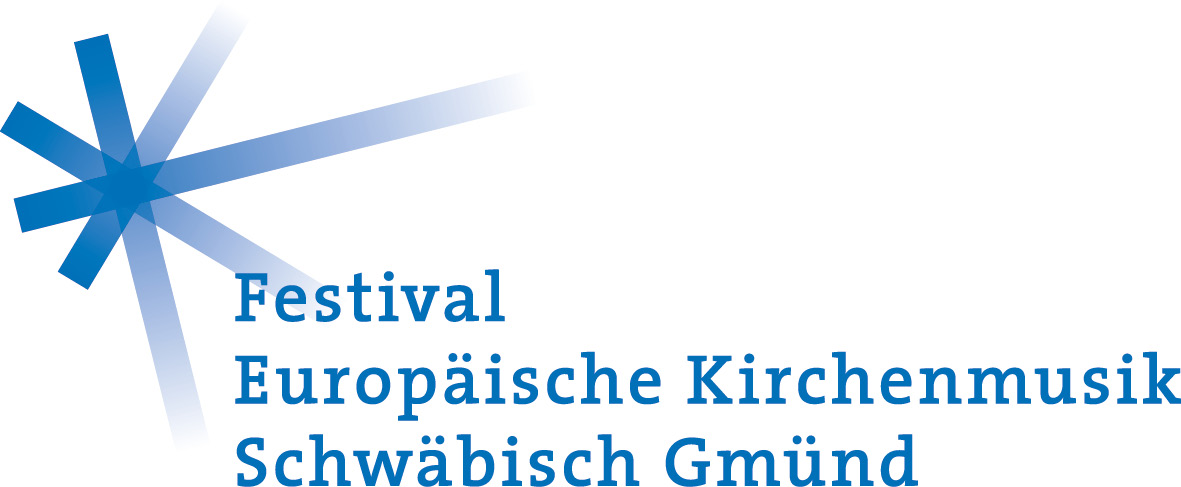
Aktuelles Logo ab 2017

Einen Namen in der internationalen Kirchenmusikszene machte sich Schwäbisch Gmünd mit dem Festival Europäische Kirchenmusik. Seit dem Jahr 1989 findet es jährlich im Juli und August statt. Mit über 15.000 Besuchern pro Saison erreicht das Festival eine Anziehungskraft weit über den süddeutschen Raum hinaus. Auf dem Programm steht ein musikalisches Repertoire vom Mittelalter bis zur Gegenwart. Neben internationalen Ensembles gastieren junge Nachwuchstalente. Hinzu kommen Wettbewerbe für Komposition geistlicher Musik und Orgelimprovisation, Auftragskompositionen und Uraufführungen. Die Stadt Schwäbisch Gmünd vergibt beim Festival seit 1999 jährlich den Preis der Europäischen Kirchenmusik an hochrangige Komponisten und Interpreten.

#### Internationales Guggentreffen
Jedes Jahr findet seit 1983 im Februar das Internationale Guggentreffen statt. Es gilt als größtes Guggenmusik-Treffen der Welt und zählt jährlich zwischen 60.000 und 100.000 Besucher. Guggenmusik-Gruppen mit jährlich insgesamt zwischen 800 und 1.000 Musikern aus Deutschland, Österreich, Liechtenstein, Großbritannien und der Schweiz treffen sich über ein Wochenende und ziehen durch die Stadt, um ihr Können zu präsentieren. Die Veranstaltung hat mehrere offizielle Teile. Am Samstag gegen Abend beginnt das Monsterkonzert, bei dem jede Gruppe auf Bühnen am Markt-, Johannis- und Münsterplatz eine Reihe von Stücken aufführt. Am Sonntag klingt die Veranstaltung beim Frühschoppen in der Gmünder Großsporthalle aus.

## Wirtschaft und Infrastruktur

### Verkehr

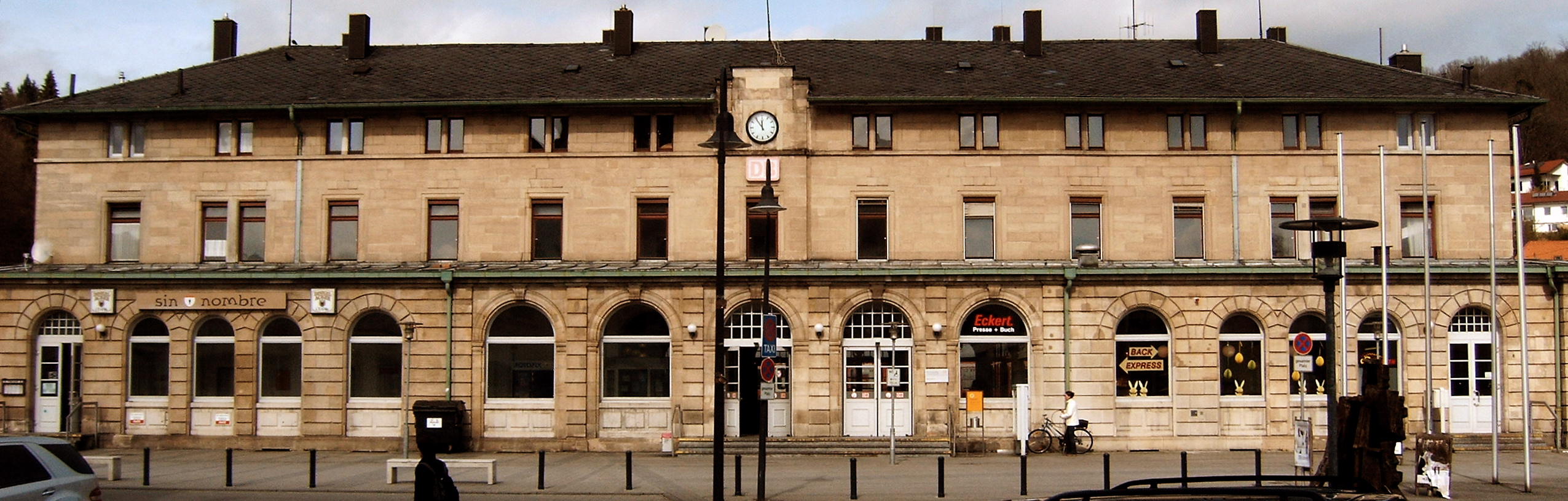
Der Bahnhof Schwäbisch Gmünd 2008

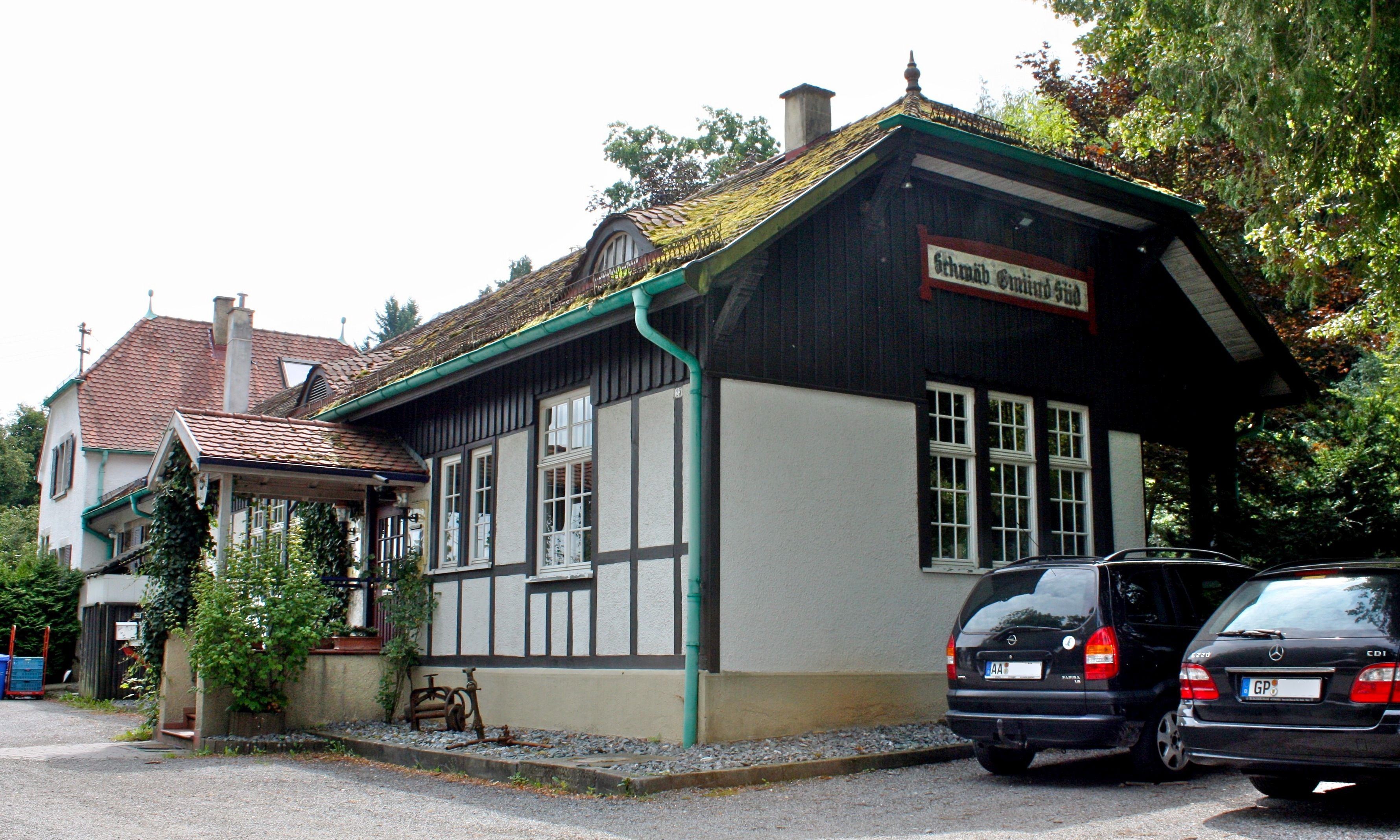
Der ehemalige Bahnhof Schwäbisch Gmünd-Süd an der Hohenstaufenbahn 2011

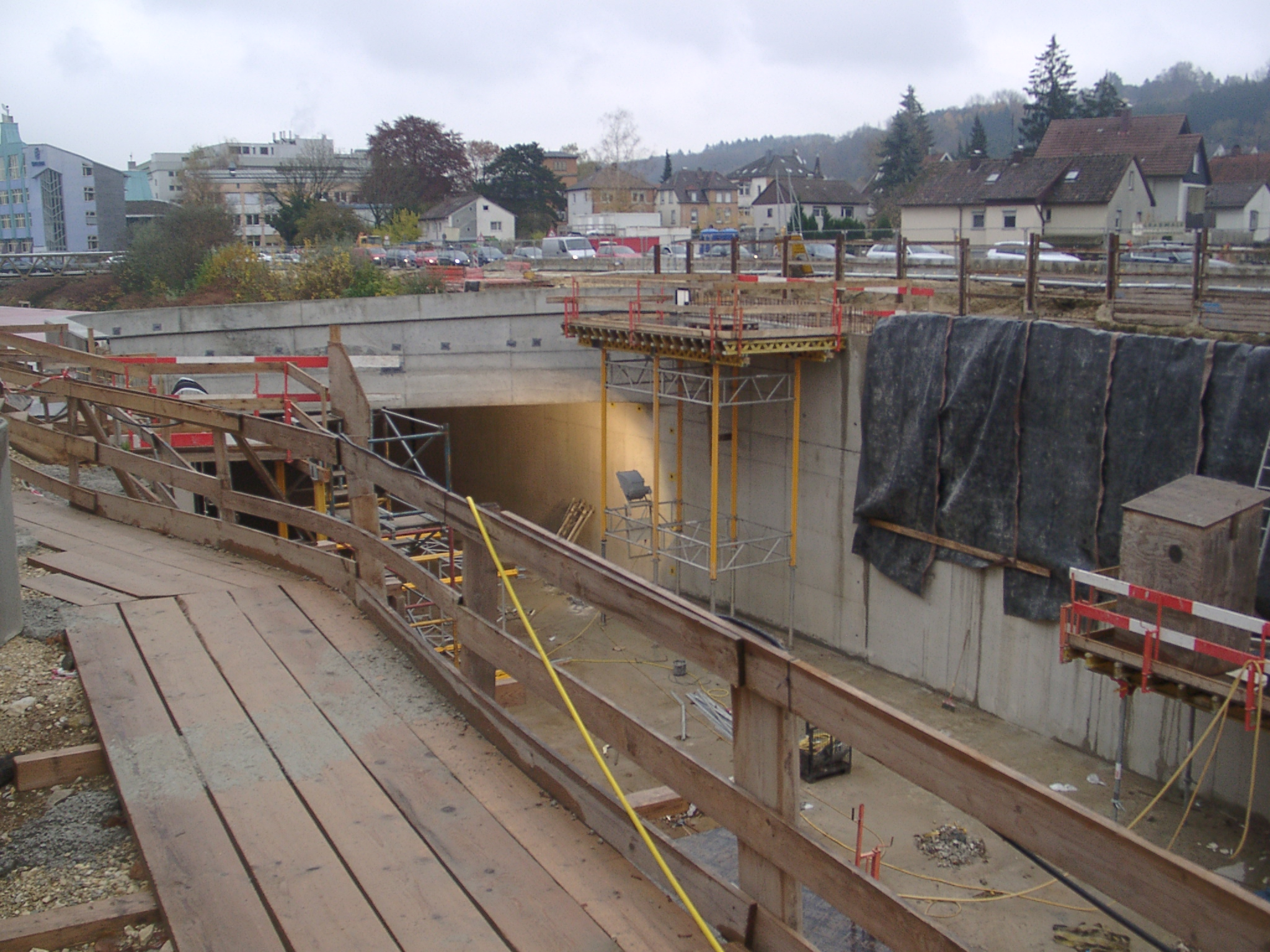
Tunnelbaustelle bei St. Leonhard

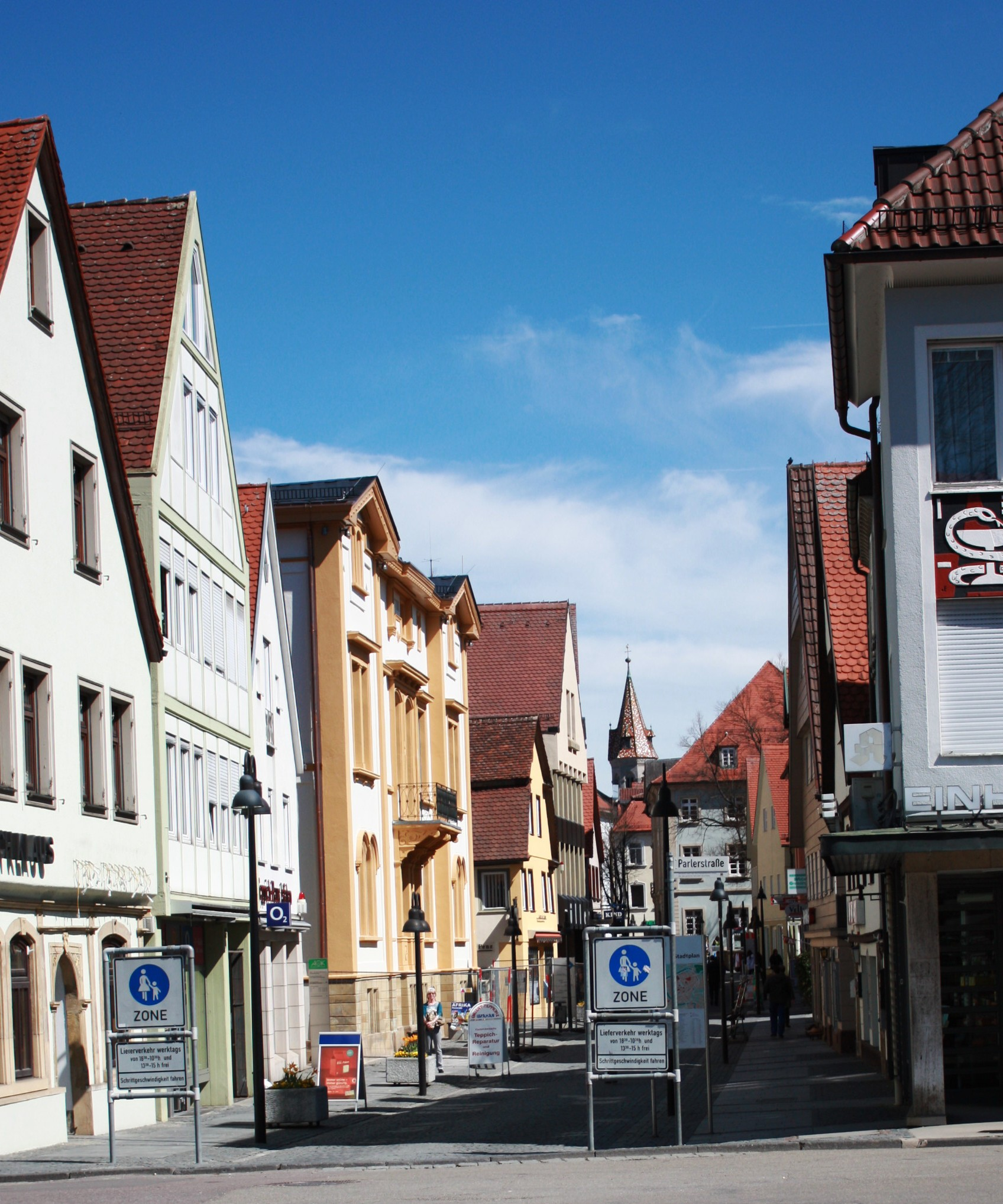
Die historische Altstadt ist Fußgängerzone oder als Spielstraße verkehrsberuhigt

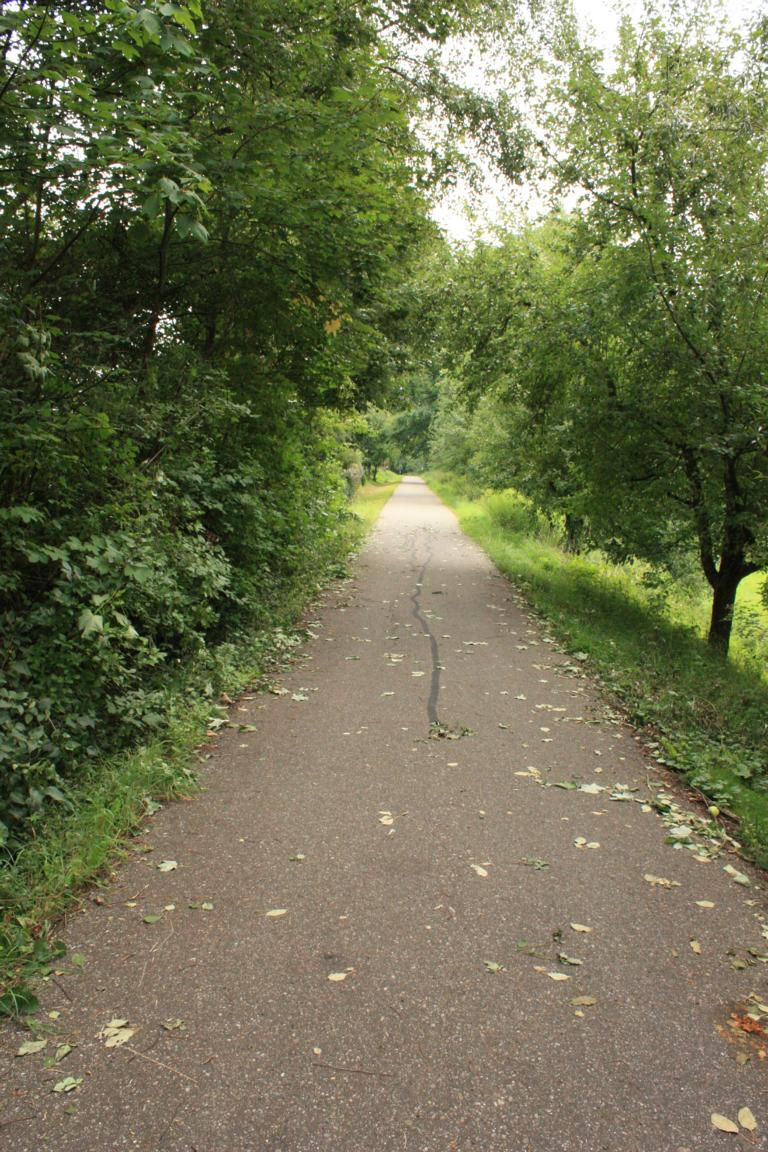
Fahrradweg Schwäbisch Gmünd – Göppingen auf der Trasse der ehemaligen Hohenstaufenbahn

#### Öffentlicher Personennahverkehr
Den öffentlichen Personennahverkehr im Stadtgebiet besorgen elf Stadtbuslinien des Stadtbus Gmünd und elf Regionalbuslinien des Verkehrsverbundes FahrBus Gmünd, ein Verbund aus sechs Busunternehmen, sowie einige Linien des Regional Bus Stuttgart. Der ÖPNV von Schwäbisch Gmünd liegt im Geltungsbereich der Tarifkooperation „OstalbMobil“, die neben dem Busverkehr auch für den regionalen Schienenverkehr gültig ist. Den Hauptknotenpunkt der Buslinien mit Übergang zum Schienenverkehr bildet der Zentrale Omnibus-Bahnhof (ZOB) am Gmünder Bahnhof. Die Fahrpläne des Gmünder ÖPNV sind nicht getaktet, trotzdem werden einige Linien im annähernden 20-Minuten-Rhythmus bedient. Linien zu entfernteren Zielen fahren dagegen nur ein- bis zweistündlich.

#### Schienenverkehr
Der Bahnhof Schwäbisch Gmünd liegt an der Bahnstrecke Stuttgart-Bad Cannstatt–Nördlingen, auch Remsbahn genannt. Am Bahnhof halten die alternierend im Zwei-Stunden-Takt verkehrenden Intercity-Züge der Linie 61 Karlsruhe–Stuttgart–Nürnberg und Regional-Express-Züge der Linie RE 1 Karlsruhe–Stuttgart–Aalen; Regional-Bahn-Züge fahren auf der Relation Aalen–Stuttgart(–Crailsheim) Montag bis Samstag im Halbstundentakt, sonst im Stundentakt. Einzelne Regionalbahnen verkehren zusätzlich in den Wochenendnächten auf der noch kürzeren Relation zwischen Aalen und Schorndorf.
In Schwäbisch Gmünd bestand an der Remsbahn bis 1975 die Haltestelle Hussenhofen. Von 1911 bis 1984 verband die Hohenstaufenbahn mit Göppingen. Während dieser Zeit gab es noch Haltestellen in Schwäbisch Gmünd Süd, Straßdorf, Metlangen-Hohenrechberg und Reitprechts. Diese Verbindung wird heute durch die Buslinien 11 und 12 des Omnibusverkehr Göppingen ersetzt.

#### Straßenverkehr
Durch das Stadtgebiet führt west-östlich im Remstal die Bundesstraße 29 (Stuttgart-)Waiblingen–Aalen–Nördlingen, die von Waiblingen bis Schwäbisch Gmünd vierspurig zur autobahnähnlichen Kraftfahrstraße ausgebaut ist. Seit 25. November 2013 verläuft die neue Ortsumfahrung als 2,2 Kilometer langer Gmünder Einhorn-Tunnel. Von der B 29 zweigt in der Stadt nach Norden die Bundesstraße 298 in Richtung Gaildorf ab. Östlich des Stadtgebietes verläuft die B 29 zweispurig bis Böbingen (und dann wieder ab Hermannsfeld), wobei es aufgrund der hohen Verkehrsbelastung oft zu Staus kommt und seit Jahren ein vierspuriger Ausbau angestrebt wird. Dieser ist, mit Ausnahme der Ortsumfahrung Mögglingen, die im April 2019 für den Verkehr freigegeben wurde, in Planung.
Die historische Altstadt von Schwäbisch Gmünd ist größtenteils durch Fußgängerzonen oder durch Spielstraßen verkehrsberuhigt.
Die nächsten Autobahnanschlüsse sind Aalen/Westhausen und Aalen-Süd/Oberkochen an der Bundesautobahn 7 (Würzburg–Füssen).

##### Umweltzone
In der Kernstadt von Schwäbisch Gmünd galt seit dem 1. März 2008 die Feinstaubplakettenpflicht. Alle Fahrzeuge, die seit diesem Zeitpunkt in oder durch die Kernstadt fuhren, die B 29 eingeschlossen, mussten mindestens der Schadstoffgruppe 2 angehören. Für Fahrzeuge der Schadstoffgruppe 1 (ohne Plakette) bestand seither ein Fahrverbot. Zum 1. Januar 2012 wurde dieses Fahrverbot auch noch auf Fahrzeuge der Schadstoffgruppe 2 (rote Plakette) ausgeweitet, zum 1. Januar 2013 dann auch auf die Schadstoffgruppe 3.
Zum 1. Mai 2023 hob das Regierungspräsidium Stuttgart die Umweltzone in Schwäbisch Gmünd (sowie in Wendlingen am Neckar, Ilsfeld und Urbach) auf, da sich die Luftqualität verbessert hatte und die Grenzwerte für Stickstoffdioxid eingehalten wurden.

#### Fahrradverkehr
Durch eine Alltagsroute aus dem Radnetz Baden-Württemberg ist Schwäbisch Gmünd über Lorch und Plüderhausen mit Schorndorf und in der anderen Richtung über den Stadtteil Zimmern und über Böbingen, Mögglingen und Essingen mit Aalen verbunden.
Mehrere touristische Radwege berühren Schwäbisch Gmünd. Der Wander- und Radweg Stauferland, ein asphaltierter Fahrrad- und Wanderweg nach Göppingen, auf dem man mit nur geringen Höhenunterschieden vom Remstal ins Filstal gelangt, nutzt die Trassierung der in den Jahren 1986 bis 1987 abgebauten Hohenstaufenbahn. Außerdem durchqueren mehrere Radfernwege die Stadt:
- Der Remstalradweg[83] führt als Landesradfernweg ab Aalen über Essingen und Schwäbisch Gmünd zur Mündung der Rems in den Neckar in Remseck und von dort weiter durch Fellbach und Kernen im Remstal nach Weinstadt.
- Der Deutsche Limes-Radweg folgt dem Obergermanisch-Raetischen Limes über 818 km von Bad Hönningen am Rhein nach Regensburg an der Donau.
- Der Landesradfernweg Württemberger Tälerradweg endet in Schwäbisch Gmünd.[84] Er führt von Crailsheim über Aalen, Heidenheim und Giengen nach Ulm und weiter über Göppingen und auf der Trasse der ehemaligen Hohenstaufenbahn über den Stadtteil Straßdorf nach Schwäbisch Gmünd.
- Die MTB-Route Alb-Crossing tangiert das Stadtgebiet im Stadtteil Degenfeld.

Schwäbisch Gmünd ist Mitglied der AGFK (Arbeitsgemeinschaft Fahrrad- und Fußverkehrsfreundlicher Kommunen) in Baden-Württemberg.

#### Fernwanderwege
Schwäbisch Gmünd liegt am Limes-Wanderweg des Schwäbischen Albvereins, einem Teilabschnitt des Deutschen Limes-Wanderwegs.

#### Flugverkehr
Kleinere Luftfahrzeuge können den Flugplatz Heubach nutzen (12 km, Fahrzeit mit PKW etwa 15 Minuten). Der nächste große Flughafen ist Stuttgart (55 km, Fahrzeit mit PKW etwa 50 Minuten).

### Gerichte, Behörden und Einrichtungen
Schwäbisch Gmünd ist Sitz des Regionalverbands Ostwürttemberg und einer Außenstelle des Landratsamtes Ostalbkreis.
In der Stadt gibt es ein Finanzamt, ein Amtsgericht, das zum Landgerichtsbezirk Ellwangen und somit zum Oberlandesgerichtsbezirk Stuttgart gehört. Als Insolvenzgericht ist das Amtsgericht Aalen für den Amtsgerichtsbezirk Schwäbisch Gmünd zuständig. Ebenfalls in der Stadt, im ehemaligen Kloster Gotteszell, sitzt eine Justizvollzugsanstalt für Frauen, die eine Kapazität von 335 Plätzen aufweist.
Die Landesanstalt für Landwirtschaft, Ernährung und Ländlichen Raum (LEL) hat in Schwäbisch Gmünd ihren Sitz.
In Schwäbisch Gmünd ist ein Kreiswehrersatzamt ansässig, das für die Landkreise Göppingen, Schwäbisch Hall, den Hohenlohe-, den Ostalb- und den Rems-Murr-Kreis zuständig ist.
In der Stadt hat auch der Kirchenbezirk Schwäbisch Gmünd der Evangelischen Landeskirche in Württemberg seinen Sitz. Das Dekanat Schwäbisch Gmünd der Diözese Rottenburg-Stuttgart wurde am 30. Juni 2006 aufgelöst und in das neue Dekanat Ostalb integriert.

### Militär
Schwäbisch Gmünd war mehrere Jahrzehnte lang Garnisonsstadt. In der kurz vor dem Ersten Weltkrieg errichteten Militärunterkunft (spätere Bismarck-Kaserne) war zunächst ein Bataillon des Württembergischen Infanterieregiments 180 stationiert. Sie wurde ebenso wie die 1937 fertiggestellte Adolf-Hitler-Kaserne (spätere Hardt-Kaserne) von der Wehrmacht und zwischen 1951 und 1991 von der 7. US-Armee genutzt. Schwäbisch Gmünd war Hauptquartier der 56th Field Artillery Command, deren Einheiten in den 1980er Jahren auch mit der Pershing-II-Mittelstreckenrakete ausgerüstet waren. Überregionale Bekanntheit erlangte das Pershing-II-Depot auf der Mutlanger Heide durch die Proteste und Blockaden der Friedensbewegung.

### Ansässige Unternehmen

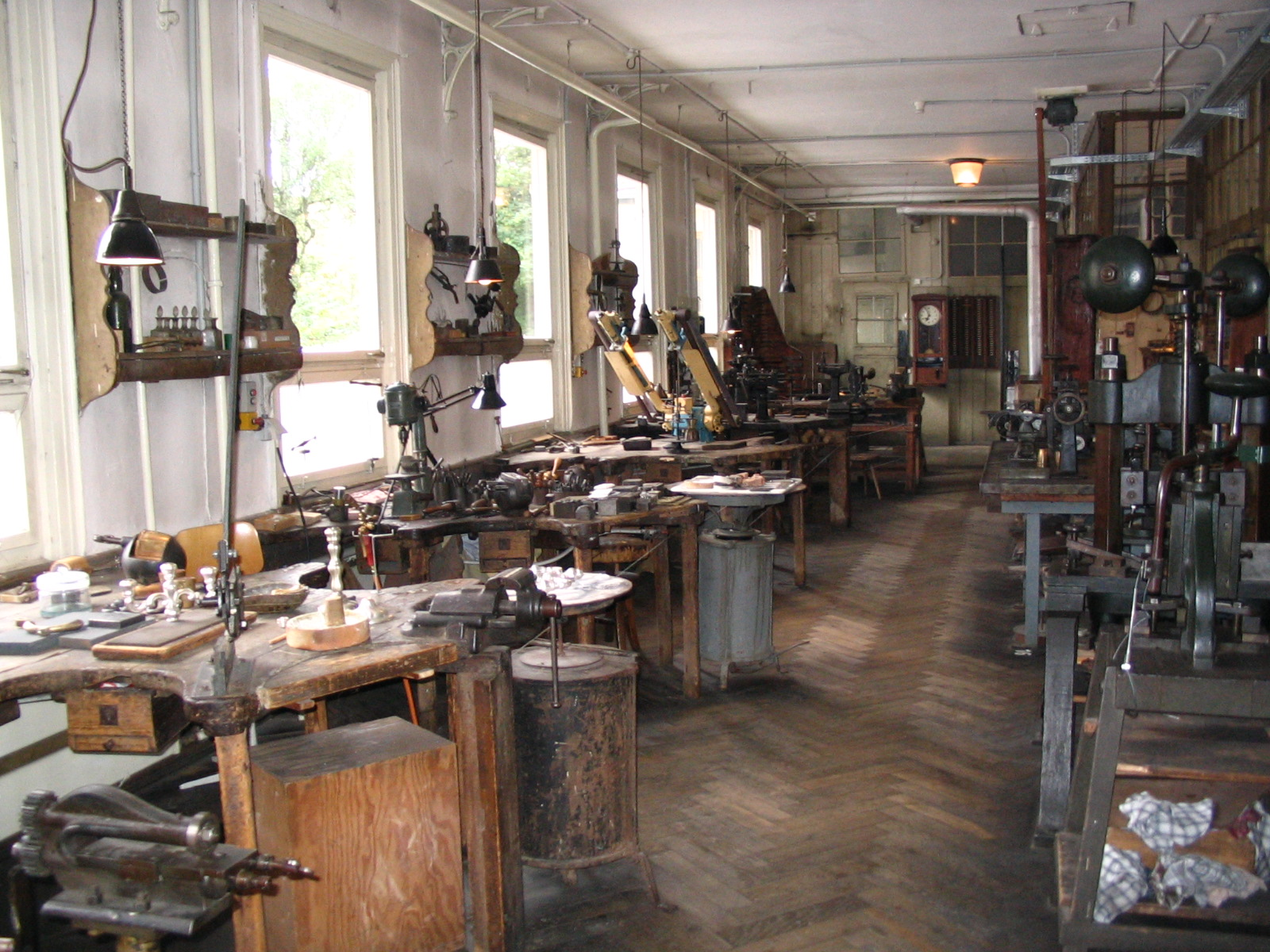
Blick in die Ott-Pausersche Silber- und Goldwarenfabrik (heute Museum)

Im 17. Jahrhundert siedelte sich das auch heute noch stark vertretene Gold- und Silberhandwerk an. Auch das Forschungsinstitut für Edelmetalle und Metallchemie (FEM) befindet sich in Schwäbisch Gmünd. Anfang des 20. Jahrhunderts siedelte sich die Uhrenindustrie an. Die Firma Bifora-Uhren war bis Ende der 1970er Jahre die größte Spezialfabrik für Armbanduhren in Deutschland und führte die inländische Entwicklung an.
Heute dominieren Automobilzulieferung, Designbüros und Schmuckhandwerk die Wirtschaft der Stadt. Schwäbisch Gmünd hat die höchste Dichte an Designern in Europa und schmückt sich mit dem Titel Gold- und Silberstadt.
Überregionale Bedeutung haben darüber hinaus folgende Unternehmen:
- Die Barmer Ersatzkasse hat einen Standort ihrer Hauptverwaltung in Schwäbisch Gmünd-Bettringen. Sie entstand am 1. Januar 2010 aus der Fusion der Barmer Ersatzkasse (BEK) mit der 1878 in Schwäbisch Gmünd gegründeten Gmünder Ersatzkasse (GEK). Die Barmer ist der größte Dienstleister im Ostalbkreis und beschäftigt über 800 Angestellte am Standort.
- Erhard & Söhne ist ein weltweit tätiger Automobilzulieferer, der seit 2011 zu Magna Steyr gehört. Das alteingesessenes Unternehmen war ehedem Hersteller von Spielwaren und kunsthandwerklichen Gegenständen. Es entwickelte das Universal-Motor-Gerät, kurz Unimog und ist für seinen 1955 patentierten Aschenbecher bekannt.
- C. & E. Fein, im Stadtteil Bargau ansässig, stellt Elektrowerkzeuge her.
- Nubert stellt Lautsprecher her und verkauft sie im Direktvertrieb.
- Voestalpine Polynorm ist ein weltweit tätiger Automobilzulieferer.
- Die Schleich GmbH, ein 1935 von Friedrich Schleich gegründetes Unternehmen, ist für Spielzeugfiguren bekannt.
- Weleda ist im Bereich Homöopathie, Pharmazie und Körperpflegemittel tätig.
- Die Robert Bosch Automotive Steering GmbH (bis 2015 ZF Lenksysteme GmbH) ist ein weltweit tätiger Automobilzulieferer für Pkw- und Lkw-Lenkungen und mit ca. 5000 Mitarbeitern der größte Arbeitgeber am Ort.
- Die Stiftung Haus Lindenhof ist in der Region Ostwürttemberg ein großes Sozialunternehmen mit Einrichtungen und Diensten für Menschen mit Behinderung und für Senioren. Sie hat ihren Sitz in Schwäbisch Gmünd.

### Medien

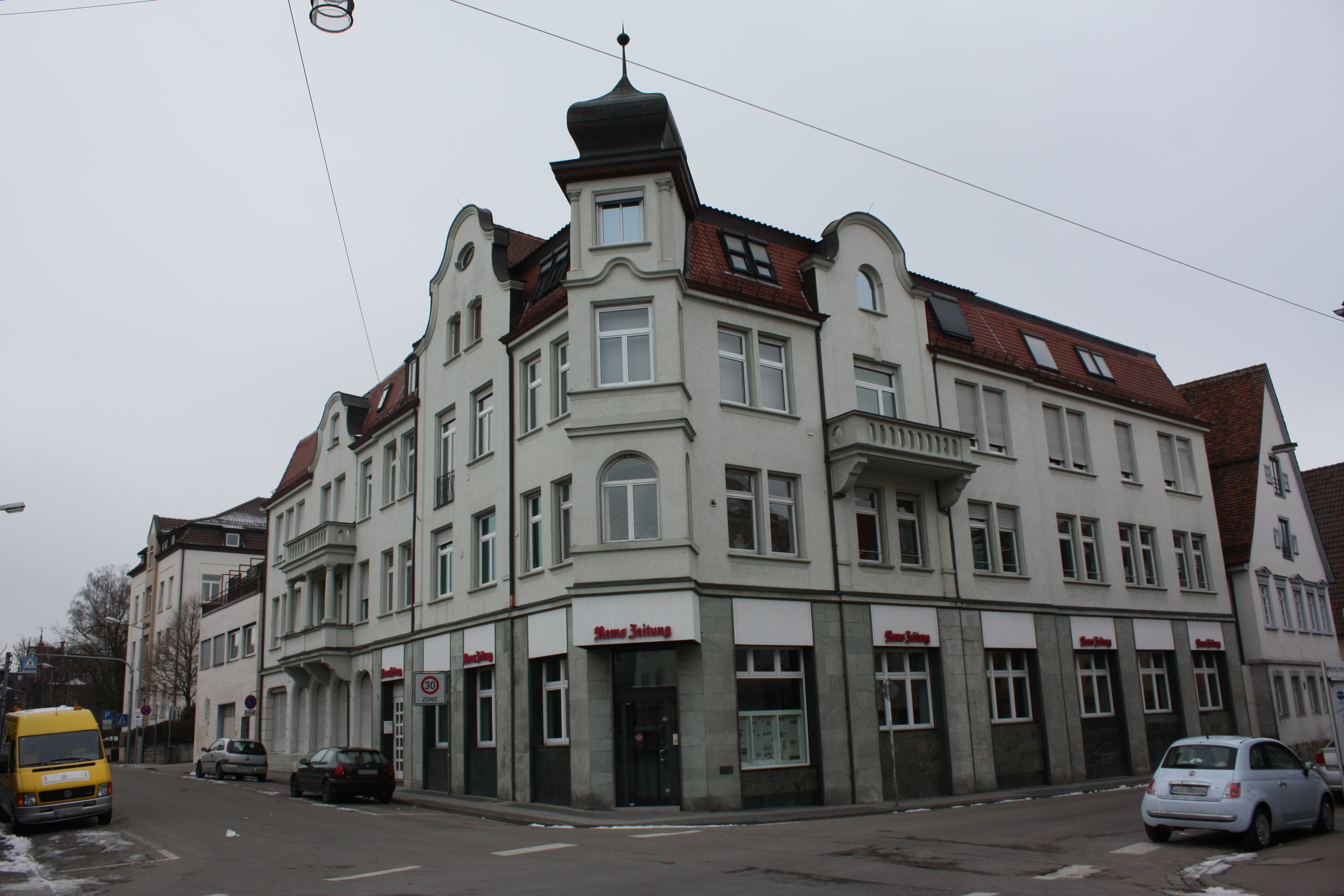
Verlagsgebäude Rems-Zeitung

Örtlich erscheinende Tageszeitungen sind die Rems-Zeitung, welche die älteste noch bestehende Tageszeitung in Baden-Württemberg ist, sowie die Gmünder Tagespost, eine Lokalausgabe der Südwest Presse aus Ulm.

### Gesundheitswesen
Schwäbisch Gmünd verfügte über mehrere Krankenhäuser. Im Spital war bis 1985 das ehemalige städtische und später kreiseigene Krankenhaus und untergebracht. Bis zu seiner Auflösung 1984 galt das Spital als das älteste bestehende Krankenhaus Deutschlands. Bis 1852 gab es zum Spital in der Innenstadt zusätzlich das Katharinenspital zu den Sondersiechen extra muros.
Von 1942 bis Ende 1966 bestand ebenfalls in der Innenstadt das Hilfskrankenhaus St. Ludwig, dass vor allem die Bereiche Innere Medizin und Gynäkologie abdeckte. Es wurde mit der Eröffnung des neuen Kreisklinikums Stauferklinikum in Mutlangen geschlossen und zu einem Altenpflegeheim umgebaut.
Neben dem Spital und St. Ludwig unterhielt die Föderation Vinzentinischer Gemeinschaften mit dem Margeritenhospital ein Krankenhaus für Frauen, Kinder und Jugendliche. Dieses Krankenhaus wurde 2000 dem Kreisklinikum Stauferklinikum in Mutlangen angegliedert und behielt vorerst seinen Schwerpunkt. Bei der Schließung des Margaritenhospitals wurden die bis dahin verbliebene Kinder- und Jugendmedizin im dafür erweiterten Kreisklinikum in Mutlangen untergebracht, wobei der Namen des Klinikums nach dieser Vereinigung in Stauferklinikum Schwäbisch Gmünd geändert wurde. Seitdem gibt es auf Gmünder Grund kein Krankenhaus mehr.
Das Gebäude des Margeritenhospital wurde nach der Schließung des Krankenhauses zum Gesundheitszentrum Margaritenheim umgebaut. Das Gesundheitszentrum Margaritenheim beherbergt seitdem unter anderem ein Ambulanz-OP-Zentrum, eine Abteilung des Zentrum für Psychiatrie Winnenden, Wohngruppen für Gehörlose der Barmherzige Schwestern vom Heiligen Vinzenz von Paul und das Geburtshaus und Hebammenpraxis Margaritenheim sowie mehrere Arzt- und andere Praxen.
Das Kreisklinikum in Mutlangen, welches seit 2002 auch über eine Abteilung für Naturheilkunde verfügt, beherbergt seit 2003 die DRK-Hauptrettungswache für Schwäbisch Gmünd, seit 2004 eine Fachschule für Gesundheits- und Krankenpflege und eine Schule für Physiotherapie sowie mehrere Facharztpraxen, eine Apotheke und ein Sanitätshaus.
Die Stiftung Haus Lindenhof betreibt in Schwäbisch Gmünd und in der Region Ostwürttemberg zahlreiche Einrichtungen und Diensten für Menschen mit Behinderung und für Senioren. Sie wurde am 30. April 1971 von der Diözese Rottenburg-Stuttgart und dem Diözesan-Caritasverband gegründet und hat ihren Sitz in Schwäbisch Gmünd.
Seit 2007 veranstaltet die Stadt Schwäbisch Gmünd jährlich eine Gesundheitsmesse im Kongresszentrum der Stadt, bei der vor allem lokale Aussteller über ihre Angebote im Bereich Gesundheitswesen und Altenpflege informieren.

### Bildungseinrichtungen

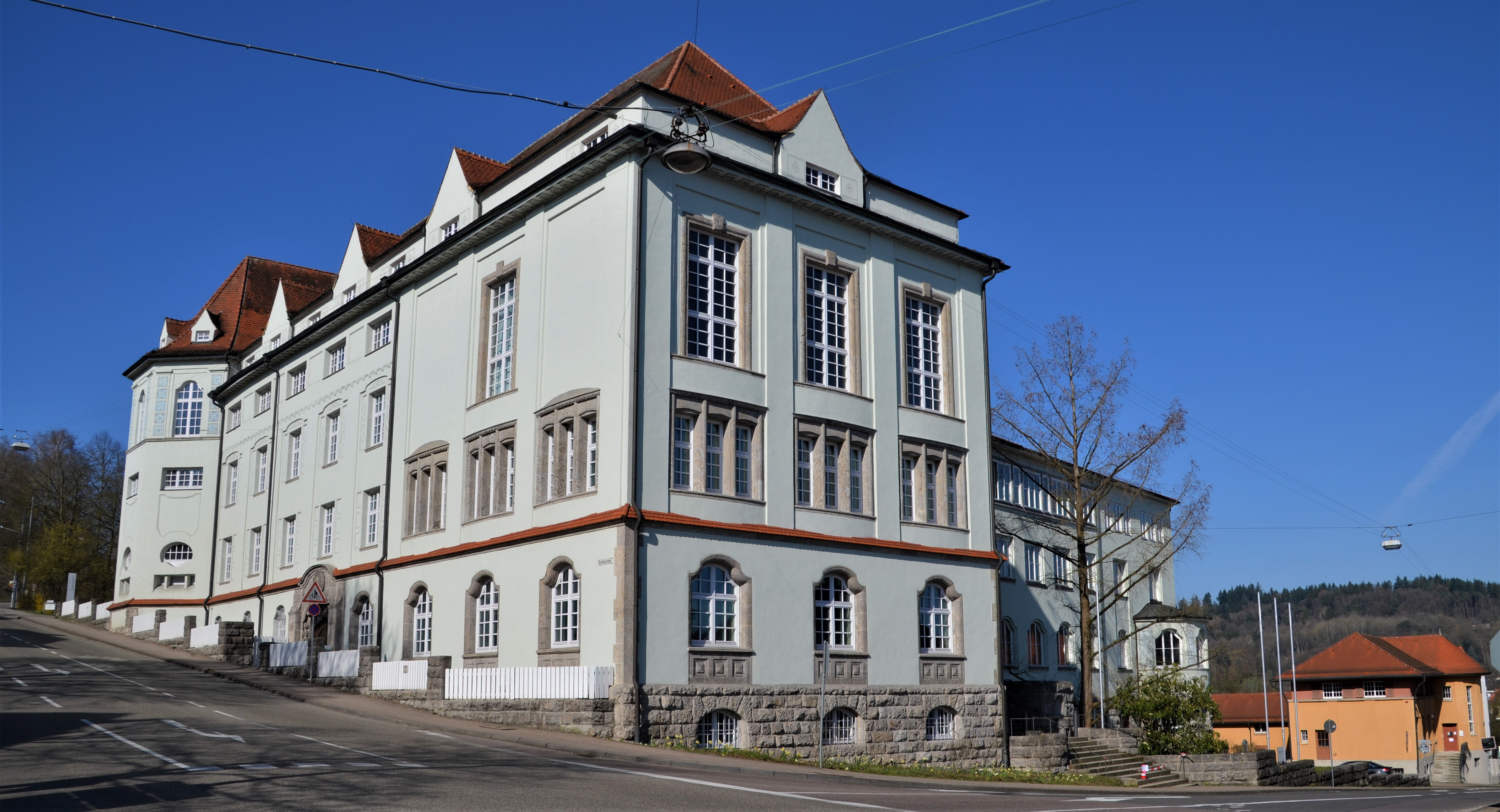
HfG Schwäbisch Gmünd

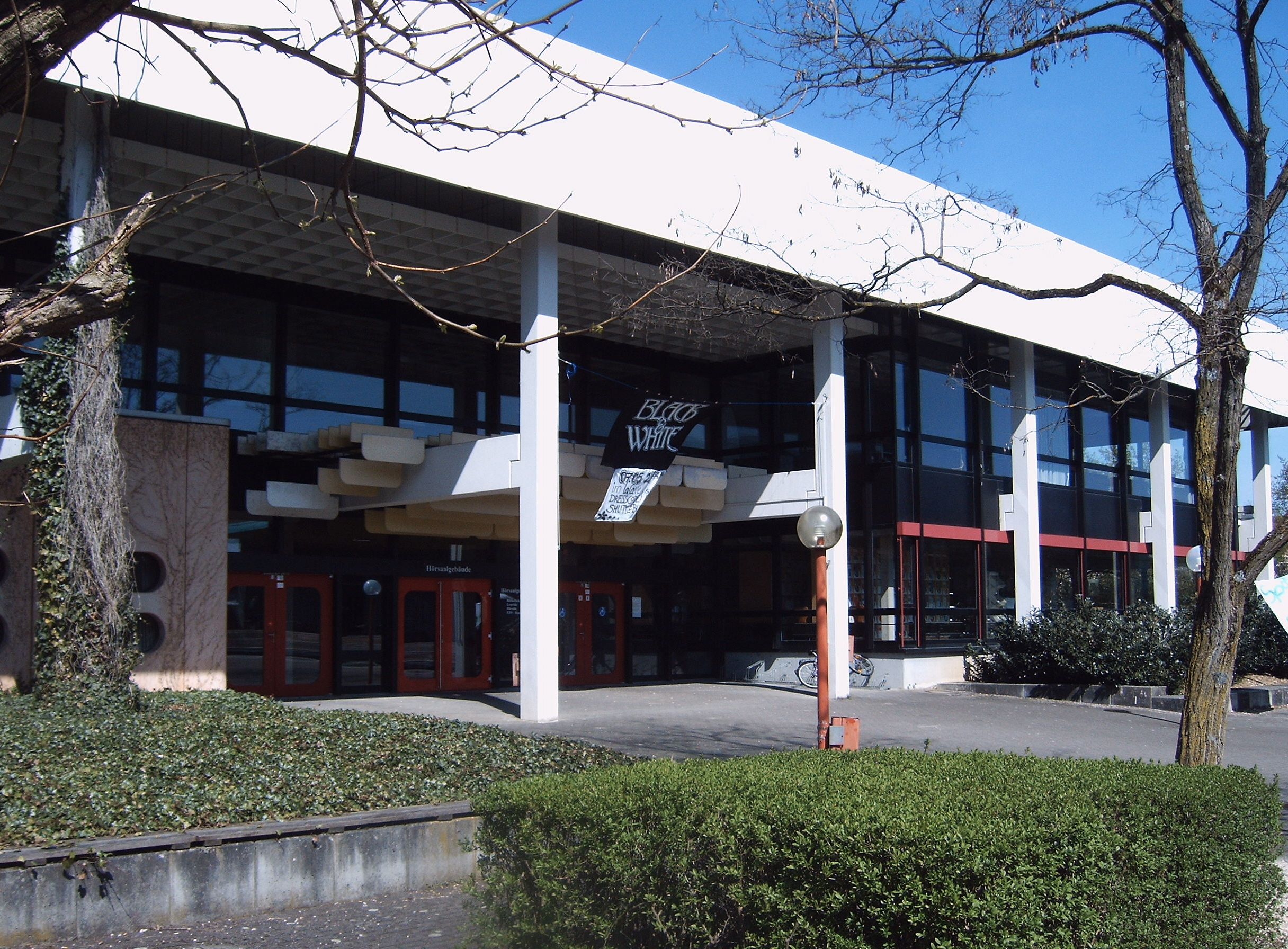
Hörsaalgebäude der PH

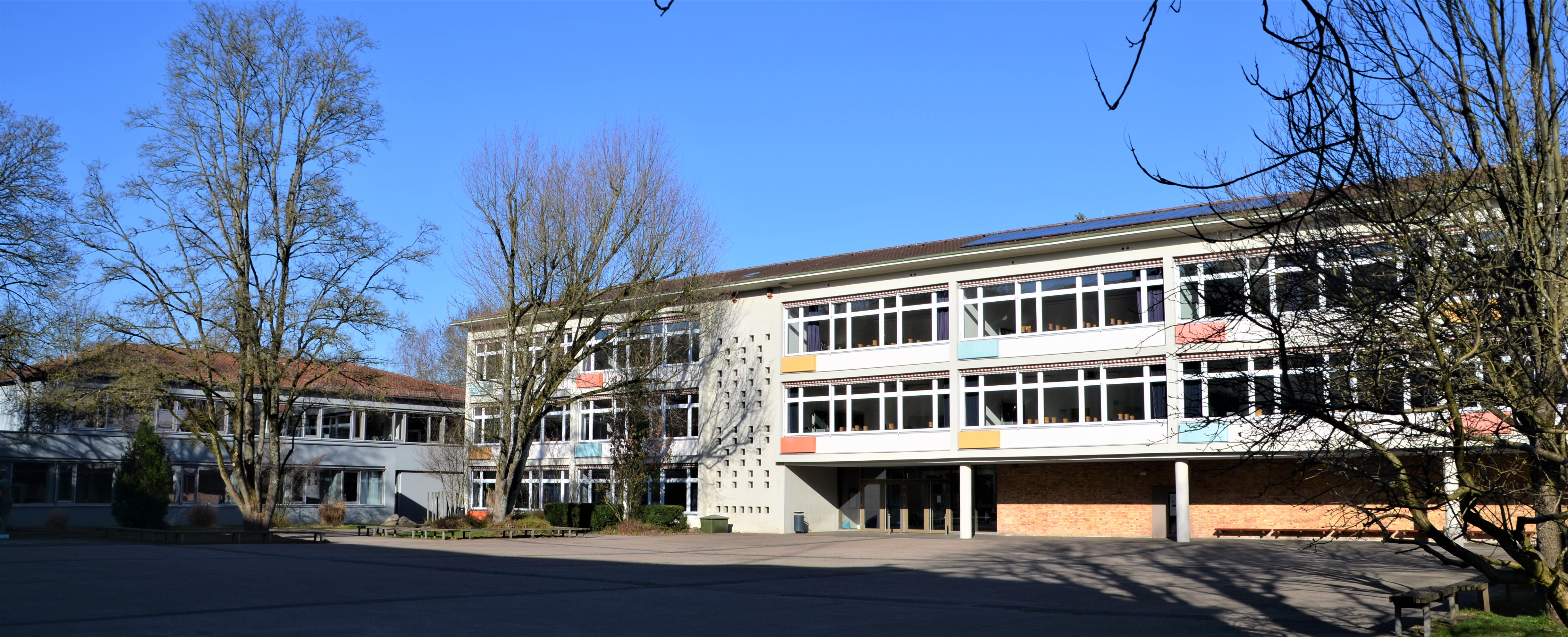
Hans-Baldung-Gymnasium

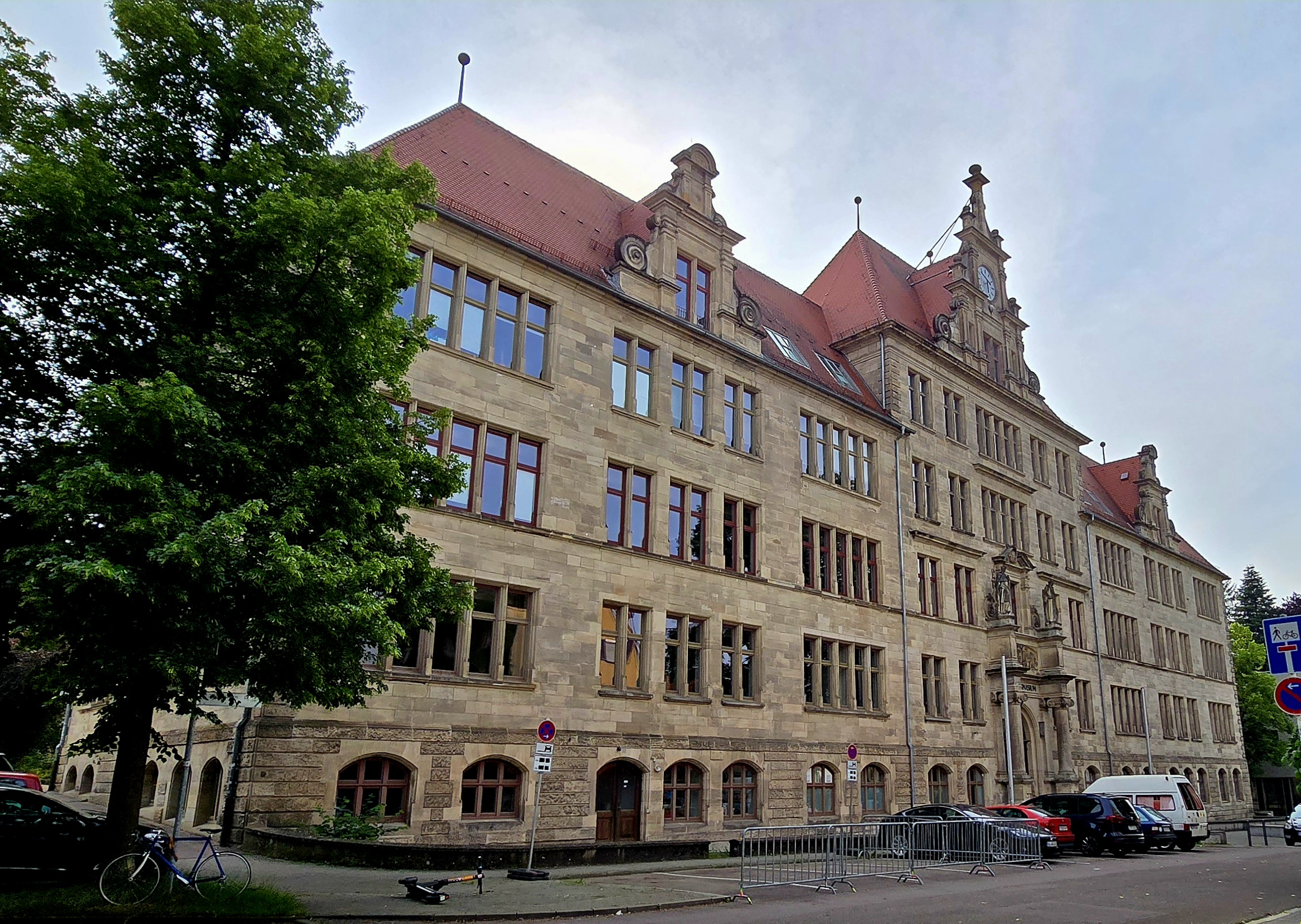
Parler-Gymnasium

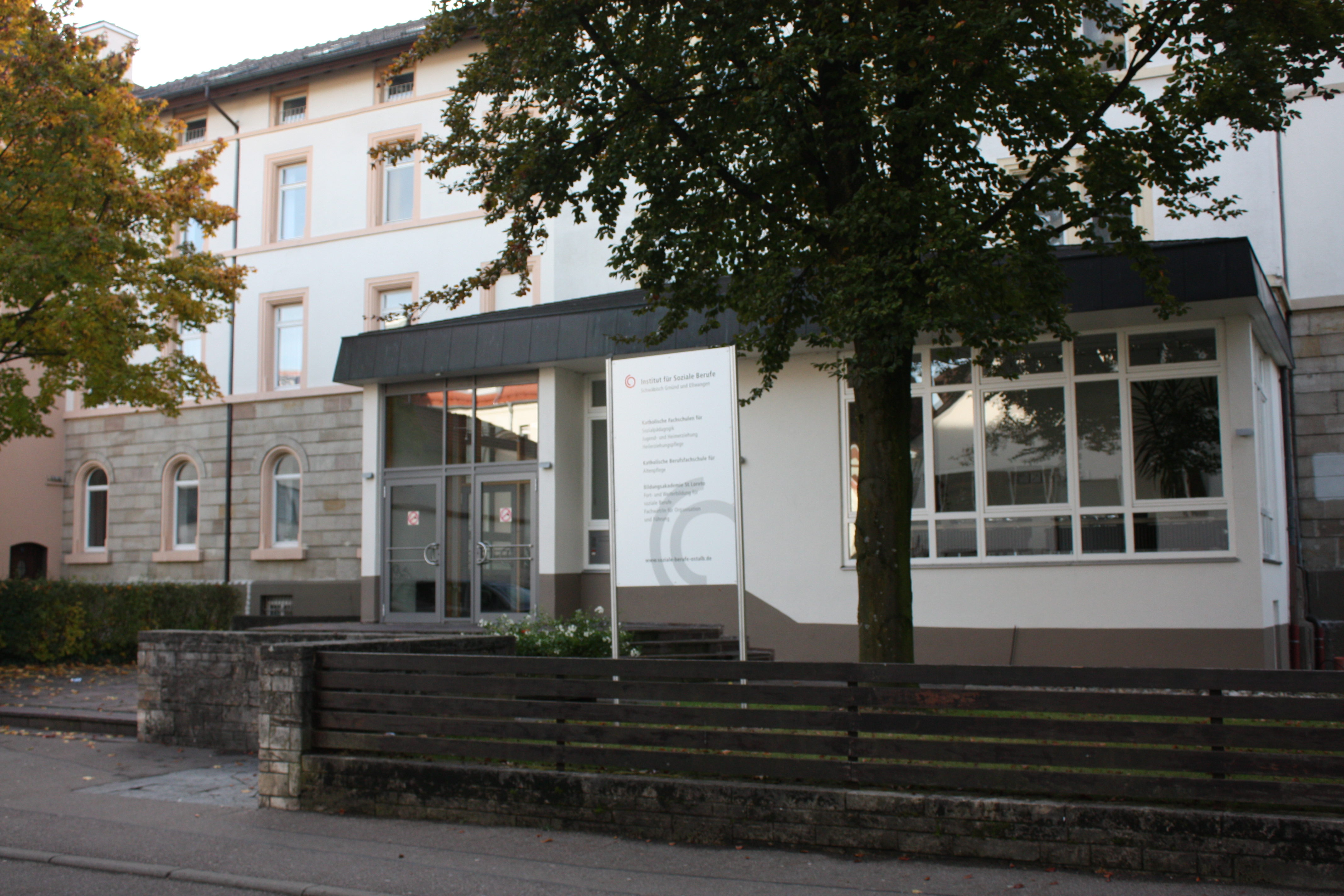
Institut für Soziale Berufe St. Loreto (2009)

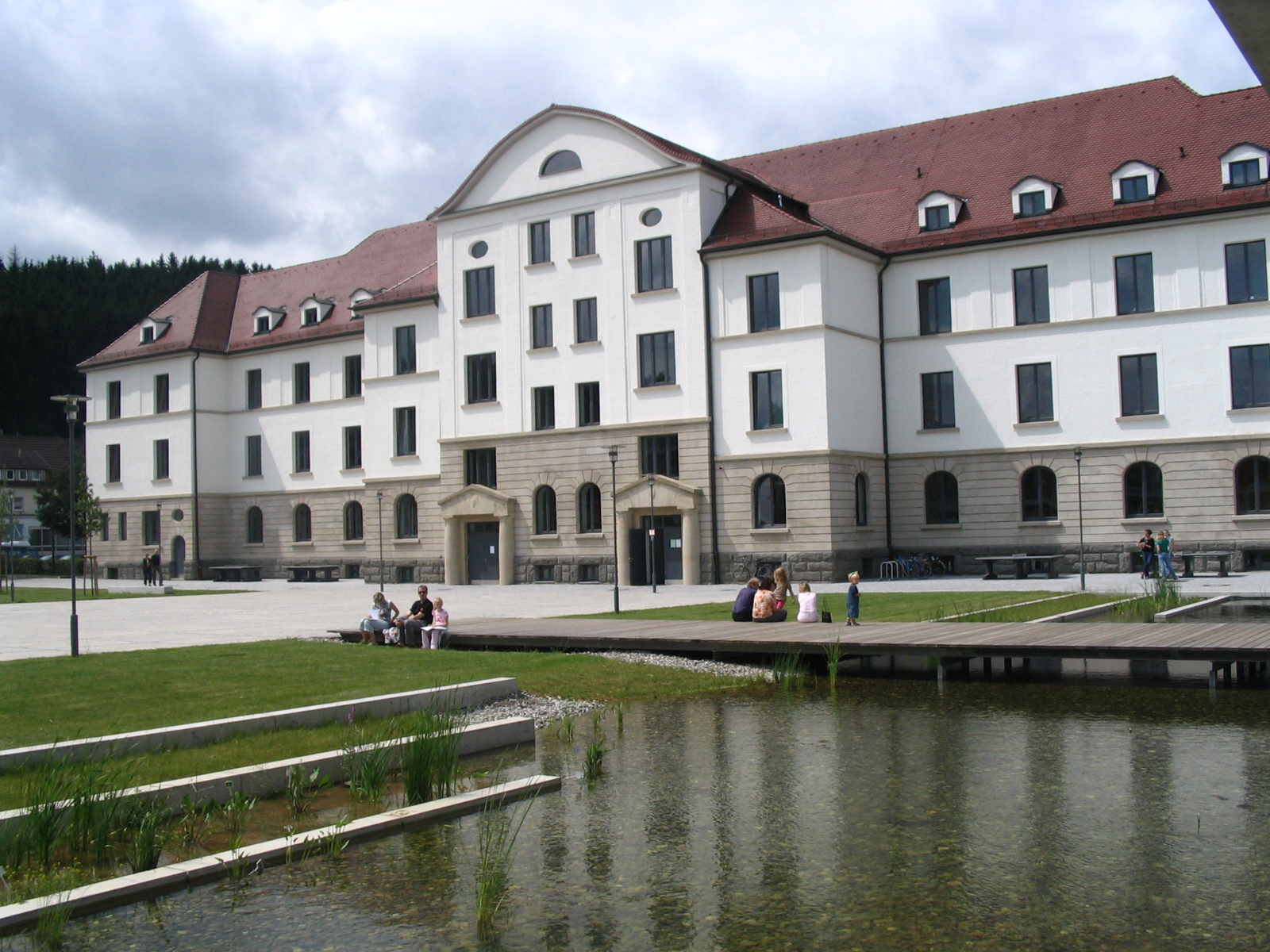
Landesgymnasium für Hochbegabte

#### Hochschulen
In Schwäbisch Gmünd gibt es zwei Hochschulen. Die Pädagogische Hochschule im Rang einer Universität, mit circa 2500 Studierenden, einem pädagogischen Fachseminar und je einem staatlichen Seminar für Didaktik und Lehrerbildung (für Grund- und Hauptschule beziehungsweise Realschule) hat sowohl einen Standort in der Innenstadt (Alte PH) als auch auf dem Hardt. Die Hochschule für Gestaltung Schwäbisch Gmünd HfG mit ungefähr 500 Studierenden hat ihre Wurzeln im Jahr 1776 und hat heute den Status einer Hochschule für Angewandte Wissenschaften.
Die Fernuniversität Hagen eröffnete im Jahr 1990 ein Studienzentrum in Schwäbisch Gmünd. Es hatte seinen Sitz im Werk 4 der ZF Lenksysteme und war bei der Gründung das erste Studienzentrum der Fernuniversität in Baden-Württemberg. Später gehörte es zum Regionalzentrum Stuttgart und wurde von etwa 1500 Studierenden genutzt. Seit 2015 befindet sich lediglich ein Informations- und Beratungszentrum der Fernuniversität in Schwäbisch Gmünd.
Nach dem Abzug der US-Truppen aus der Bismarck-Kaserne in der Oststadt wurde die Kaserne 1992 zu einem Campus des University of Maryland University College (UMUC). Nachdem das University College 2002 wegen finanzieller Gründe geschlossen wurde, behielt das Gelände der ehemaligen Bismarck-Kaserne den Namen Universitätspark.

#### Weitere Schulen
In der Stadt gibt es neun gymnasiale Schulen. Die Stadt ist Träger von drei allgemeinbildenden Gymnasien, dem Hans-Baldung- und Parlergymnasium in der Innenstadt sowie dem Scheffold-Gymnasium im Schulzentrum Strümpfelbach. Außerdem gehört die Stadt dem Schulverband Landesgymnasium für Hochbegabte an, welcher Träger des Landesgymnasiums für Hochbegabte Schwäbisch Gmünd im Universitätspark ist. Zudem ist Schwäbisch Gmünd Standort des Abendgymnasiums Ostwürttemberg. Bis 1994 bestand zusätzlich das Staatliche Aufbaugymnasium mit Heim (ABG) am Herlikofer Berg, dessen Gebäude heute ein Bildungszentrum der Oberfinanzdirektion Baden-Württemberg beheimatet.
Die Stadt ist ferner Träger der beiden Realschulen Adalbert-Stifter-Realschule im Schulzentrum Strümpfelbach und Schiller-Realschule in der Innenstadt, der Förderschule Pestalozzischule im Stadtteil Herlikofen, acht Grund- und Hauptschulen mit Werkrealschule (Eichenrainschule Lindach, Friedensschule, Mozartschule Hussenhofen, Rauchbeinschule, Römerschule Straßdorf, Scheuelbergschule Bargau, Stauferschule und Uhlandschule Bettringen) sowie sechs selbständigen Grundschulen (Großdeinbach, Hardt, Weiler in den Bergen, Klösterleschule, Scherr-Grundschule Rechberg und Theodor-Heuss-Schule Herlikofen).
Der Ostalbkreis ist Schulträger der Beruflichen Schulen im Berufsschulzentrum im Stadtteil Oberbettringen, welche unter anderem die Gewerbliche Schule, die Agnes-von-Hohenstaufen-Schule mit Ernährungswissenschaftlichem Gymnasium, Hauswirtschaftliche Schule und die Kaufmännische Schule mit einem Wirtschaftsgymnasium sowie ein Technisches Gymnasium einschließen.
Außerdem ist der Landkreis Träger der Klosterbergschule für Geistig- und Körperbehinderte. Ebenfalls für Geistigbehinderte besteht die private Sonderschule Martinusschule der Stiftung Haus Lindenhof im Stadtteil Bettringen. Zudem besteht die Schule für Hörgeschädigte St. Josef, die von den örtlichen Vinzentinerinnen getragen wird. Die Schule unterhält zudem eines der wenigen Gymnasien für hörbehinderte in Deutschland. Es wird als Sozialwissenschaftliches Gymnasium geführt.
Weitere Privatschulen sind unter anderem die Abendrealschule Schwäbisch Gmünd, die katholische Franziskus-Grundschule, die Freie Evangelische Schule Domino Servite Schule e. V. Lindach mit einer Grund- und Realschule, die Freie Waldorfschule Schwäbisch Gmünd am Schulzentrum Strümpfelbach, die Canisius-Schule Schule für Erziehungshilfe, das Institut für Soziale Berufe St. Loreto, die Kaufmännische Berufsfachschule A. und S. Stadelmaier, die Private Berufsfachschule Dr. Engel und der Private Schulkindergarten für Geistigbehinderte der Lebenshilfe e. V. sowie die Technische Akademie für berufliche Bildung.
Der Landkreis stellt in Schwäbisch Gmünd zudem ein Kreismedienzentrum zur Verfügung, das die Schulen sowie auch außerschulische Einrichtungen mit der Bereitstellung von Unterrichtsmedien und der Beratung über deren Einsatz unterstützen soll.

## Postleitzahlen
Bei der Einführung der fünfstelligen Postleitzahlen erhielt Schwäbisch Gmünd die folgenden neuen Zahlen:
- 73525 für einen Teil des Zentrums
- 73527 für Großdeinbach, Hangendeinbach, Herlikofen, Hirschmühle, Hussenhofen, Kleindeinbach, Lindach, Rehnenhof/Wetzgau, Waldau, Wustenriet, Zimmern und einen Teil des Zentrums
- 73529 für Bargau, Bettringen, Degenfeld, Herdtlinsweiler, Metlangen, Radelstetten, Rechberg, Reitprechts, Straßdorf, Weiler und einen Teil des Zentrums
- 73072 für Schurrenhof und Kratzerhöfle, die gemeinsam eine Exklave der Stadt und des Ostalbkreises bilden
- 73550 für Hummelshalden an der Grenze zu Waldstetten
- 73553 für Haselbach-Söldhaus an der Grenze zum Alfdorfer Ortsteil Haselbach

## Telefonvorwahlen
Die Stadt hat größtenteils die Vorwahlnummer 07171, ausgenommen nur Bargau mit 07173, die Exklave Schurrenhof mit 07165 und Degenfeld mit 07332.

## Persönlichkeiten
Die Ehrenbürger, die Söhne und Töchter der Stadt sowie die sonstigen Personen die in Schwäbisch Gmünd wirken oder gewirkt haben, sind in diesem Artikel dargestellt.